# Borsod-Abaúj-Zemplén vármegye
Borsod-Abaúj-Zemplén vármegye, 1950 és 2022 között Borsod-Abaúj-Zemplén megye, nem hivatalosan sokszor egyszerűen csak BAZ, közigazgatási egység Magyarországon, az Észak-Magyarország régióban. 7247,17 km2-es területével hazánk második legnagyobb vármegyéje, amely Magyarország teljes területének mintegy 7,78%-át adja. Illetve közel 623 ezer fős lakosságával a második legnépesebb vármegyénk, ezzel hazánk népességének mintegy 6,48%-ával rendelkezik, népsűrűsége az országos átlag alatt van valamennyivel.
Északról Szlovákia, nyugatról Nógrád vármegye, délnyugatról Heves vármegye, délről Jász-Nagykun-Szolnok vármegye, délkeletről Hajdú-Bihar vármegye, keletről pedig Szabolcs-Szatmár-Bereg vármegye határolja. Székhelye Miskolc, a régió központja és legnagyobb települése, az ország negyedik legnépesebb települése Budapest, Debrecen és Szeged után, Magyarország egyik legjelentősebb ipari központja. De nevezetesebb települései közé tartozik a ipari központnak számító Kazincbarcika és Ózd, a történelmi és kultúrális jelentőséggel bíró Sátoraljaújhely, a tokaji aszúról és a borturizmusról ismert Tokaj, illetve középkori műemlékeiről híres, "a Bodrog-parti Athénnak" is nevezett Sárospatak. Az egyetlen magyar megye, amely két UNESCO Világörökségi helyszínnel is rendelkezik (az Aggteleki cseppkőbarlang, valamint a Tokaji Borvidék Történelmi Kultúrtáj).
Földrajzilag az ország egyik legváltozatosabb területe. Az Északi-középhegység és az Alföld találkozási pontján fekszik, így a vármegye északi részei hegyvidékkel tarkított – az ország legmagasabb csúcsaival és legmélyebb barlangjaival –, déli részei pedig laposak, síkak. Az átlaghőmérséklet alacsonyabb, mint az országos átlagé, az átlagos éves csapadék mennyiség  viszont magasabb (700–800 mm/év). A vármegye tartja az ország legalacsonyabb hőmérsékleti rekordját: −35 °C-ot mértek 1940. február 16-án Miskolctapolcán. A keleti blokk idején az iparosításra helyezett hangsúly és a megye barnaszén-gazdagsága miatt Borsod-Abaúj-Zemplén az ország egyik vezető ipari régiójává vált, ezért gyakran „Magyarország Ruhr-vidékeként” emlegették. A nehézipar legfontosabb központjai Miskolc, Ózd, Tiszaújváros és Kazincbarcika voltak. Gazdag folyóhálózattal rendelkezik, itt folyik a Tisza, amely természetes határt képez Borsod-Abaúj-Zemplén és Szabolcs-Szatmár-Bereg vármegyék között, a Sajó, a Bodrog és a Hernád. Legmagasabb pontja a Bükkben magasló 945 m-es Felső-Borovnyák.
Turisztikai szempontból szintén nagyon gazdag a terület, sok középkori várral, Árpád-kori templommal és fényűző palotával rendelkezik. Miskolc nevezetes a miskolctapolcai Barlangfürdőről, a diósgyőri várról (amelyet jelenleg a Nagy Lajos-korabeli formájára rekonstruálnak), a lillafüredi Palotaszállóról és állatkertjéről, mely az egyik legnagyobb hazánkban. Sátoraljaújhely, a Zemplén fővárosa, adott otthont 1806-tól Kazinczy Ferencnek, aki egészen haláláig maradt a településen. A történelmi forrásokban gyakran Pataknak nevezett Sárospatak fontos kulturális központ, bájos történelmi település és népszerű turisztikai célpont is egyben. Többek között itt volt a Rákóczi fejedelmek rezidenciája. Bizonytalan források szerint pedig itt születhetett Árpád-házi Szent Erzsébet, bár ennek színhelyét mások Pozsonyba teszik. Szikszó városa ad helyet a Xixo gyárának, hazánk egyik legnagyobb tea- és kávégyártó üzemének. Tokaji borvidék területe történelmi borvidék, amely Magyarország hét nagyobb borvidékének egyike. A várost és környékét 2002-ben a Világörökség részévé nyilvánították Tokaji Borvidék Történelmi Kultúrtáj néven. Hírneve azonban régen megelőzte, ugyanis innen származik a tokaji aszú, a világ legrégebbi botritizált bora. Ez volt az a bor, amelyet XIV. Lajos francia király „a borok királya, a királyok bora” becenevén emlegetett.

## Nevének eredete
A jelenlegi vármegye 3 történelmi vármegye összevonásának eredménye.

### Borsod
Borsod vármegye (németül: Komitat Borschod; latinul: Comitatus Borsodiensis, szlovákul: Boršodská župa) nevéből ered. A "Borsod" név eredete több elmélet szerint is a "Bors" személynévből származik, amelyet az "-d" képzővel láttak el, így alakult ki a "Borsod" helynév. A "Bors" név eredetére vonatkozóan azonban több elmélet létezik:
- Magyar eredet: Egyes források szerint a magyar "bors" szóból ered, amely csípős, erős jelentéssel bír, és személynévként is használták.[2]
- Török eredet: Más elméletek szerint a név török-tatár eredetű, és a "borszik" (borz) szóból származik.[3]
- Szláv eredet: Van olyan vélemény is, amely szerint a név a szláv Borisz (Boriš) személynévből ered. Jelentése: párduc.[4]

### Abaúj
Abaúj-Torna vármegye (németül: Komitat Abaúj-Torna, latinul: Comitatus Abaujvariensis et Tornensis, szlovákul: Abovsko-turnianska župa) nevéből ered. Az "Abaúj" név eredete az Aba nemzetségre vezethető vissza, amely a honfoglalás után a mai Abaúj és Heves vármegyék területén telepedett le. A vármegye neve az "Aba" névből és az "új" szóból tevődik össze, utalva az Aba nemzetség új birtokaira.

### Zemplén
Zemplén vármegye (németül: Komitat Semplin, latinul: Comitatus Zemplinum, szlovákul: Zemplínska župa) nevéből ered. A "Zemplén" név eredete a szláv "zem" vagy "zemlja" szóra vezethető vissza, amelynek jelentése "föld" vagy "talaj". Ez a megnevezés valószínűleg a területen található földből épített várra utal, amely a honfoglalás előtti szláv uralom idején létezett. Névadója a mai Szlovákia területén található Zemplén település, amely a Bodrog jobb partján fekszik.

## Címer
A vármegye címere csücskös talpú, álló, négyelt pajzs, amelynek mezői a következők:
1. Jobb felső mező: Vágott pajzsmező. A felső, vörös színű részben egy ezüstpólya húzódik. Az alsó, kék színű mezőben kiterjesztett szárnyú, jobbra forduló ezüstsólyom lebeg, amely háromágú arany leveleskoronát visel.
2. Bal felső mező: Aranymezőben aranyló szőlőfürt lebeg, melyet két arany szőlőlevél fog közre. A leveleken egy-egy angyal áll: a jobboldali vörös ruhát, a baloldali kék ruhát visel. Mindkét angyal ezüsthajú és -szárnyú, és az ötágú, nyitott arany leveleskoronát tartják.
3. Jobb alsó mező: Fekete mezőben egy jobbra lépő, ágaskodó, kétfarkú aranyoroszlán látható. Felemelt mellső mancsában egy háromágú, nyitott aranyleveles koronát tart, a baljában pedig egy kéttányérú mérleget.
4. Bal alsó mező: Kék mezőben lebeg egy ezüstbástya, amelyen két lőrés látható. A bástya kapujában félig leeresztett zuhanórács, fölötte hétormú ostrompárkányzat található. A bástyát egy torony egészíti ki, amely két lőrésével és hármasormú ostrompárkányzatával emelkedik ki.

Pajzs felső része: A pajzs felső élén egy pántos ezüst tornasisak helyezkedik el, amely aranyszalagon függő medállal díszített nyakvérttel rendelkezik. Az ötágú (három levél és két gömb) nyitott arany leveleskoronán egy fekete sas áll. A sas egyfejű, jobbra néz, kiterjesztett szárnyú, vörössel fegyverzett, és háromágú, nyitott arany leveleskoronát visel.
Foszlányok: Jobbról kék és ezüst, balról vörös és arany színű foszlányok díszítik.

Borsod vármegye történelmi címere

Abaúj-Torna vármegye történelmi címere

Zemplén vármegye történelmi címere

## Földrajz

### Domborzat
Borsod-Abaúj-Zemplén vármegye domborzati adottságai rendkívül változatosak, amely a megye földrajzi helyzetéből adódik. Az ország északkeleti részén fekvő vármegye területén az Alföld és az Északi-középhegység találkozása figyelhető meg. Míg a megye déli része, amely az Alföldhöz tartozik, síkságot alkot, addig az északi területek dombosak és hegyvidéki jellegűek.
A domborzati sokszínűség következtében a táj széles spektrumot ölel fel a síkvidéki mezőgazdasági területektől a hegyvidéki erdőségekkel tarkított tájakig. A legmagasabb csúcsok az északi területeken helyezkednek el. A Bükk-hegység, amely a vármegye legnagyobb hegysége, a legmagasabb pontját, a Felső-Borovnyák csúcsot (945 méter) tartalmazza. Érdekes módon a Bükk_hegység legmagasabb csúcsa nem itt, hanem a szomszédos Heves megyében, a Kékes csúcsán található.
A második legmagasabb pont a Szalánci-hegységhez tartozó Nagy-Milic, amely 896 méteres magasságával az ország egyik kiemelkedő csúcsa, a megye északi részén található. A Szalánci-hegység a Bükk-hegység és az Aggteleki-karszt között húzódik, és szintén jelentős természeti értékeket rejt.

A vármegye domborzati struktúrája különleges tájképeket eredményez, melyek középpontjában a változatos hegységek és völgyek állnak. Az Északi-középhegység szélén elhelyezkedő tájak nemcsak a turisták számára vonzóak, hanem a természetkedvelők és a hegymászó sportot űzők számára is számos felfedezésre kínálnak lehetőséget.

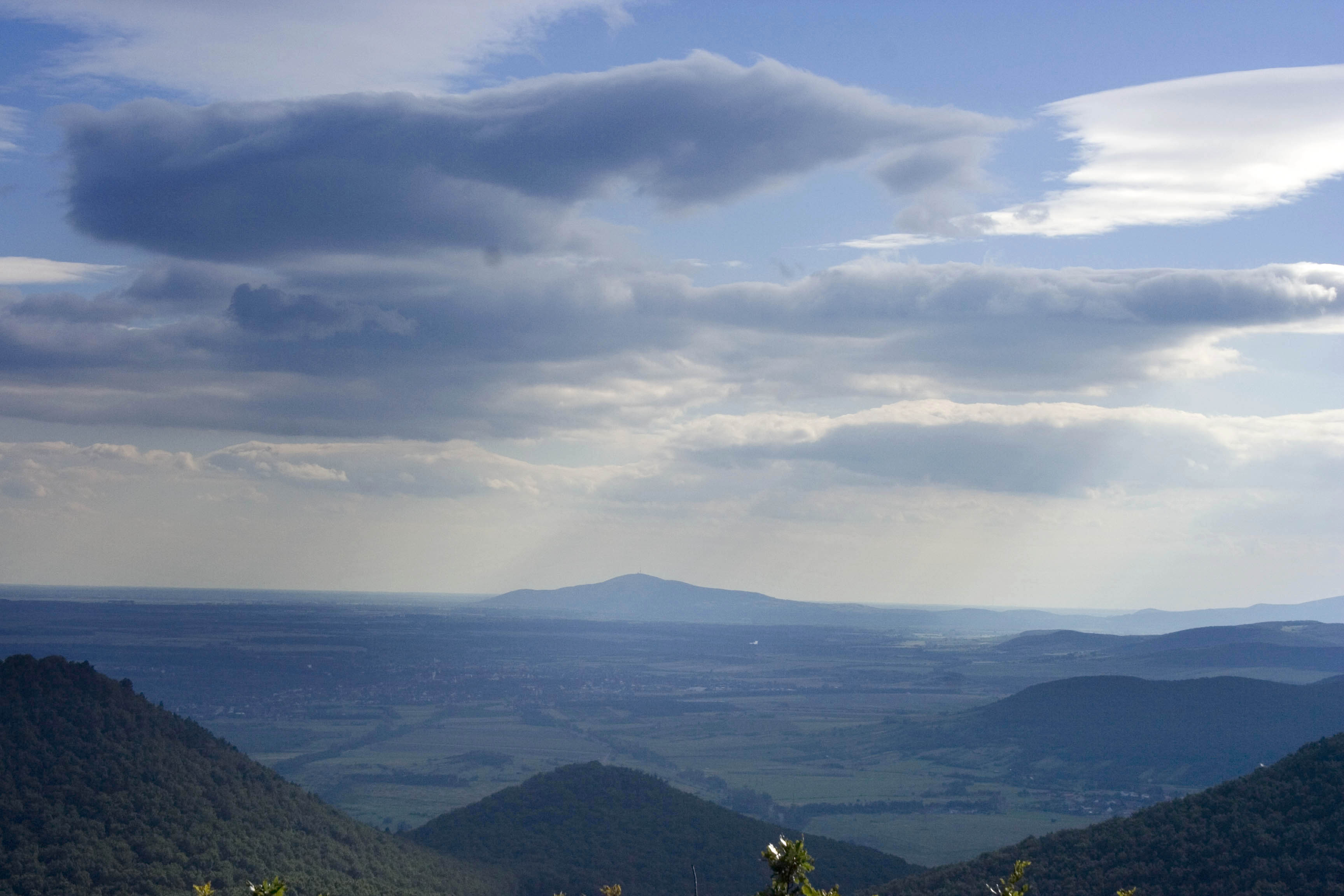
Tokaji-hegyvidék
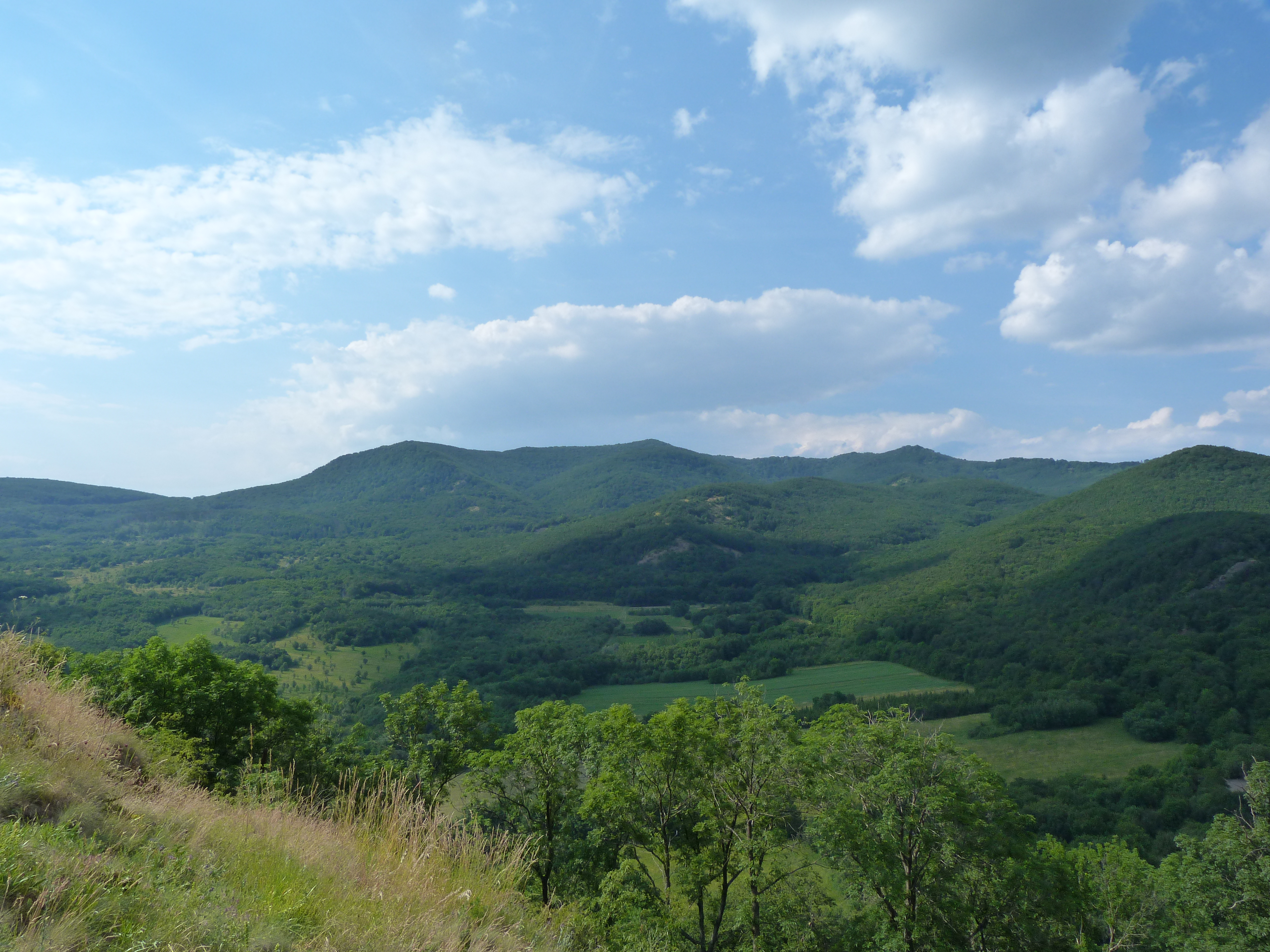
Nagy-Milic
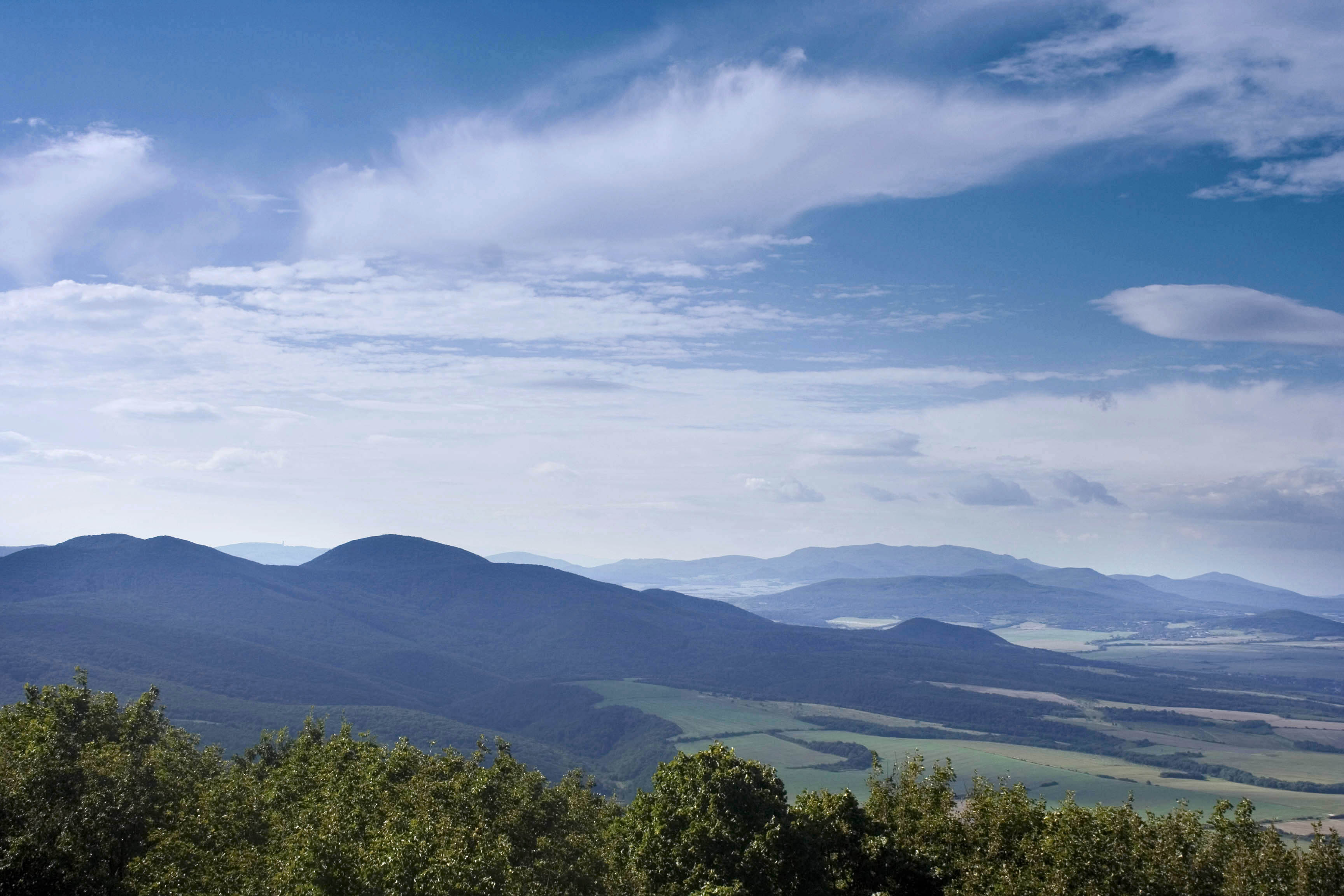
Zempléni-hegység

### Geológia
A vármegye geológiai felépítése rendkívül változatos, tükrözve Magyarország északkeleti részének földtani sokszínűségét. A megye területén három fő geológiai egység található.
A megye északi részén elhelyezkedő Bükk-hegység és Zempléni-hegység a paleozoikum idejéből származó kőzetekből épülnek fel. A Bükk-hegységben találhatóak Magyarország legnagyobb karsztformái, mint például az Aggteleki-karszt, amely a világörökség része. A Zempléni-hegységben a vulkáni eredetű andezit és riolit kőzetek dominálnak, amelyek a hegység jellegzetes formáit alakítják ki.
A megye déli részén az Alföld északi peremén találhatóak a pleisztocén és holocén üledékek, amelyek síkvidéki tájat alkotnak. Ezek a területek a Tisza és a Bodrog folyók mentén alakultak ki, és jelentős mezőgazdasági termelésre alkalmasak.
A Bükk-hegység északi részén található Aggteleki-karszt különleges geológiai képződményekkel rendelkezik, mint például a Baradla-barlang, amely a világörökség része. A karsztformák a víz eróziós hatására alakultak ki, és számos cseppkőbarlangot rejtettek el.
A megye geológiai sokszínűsége nemcsak a tájképet formálja, hanem jelentős ásványi kincsekben is gazdag. A területen találhatóak lignit- és barnaszénlelőhelyek, amelyek a múltban fontos szerepet játszottak az iparban. A geológiai adottságok hozzájárultak a megye ipari fejlődéséhez, különösen a szénbányászat és a kohászat területén.
A megye geológiai értékei nemcsak tudományos szempontból jelentősek, hanem turisztikai vonzerőt is jelentenek. A karsztformák, barlangok és hegyvidéki tájak vonzzák a természetkedvelőket és a geoturizmus iránt érdeklődőket. A Bükk és a Zempléni-hegység túraútvonalai, valamint a barlangok látogatása lehetőséget biztosítanak a geológiai értékek megismerésére.

### Éghajlat
A vármegye éghajlati viszonyai rendkívül változatosak, amit a terület domborzata és földrajzi elhelyezkedése alakít. Az éghajlat alapvetően a mérsékelt övi kontinentális típushoz tartozik, azonban a hegyvidéki tájak hűvösebb és csapadékosabb jellege mellett a síkvidéki területeken viszonylag melegebb és szárazabb mikroklímák is kialakultak.
A hőmérsékleti viszonyok az Alföld síkvidéki részein melegebbek, míg a hegyvidéki területeken a hőmérséklet alacsonyabb, ami különösen a téli hónapokban érzékelhető. A megye északi része, ahol a Bükk-hegység és a Zempléni-hegység található, gyakran hűvösebb éghajlattal rendelkezik. A déli területeken viszont, amelyek az Alföld közelében helyezkednek el, a hőmérséklet magasabb. A különbségek különösen télen és nyáron figyelhetők meg. Télen a hőmérséklet gyakran több fokkal alacsonyabb, míg nyáron is mérsékelten melegek az időjárási viszonyok.
A megye területén az éves középhőmérséklet 9–11 °C között mozog, míg a legmelegebb hónapokban, júliusban, átlagosan 25–27 °C között alakul a nappali hőmérséklet. Télen pedig a januári hónapban az átlaghőmérséklet −2 °C körül mozog, de a hegyvidéki területeken ennél is alacsonyabb értékek fordulhatnak elő.
A csapadéknak a megye területén jelentős szerepe van a helyi ökológiai viszonyok alakításában. Az éves csapadékmennyiség Borsod-Abaúj-Zemplén vármegye területén 700 és 800 mm között változik, ami meghaladja az országos átlagot. A csapadék az év során nem egyenletesen oszlik el: a legtöbb csapadék a tavaszi és nyári hónapokban, különösen május és július között hullik, míg télen a csapadék mennyisége jelentősen csökken. Az esőzések leginkább záporok és zivatarok formájában jelentkeznek, de a hegyvidéki tájakon havas eső, hó is előfordulhat télen.
A hegyvidéki tájak csapadékosabbak, mivel a domborzati viszonyok lehetővé teszik, hogy a légáramlatok csapadékképződésre alkalmasabbak legyenek. A Bükk-hegység és a Zempléni-hegység a legcsapadékosabb területek a megyében, és itt gyakran előfordulnak ködös, esős napok. Ezzel szemben az Alföldhöz közeli síkvidéki tájakon szárazabbak a viszonyok, és gyakrabban fordulnak elő hosszabb száraz időszakok, különösen a nyári hónapokban.
A megye szélviszonyai általában mérsékeltek, de a hegyvidéki részeken, mint a Bükk-hegység és a Zempléni-hegység, gyakran erősebb széllökések is előfordulnak. A szélirányok itt a domborzati viszonyoknak köszönhetően változatosak lehetnek, és a hegyek közötti völgyekben, illetve a magasabb területeken erősebb légmozgásokat tapasztalhatunk. A síkvidéki területeken viszonylag enyhébbek a szélviszonyok, de az Alföld felől érkező száraz szél, a "Hortobágyi szél" is elérheti a megye déli területeit.

### Vízrajz
Borsod-Abaúj-Zemplén vízrajza rendkívül gazdag és változatos, tükrözve a terület földrajzi sokszínűségét. A megye vízhálózata számos jelentős folyóból, patakból és mesterséges víztestből áll.
- Tisza: A megye déli részén, az Alföldön halad át, és jelentős vízgyűjtő területtel rendelkezik. A Tisza vízgyűjtőjéhez tartozik a megye többi folyója is.
- Hernád: A megye középső részén folyik, és a Tisza egyik jelentős mellékfolyója.
- Sajó: A megye nyugati részén található, és szintén a Tisza vízgyűjtőjéhez tartozik.
- Bódva: A megye északnyugati részén található, és a Sajó mellékfolyója.
- Bodrog: A megye északkeleti részén található, és a Tisza egyik mellékfolyója.
- Hejő: A megye középső részén található, és a Sajó mellékfolyója.
- Takta: A megye déli részén található, és a Tisza mellékfolyója.
- Rakaca: A megye északkeleti részén található, és a Tisza mellékfolyója.
- Jósva: A megye északnyugati részén található, és a Bódva mellékfolyója.

#### Vízgyűjtő területek:
A megye vízgyűjtő területei a Tisza vízgyűjtőjéhez tartoznak, amely Magyarország legnagyobb vízgyűjtő területe. A Tisza vízgyűjtőjéhez tartozik a megye összes jelentős folyója, így a Hernád, a Sajó, a Bódva, a Bodrog, a Hejő, a Takta, a Rakaca és a Jósva is.
Víztestek:
A megye területén számos mesterséges víztest található, mint például a Lázbérci-víztározó és a Rakaca-víztározó. Ezek a víztározók fontos szerepet játszanak az öntözésben, a vízellátásban és a rekreációban.

A megye vízrajza nemcsak a természetes környezetet alakítja, hanem jelentős hatással van a helyi gazdaságra is, különösen a mezőgazdaságra, az iparra és a turizmusra.

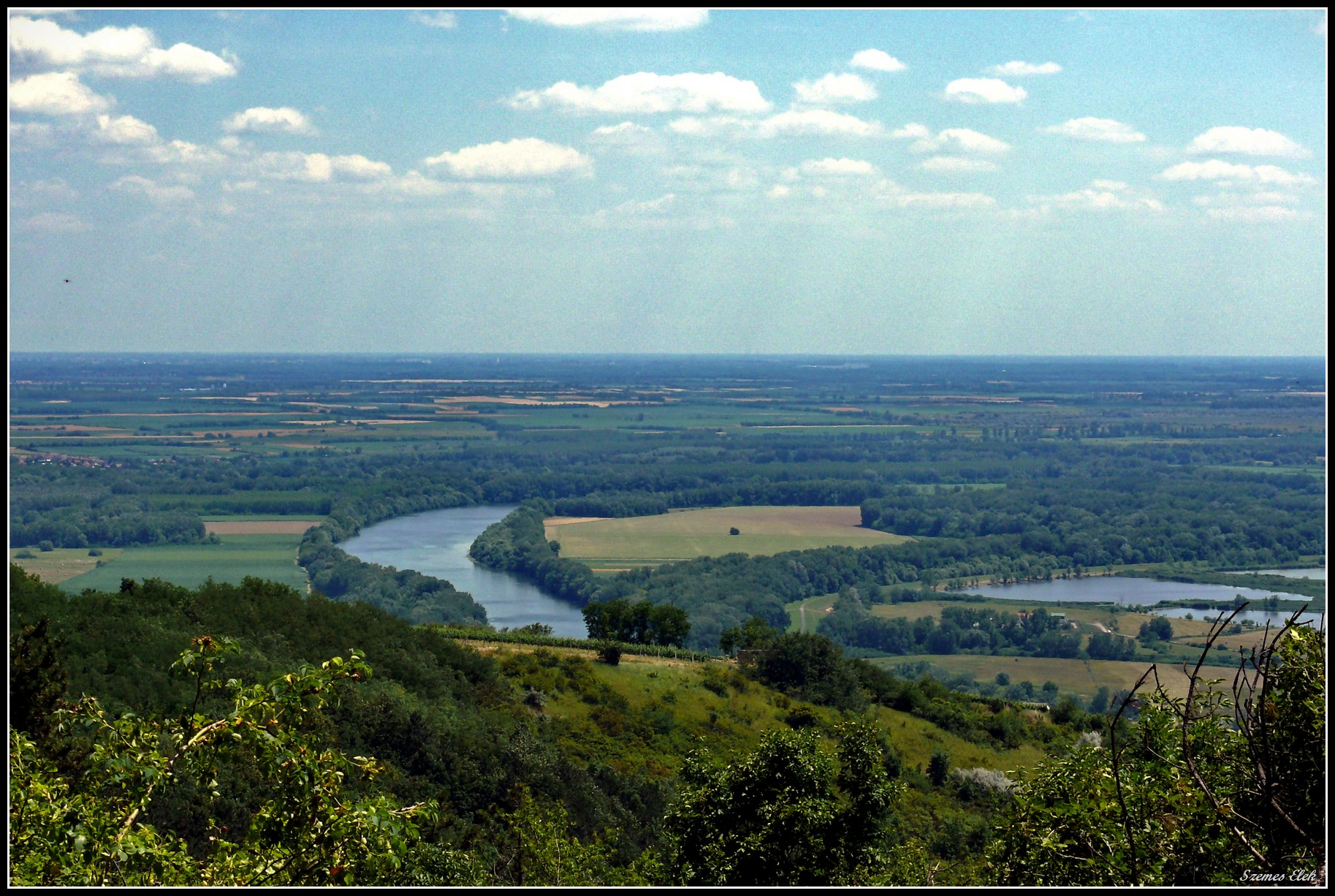
Tisza
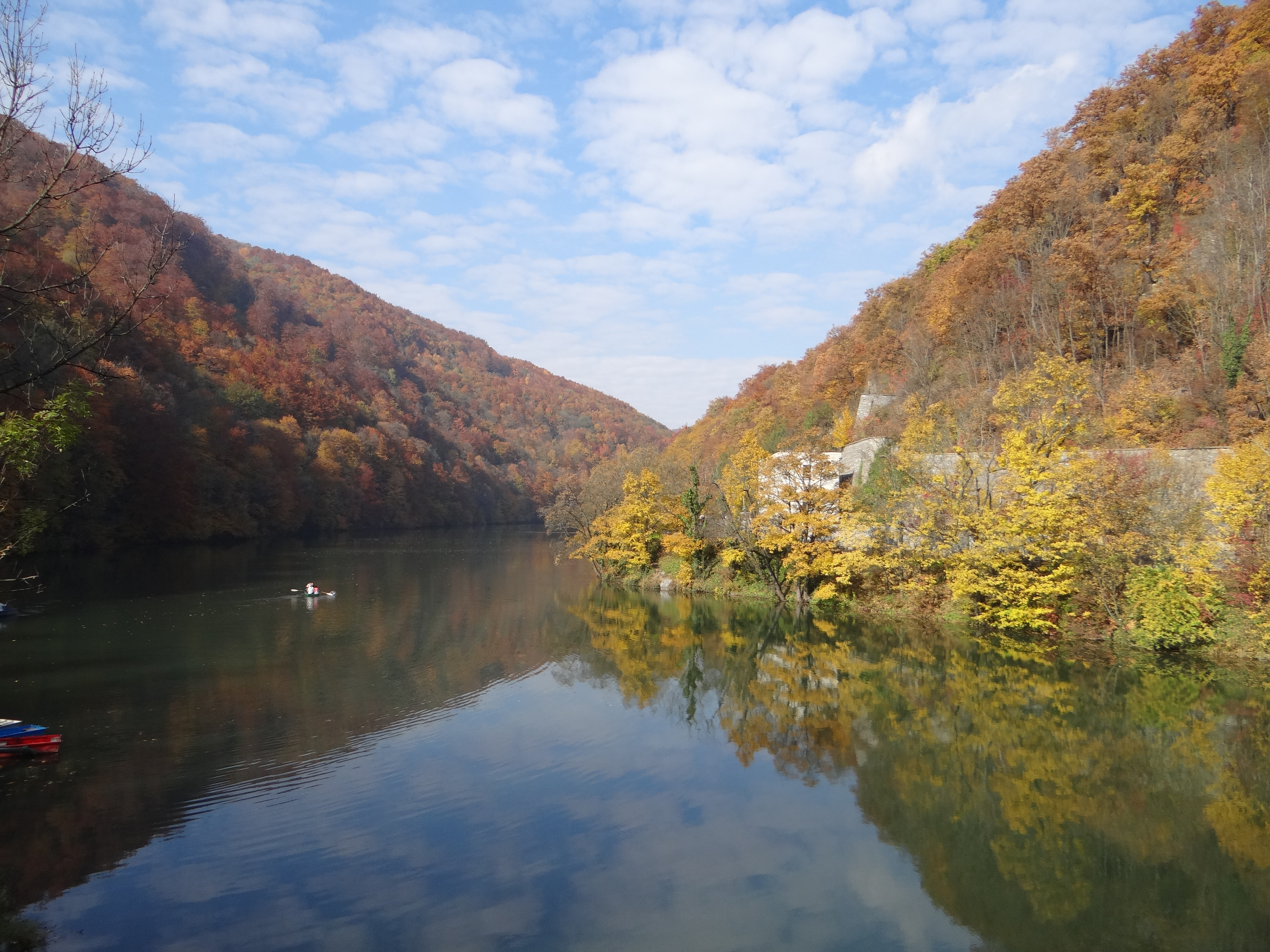
Hámori-tó
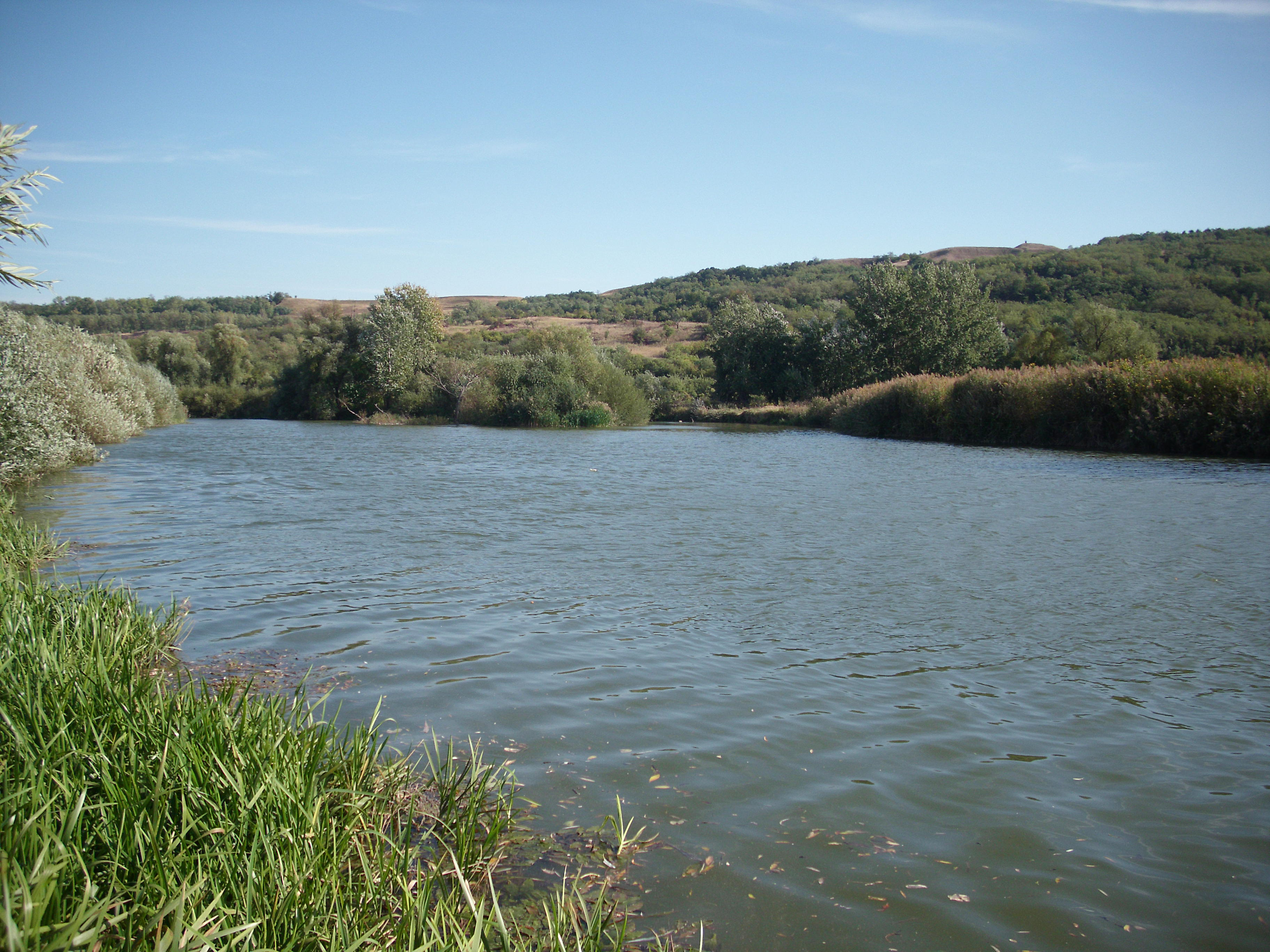
Hernád
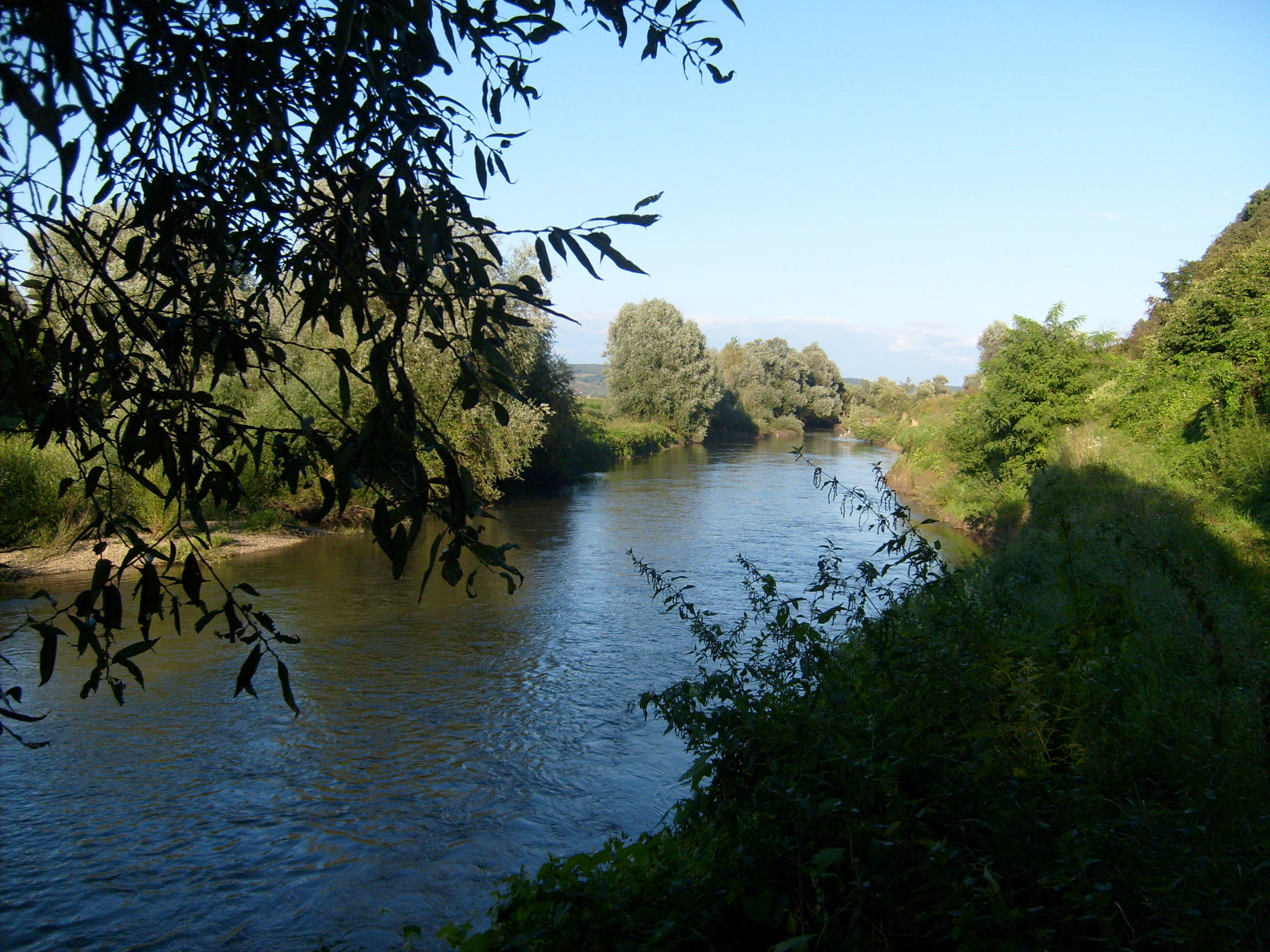
Sajó
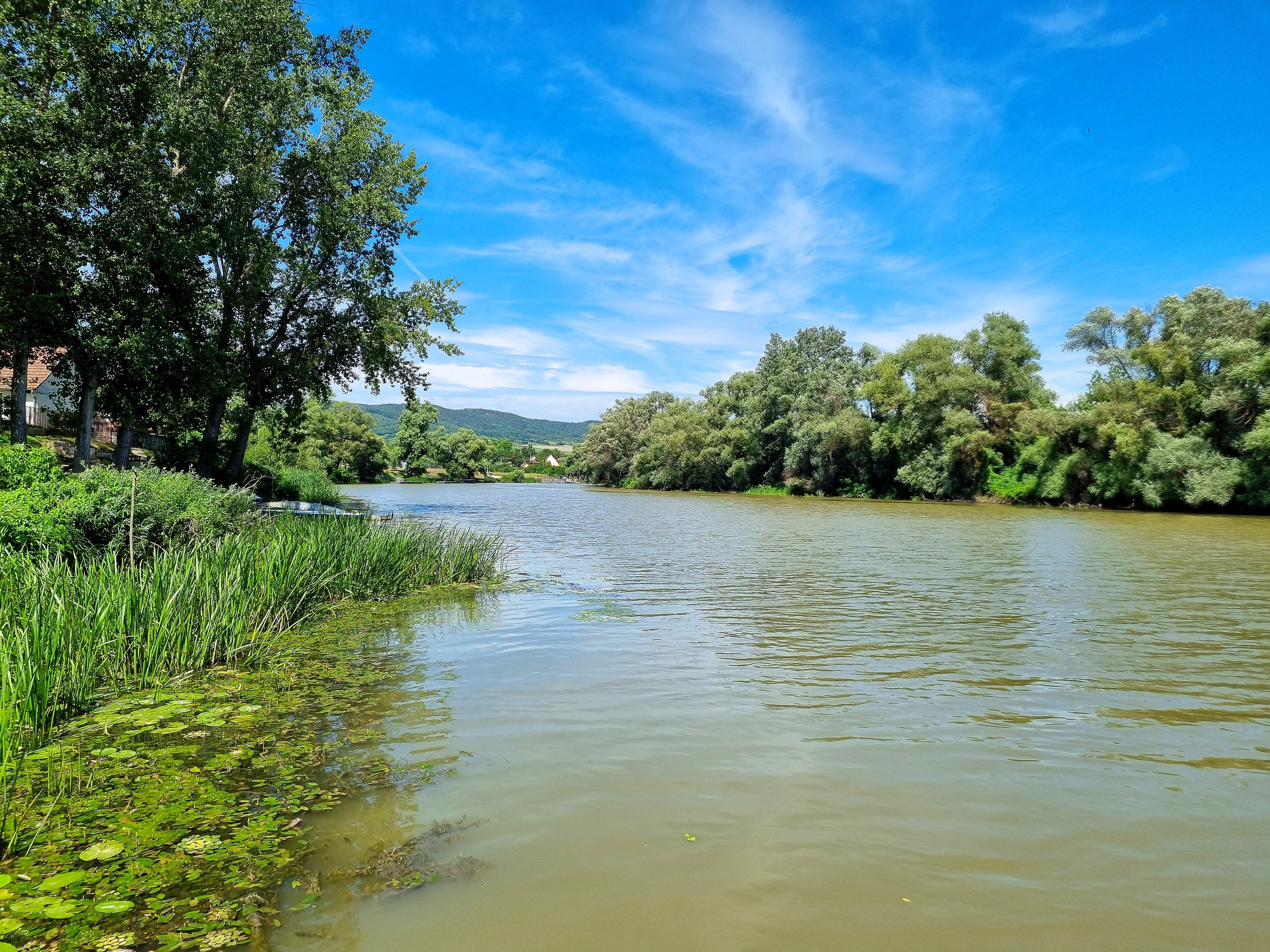
Bodrog

### Élővilág, természetvédelem
A terület élővilága különleges, mivel földrajzi és éghajlati sokszínűsége lehetőséget ad a változatos növény- és állatfajok számára. A megye területén számos természeti érték és védett terület található, amelyek a gazdag növény- és állatvilág megőrzésére szolgálnak.

#### Növényvilág
Növényzete rendkívül változatos, mivel a terület domborzati viszonyai, valamint az éghajlati adottságok különböző élőhelyeket alakítanak ki. A terület három jelentős növénytársulásra tagolható: az alföldi síkságok növényzetére, a hegyvidéki erdők növényzetére és a folyóvölgyekre jellemző mocsárrétek és láprétek növényvilágára.
A megye déli része, amely az Alföldhöz csatlakozik, mezőgazdaságilag hasznosított terület, de a természetes növényzetet a szikes rétek, fűz-nyár ligetek és erdős sztyepp övezetek jellemzik. A folyók mentén gyakoriak a nádasok, mocsaras területek, ahol számos vízi növény, például vízi liliom, sás, káka és nád található.
A Bükk- és Zempléni-hegység, valamint a környező dombvidékek sűrű erdőkkel borítottak. Itt főként tölgyesek, bükkösök, fenyvesek és lucfenyvesek jellemzik a növényvilágot. A Bükk-hegységben egyedülálló növényfajok is előfordulnak, például a havasi gyopár, a tűzoltó kankalin és az alpesi virágok. Az erdőkben élő növényzetet a természetes és az emberi beavatkozás eredményeként kialakult kevert erdők alkotják, amelyek gazdagok gombákban, moha- és zuzmóflórában.
A folyók mentén, mint a Tisza, Sajó és Hernád, illetve azok árterületein, mocsárrétek, láprétek és nádasok jellemzik a növényzetet. Itt találkozhatunk vizes élőhelyeken megjelenő növényekkel, mint a nád, mocsári fűz, sás, és különböző vízinövények, amelyek a vízi életforma jellegzetes képviselői.

#### Állatvilág
A megye állatvilága szintén gazdag és sokszínű, hiszen a változatos élőhelyek számos fajnak adnak otthont. A hegyvidéki és erdős területek, a vizes élőhelyek és a mezőgazdasági tájak különböző állatok számára biztosítanak élőhelyet.
Emlősfaunája is rendkívül gazdag. A hegyvidéki erdőkben és a vízpartokon találkozhatunk olyan fajokkal, mint a szarvas, vaddisznó, őz, muflon, borz, róka és nyúl. A kisebb testű emlősök közül a sün, a vakond, a nyuszt és a görény gyakori a területen. A hegyvidéki, sziklás területeken élő ragadozók közé tartozik a hiúz, amely védett fajnak számít Magyarországon, és egyes helyeken visszatelepítési programok keretében igyekeznek növelni számukat.
A megye különböző élőhelyei, például az erdők, rétek, mocsarak és folyópartok ideális élőhelyek a madarak számára. A vizes élőhelyeken gyakoriak a vízimadarak, mint a kormorán, gém, fehér hattyú, récék és egyéb vadon élő vízimadarak. Az erdőkben fészkelnek a harkályok, varjak, cinkék, baglyok, valamint a ragadozó madarak, például a kerecsensólyom és a barna rétihéja. A megye az egyik legfontosabb vonulóhelye a madaraknak is, így télen számos vonuló madár is itt tartózkodik.
A megye területén számos hüllő és kétéltű él, többek között a barna varangy, a zöld varangy, a vízisikló és a keresztes vipera. A vízi élőhelyek környékén gyakran előfordulnak a különféle békafajok, mint a kecskebéka és a barna varangy. A vizes élőhelyek állatvilága között számos halfaj is megtalálható, mint a ponty, keszeg, csuka, süllő és ragadozó halak.

#### Természetvédelem és védett területek
A megye területén számos természetvédelmi terület található, amelyek célja a helyi faunát és flórát, valamint a különleges élőhelyeket megóvni. A legjelentősebb védett területek közé tartozik a Bükk Nemzeti Park, a Zempléni Tájvédelmi Körzet, valamint a Borsodi-Mezőség Tájvédelmi Körzet. Ezen területeken olyan védett növény- és állatfajok élnek, mint a havasi gyopár, a tűzoltó kankalin, a magyar gímszarvas, a rétihéja és a mocsári teknős.

A természetvédelmi intézkedések közé tartozik az élőhelyek védelme, az inváziós fajok eltávolítása, valamint a vadállomány szabályozása. A helyi védett fajok állományának fenntartása érdekében folytatott programok, mint a hiúz-visszatelepítés és az erdőtüzek megelőzése, kiemelt szerepet kapnak a megye természetvédelmi céljaiban.

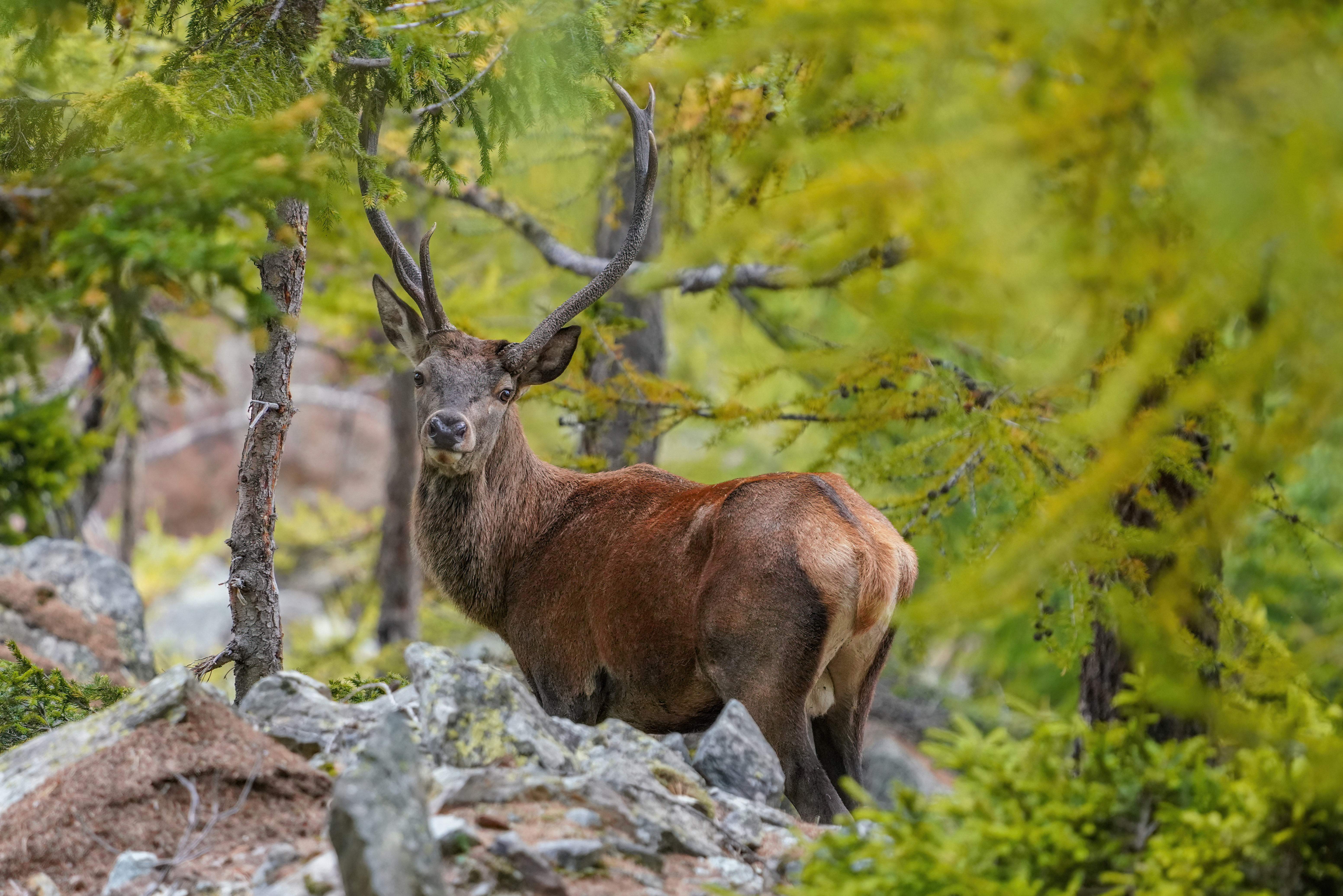
Szarvas
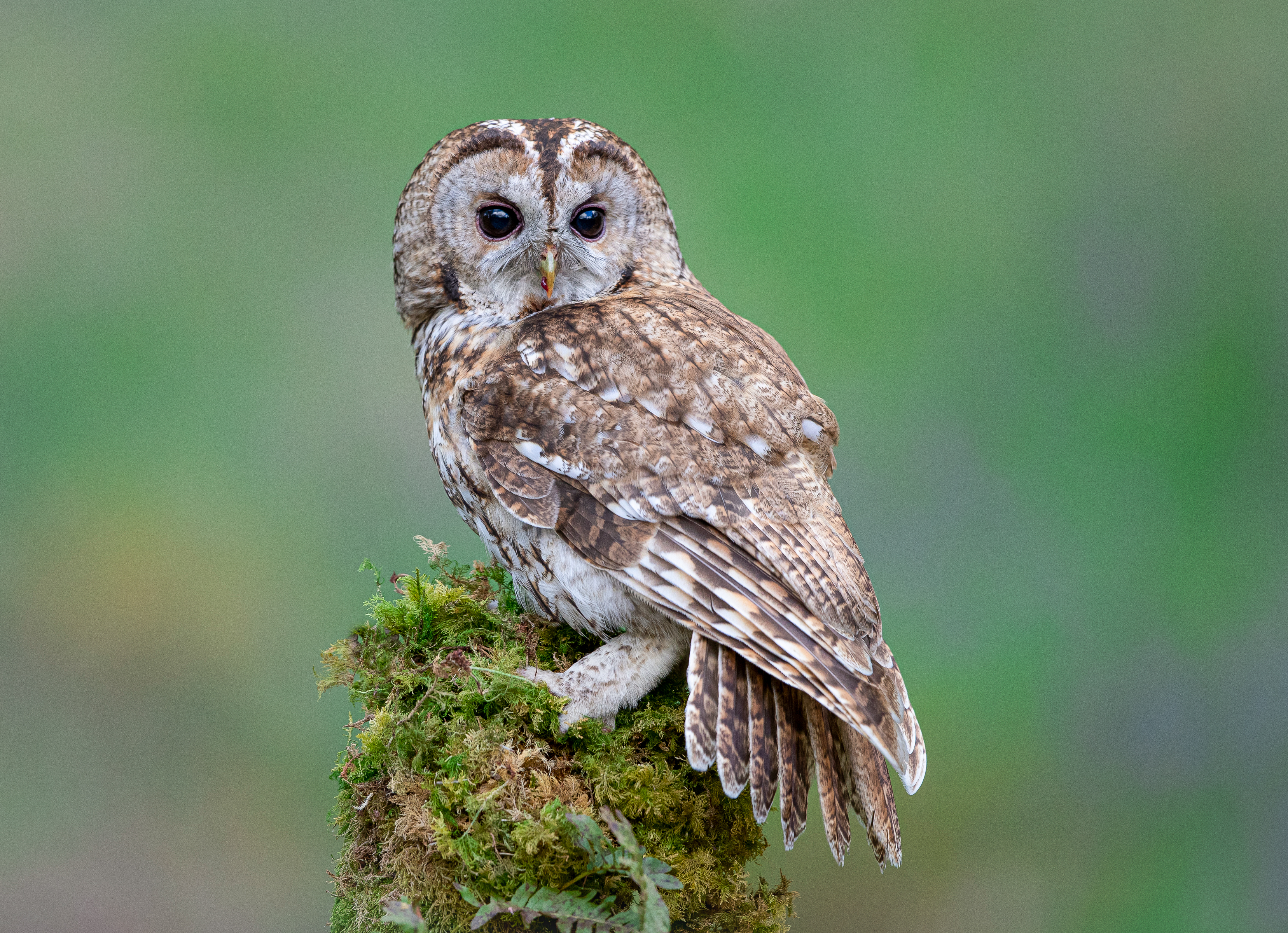
Macskabagoly
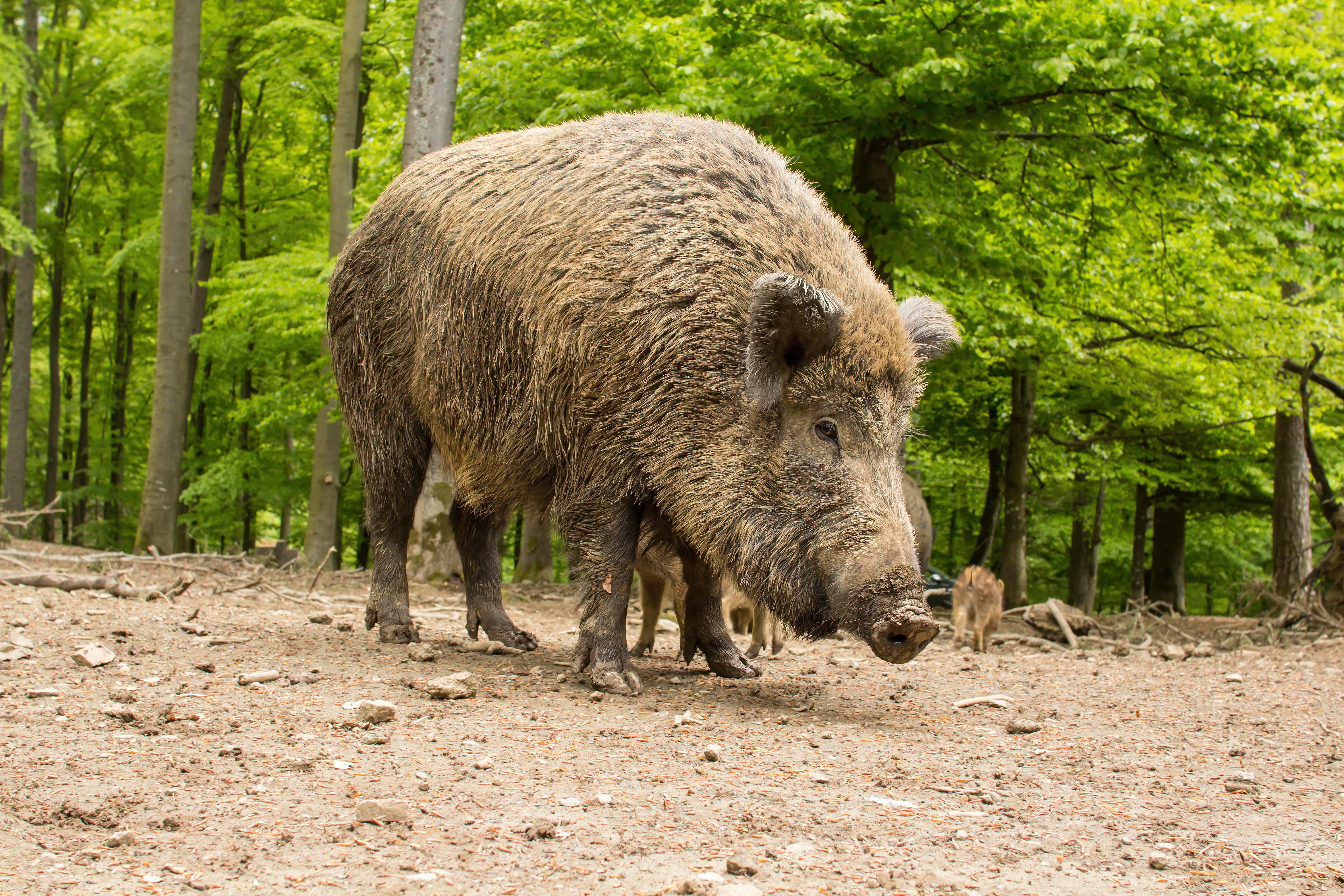
Vaddisznó
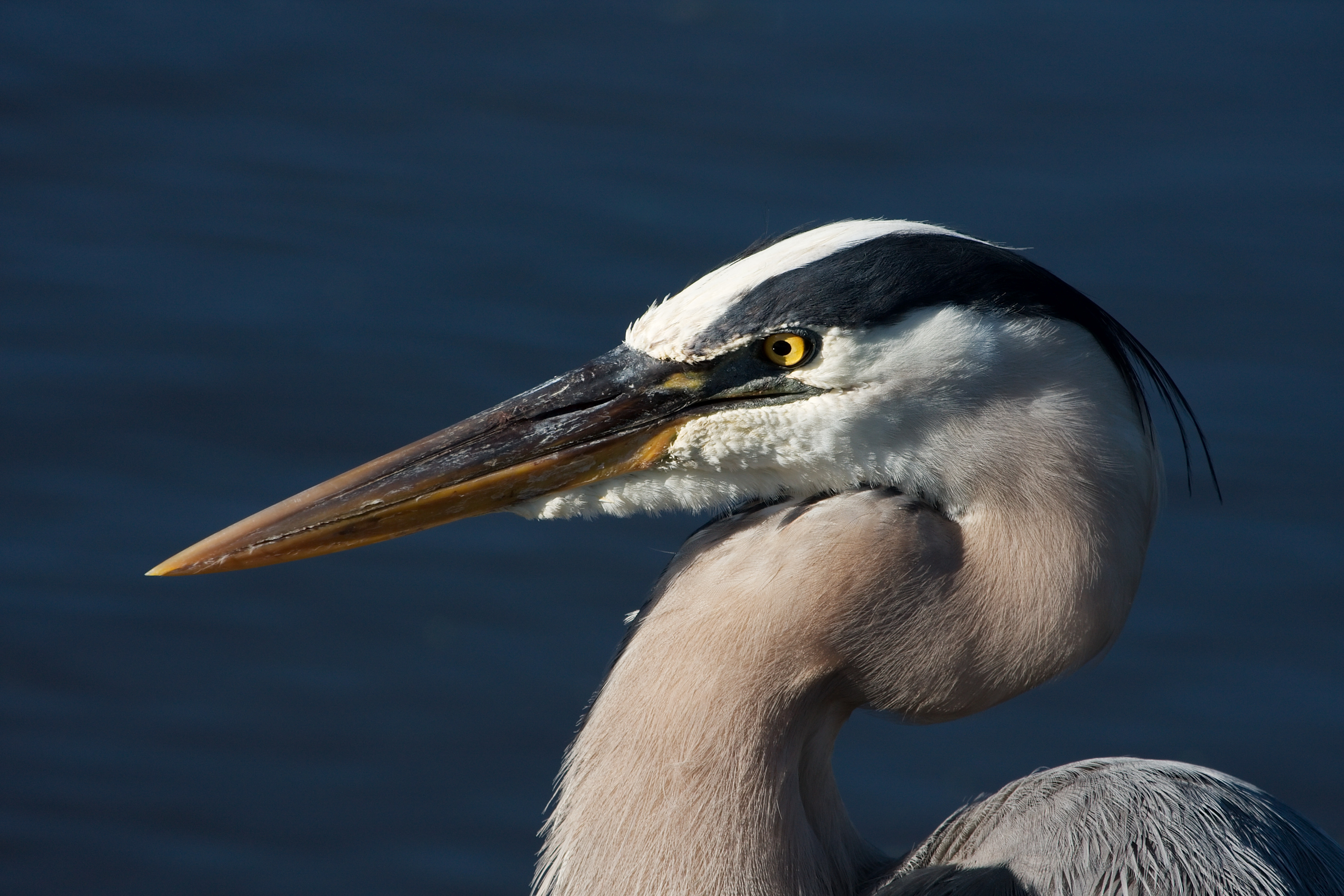
Gém
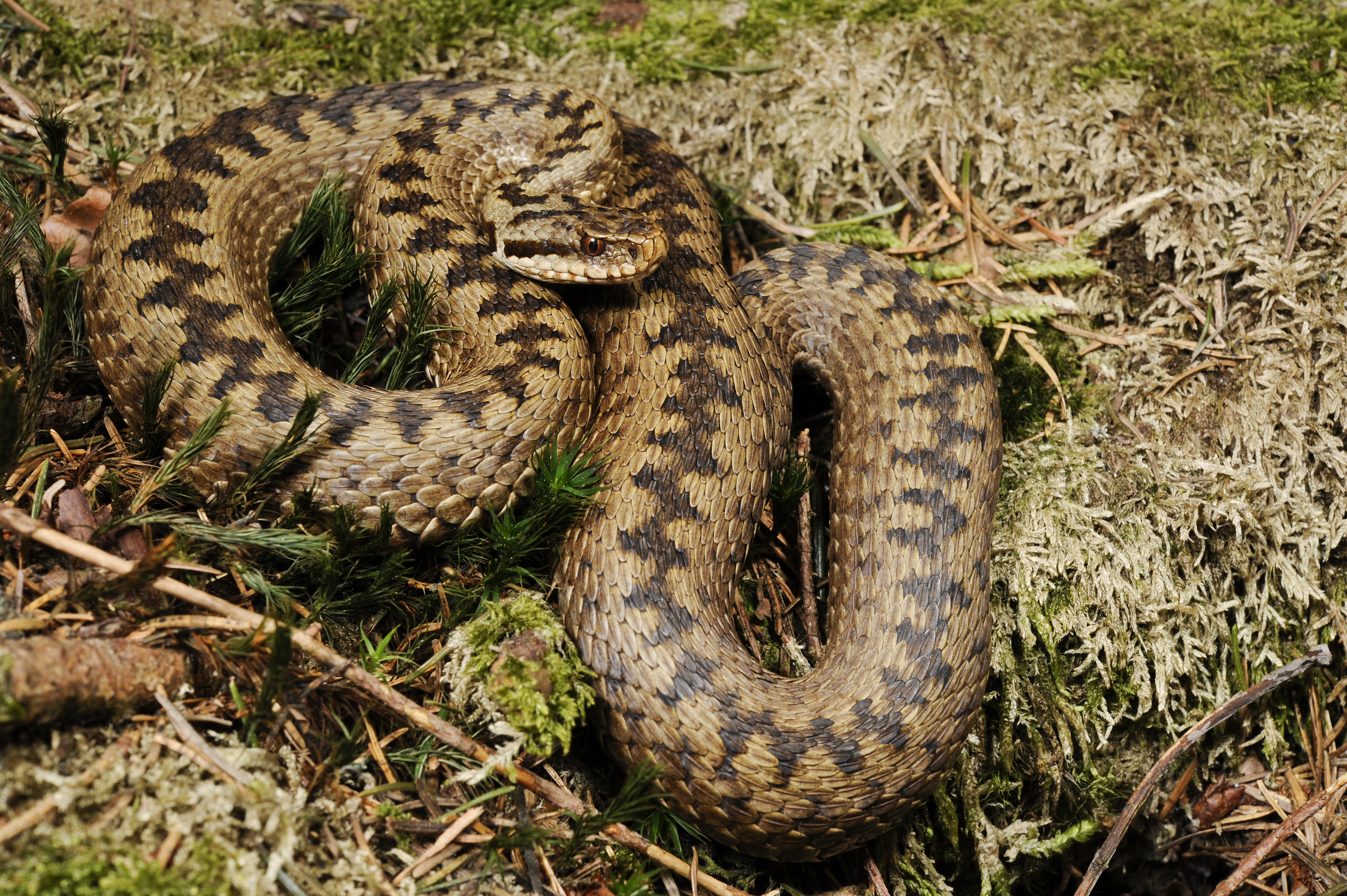
Keresztes vipera

### Borsod-Abaúj-Zemplén vármegye jellemző földrajzi pontjai
- Szélső települések égtájak szerint:
  - a vármegye legészakibb települése Hidvégardó (Edelényi járás) (egyben Magyarország legészakibb települése is),
  - a vármegye legdélibb települése Tiszadorogma (Mezőcsáti járás),
  - a vármegye legkeletibb települése Zemplénagárd (Cigándi járás),
  - a vármegye legnyugatibb települése Domaháza (Ózdi járás).
- Legmagasabb pontja:
  - Felső-Borovnyák (945 m)

## Történelem

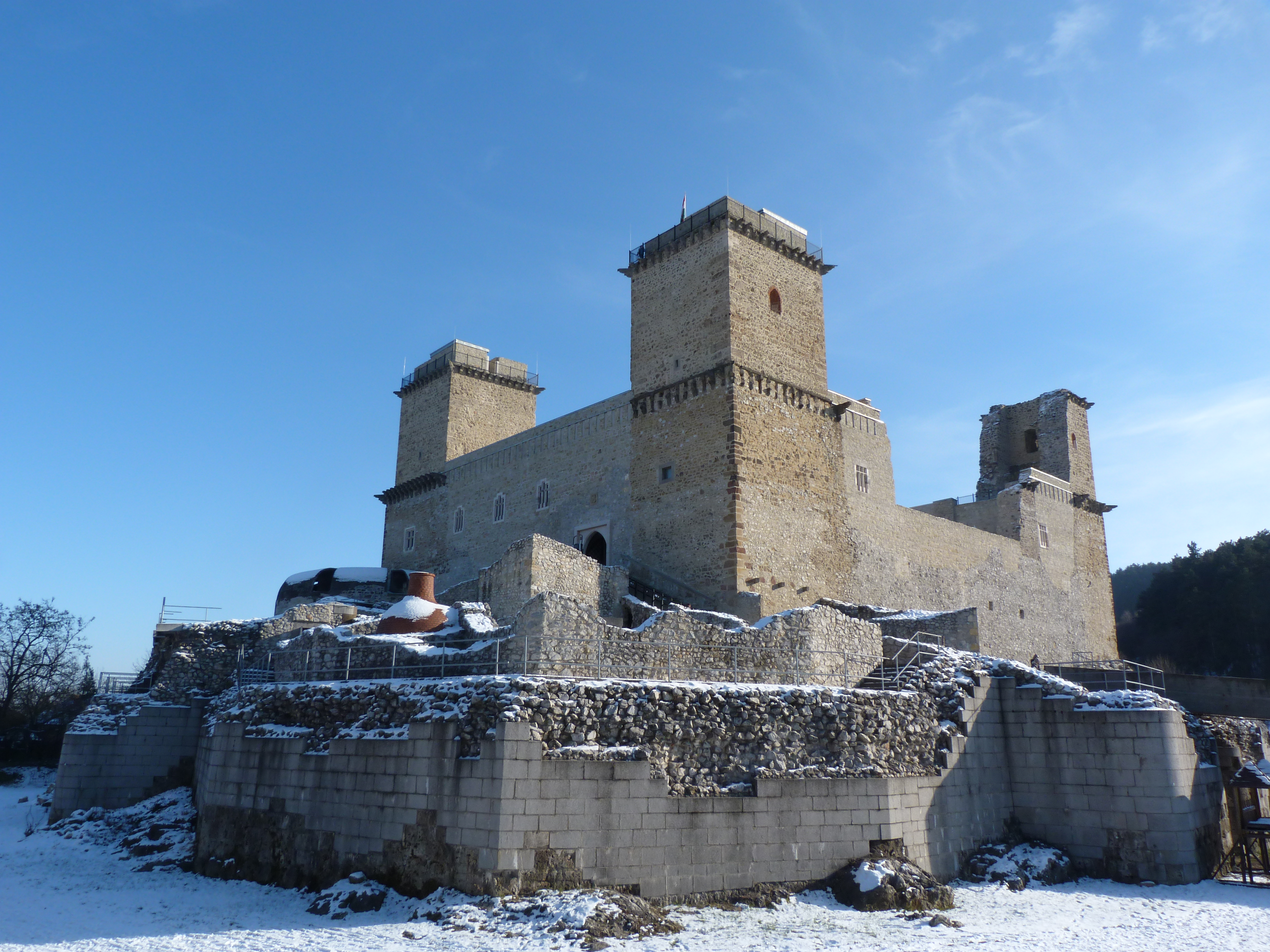
Diósgyőr vára

Borsod-Abaúj-Zemplén vármegye az 1950-es megyerendezéskor jött létre Borsod-Gömör, Abaúj és Zemplén megye egyesítésével és a határok néhány község átcsatolását jelentő kismértékű kiigazításával. A mai megye a történelmi Borsod, Abaúj-Torna, Zemplén és Gömör, továbbá Heves és Szabolcs vármegye területén található.

### Középkor
A honfoglaló magyarok két hullámban foglalták el a korábban szláv törzsek által lakott területeket.
A történelmi vármegyék az államalapítás után alakultak ki. Zemplén és Gömör vármegye történelmi területe már a 11. században kialakult. Borsod vármegyéhez viszont kezdetben a későbbi Torna vármegye területe is hozzátartozott, Abaúj (Újvár) vármegye) pedig többek között a későbbi Heves és Sáros vármegyét is magába foglalta. A 12. századra Heves, Sáros és Torna kivált ezekből a megyékből és önálló vármegyévé alakult. A vármegyehatárok az elkövetkezendő évszázadokban nem változtak.
E vármegyék területének kb. kétharmada királyi kézben volt, csak a többi tartozott földbirtokos családokhoz, például a Miskóc nemzetséghez. Lakosságuk túlnyomórészt királyi várjobbágyokból, illetve az uralkodó által betelepítettekből állt: besenyők (emléküket több mai településnév is őrzi, például Szirmabesenyő), vallonok (Sárospatak és Sátoraljaújhely környéke), valamint csehek és németek. A 12. századra ez is megváltozott, egyre több terület került nemesi családok birtokába. Ekkor jelenik meg Borsodban a Bors nemzetség, Abaújban az Aba nemzetség. Az egyház is ettől az időtől kezdve válik fontos földbirtokossá a területen. 1241-ben itt zajlott a muhi csata.
A 14. századra a terület nagyrészt a nagybirtokos oligarchák kezébe került. Károly Róbert egyik legnagyobb ellenfele, Aba Amadé is a környék legfontosabb családja, az Aba család tagja. Őt Károly Róbert az 1312-es rozgonyi csatában győzte le. Innentől a terület újra a korona birtoka.
Az Anjou-kor idején vált igazán jelentőssé a falu és a város közti különbség. Megyéink területén olyan jelentős városok kaptak szerepet, mint Kassa szabad királyi város és Miskolc; mellettük még több mint negyven mezőváros is megjelent. Errefelé vezettek a Lengyel- és Oroszország felé vezető kereskedelmi utak is, amik hozzájárultak a városok fejlődéséhez. Diósgyőr Nagy Lajos király idején élte fénykorát, magának a királynak és családjának kedvelt szálláshelye volt a diósgyőri vár.

### Korai újkor

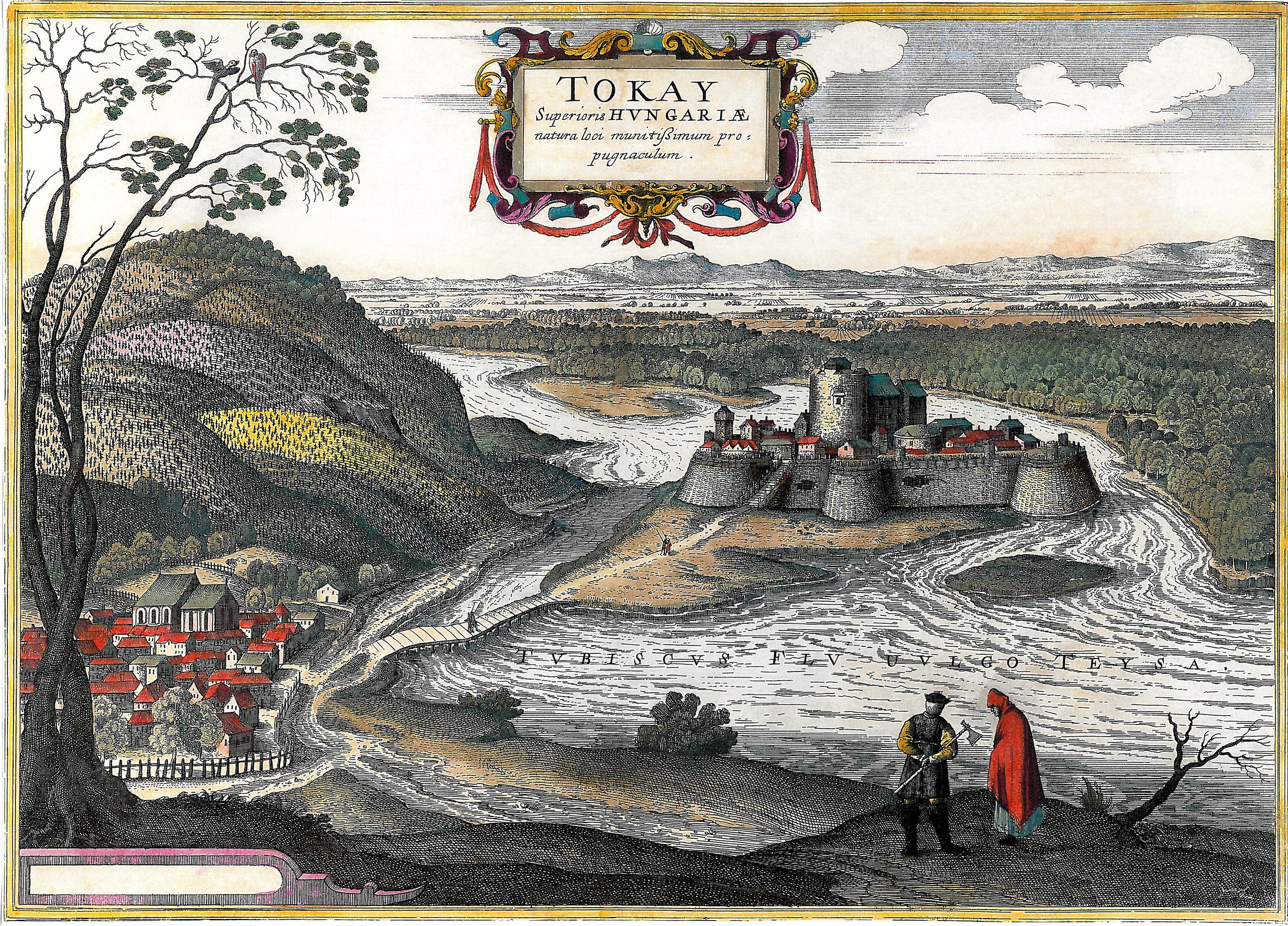
Tokaj vára 1595-ben

A 16. századtól teret hódított a majorsági gazdálkodás és a bortermelés. Ez elősegítette az ipar és a városiasodás fejlődését. A mohácsi csatavesztés után a terület egy időre az ország politikai súlypontja lett, egészen a kiegyezésig a Habsburg-ellenesség egyik gócpontja; a Rákóczi-szabadságharcnak is a legfontosabb bázisa. Erdéllyel szoros kapcsolatban áll a terület. Itt kezdte meg terjedését Magyarországon a reformáció; ezzel kapcsolatban iskolák is létesültek, többek között a Sárospataki Református Kollégium. Az 1787-es népszámlálás adatai szerint a megyéknek már csaknem félmillió lakosa volt.
A 18. század folyamán több város is megváltotta magát a hűbériség alól, új céhek, manufaktúrák jelentek meg, erősödött a bányászat, üveghuták és vashámorok épültek (Fazola Henrik ómassai „őskohó”-ja). Miskolc ipari és kereskedelmi szempontból felzárkózott Kassa mellé, lassan kezdte átvenni a vezető szerepet a térségben.
Ugyanebben az évszázadban jelentős volt az idegen betelepülés a térségbe, szlovákok, görögök (főleg Miskolcra), németek, ruszinok érkeztek, teljes falvakat alakítva ki.

### Modern kor

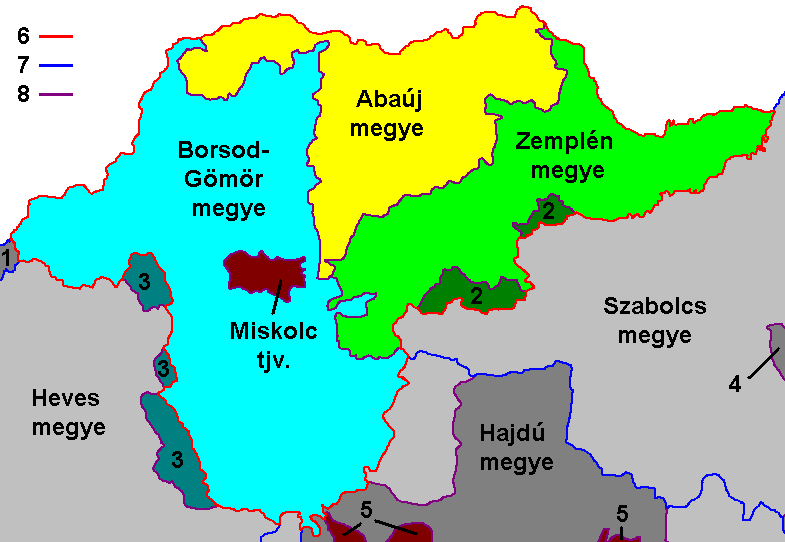
Borsod-Abaúj-Zemplén megye kialakítása 1950-ben
(1 Nógrád-Hont megye, 2 Szabolcs megyétől Borsod-Abaúj-Zemplénhez, 3 Borsod-Gömör megyétől Heveshez, 4 Szatmár-Bereg megye, 5 Debrecen tjv., 6 Borsod-Abaúj-Zemplén megye 1950-től, 7 mai megyehatár, 8 megszűnt 1949-es megyehatár)

A 19. században a három vármegye közül főként Borsod fejlődött, egyrészt Miskolc közelsége, másrészt a haladó szellemű nemesek nagy száma miatt. A felvilágosodás, a reformkor, a nyelvújítás jeles személyiségei közül is sokan erről a környékről indultak el, köztük Kazinczy Ferenc, Batsányi János, Kossuth Lajos, Szemere Bertalan, Palóczy László, Andrássy Gyula.
A kiegyezés után a környék fejlődésnek indult, ipari jellege egyre hangsúlyosabb lett. Ekkor épült ki a vasúthálózat.
A trianoni békeszerződés értelmében Abaúj-Torna vármegye 48%-át, Zemplén 72%-át és Gömör 92,5%-át Csehszlovákiához csatolták, egyedül Borsod vármegye területe maradt a régi. Abaúj-Torna megyeszékhelye Szikszó lett, Zempléné maradt Sátoraljaújhely.
A jelenlegi Borsod-Abaúj-Zemplén megye az 1950-es megyerendezés során jött létre Miskolc központtal.
A szocializmus évtizedeiben a megyében a nehézipar fejlődött, új iparvárosok alakultak ki (Tiszaújváros) vagy a meglévők ipari jellege erősödött (Miskolc, Ózd, Kazincbarcika). A rendszerváltást követően a nehézipar válságba került, a megye igyekszik a turisztikai jelleget erősítve kilábalni a válságból.

## Közigazgatási beosztás 1950–1990 között

### Járások 1950–1983 között
Az 1950-es megyerendezés előtt Abaúj megyéhez öt járás tartozott (Abaújszántói, Bódvaszilasi, Encsi, Gönci és Szikszói), Borsod-Gömör megyéhez nyolc (Edelényi, Mezőcsáti, Mezőkeresztesi, Mezőkövesdi, Miskolci, Ózdi, Putnoki és Sajószentpéteri), Zemplén megyéhez pedig négy (Sárospataki, Sátoraljaújhelyi, Szerencsi és Tokaji). A megyerendezéskor ezek mindegyike Borsod-Abaúj-Zemplén megyéhez került, így az új megyében 1950. március 16-ától tizenhét járás volt.
Az 1950-es járásrendezés során, június 1-jén a tizenhétből négy járás megszűnt. A Bódvaszilasi beolvadt az Edelényibe, a Mezőkeresztesi pedig a Mezőkövesdibe, a Göncit az Abaújszántói és a Sátoraljaújhelyi között osztották fel, míg a Sajószentpéterit a Miskolci és a Putnoki között. Ugyanekkor a Sátoraljaújhelyi járásnak a Bodrogközbe eső részéből megalakult az új Ricsei járás. Mindennek következtében a tanácsrendszer bevezetésekor Borsod-Abaúj-Zemplén megye tizennégy járásra oszlott (Abaújszántói, Edelényi, Encsi, Mezőcsáti, Mezőkövesdi, Miskolci, Ózdi, Putnoki, Ricsi, Sárospataki, Sátoraljaújhelyi, Szerencsi, Szikszói és Tokaji).
Ezt követően 1983-ig a tizennégyből hat járás szűnt meg: a Tokaji (1952), a Ricsei és a Sárospataki (1956), a Putnoki (1961), az Abaújszántói és a Szikszói (1962). Végül 1981 végén a Mezőcsáti járás székhelyét Leninvárosba helyezték és neve ennek megfelelően Leninvárosi járásra változott. A járások megszűnésekor, 1983 végén tehát a megyéhez nyolc járás tartozott (Edelényi, Encsi, Leninvárosi, Mezőkövesdi, Miskolci, Ózdi, Sátoraljaújhelyi és Szerencsi).

### Városok 1950–1983 között
Az 1950-es megyerendezéskor Zemplén megyéhez egy megyei város tartozott, Sátoraljaújhely, Borsod-Gömör megyéhez egy másik, Ózd. Ezen kívül Borsod-Gömör megye székhelye, Miskolc törvényhatósági jogú város volt, így nem tartozott a megyéhez, hanem külön közigazgatási egységet alkotott. Mivel a törvényhatósági jogú városi jogállás 1950. június 15-én megszűnt, Miskolc attól kezdve Borsod-Abaúj-Zemplén megyéhez tartozott.
1983-ig még négy település szerzett városi rangot a megyében: Kazincbarcika (1954-ben), Tiszaszederkény (1966-ban, neve 1970-től Leninváros volt), Sárospatak (1968-ban) és Mezőkövesd (1973-ban), így 1983-ra a városok száma hétre nőtt.
A tanácsok megalakulásától 1954-ig Miskolc közvetlenül a megyei tanács alá rendelt város volt, míg Ózd és Sátoraljaújhely közvetlenül a járási tanács alá rendelt városként az Ózdi illetve a Sátoraljaújhelyi járáshoz tartozott.
Miskolc 1954 és 1971 között, a második tanácstörvény hatálya alatt megyei jogú város volt és nem tartozott a megyéhez. 1971-ben, a harmadik tanácstörvény hatálybalépésével megyei város lett, ami azt jelentette, hogy a megyéhez tartozott, de bizonyos kérdésekben a többi városnál nagyobb önállóságot élvezett. A többi város jogállása 1954 és 1971 között járási jogú város volt, azután pedig egyszerűen város.

### Városkörnyékek 1971–1983 között
Borsod-Abaúj-Zemplén megye városai közül 1983-ig négy körül alakult városkörnyék: a Kazincbarcikai 1980-ban, a Miskolci, az Ózdi és a Sátoraljaújhelyi pedig 1981-ben. Ezek mindegyike csak a városhoz legszorosabban kapcsolódó községeket foglalta magába. Miskolc, Ózd és Sátoraljaújhely járási székhelyek maradtak 1983 végéig, Kazincbarcika viszont korábban sem volt az.

### Városok és városi jogú nagyközségek 1984–1990 között
1984. január 1-jén valamennyi járás megszűnt az országban és a megye valamennyi városa városkörnyékközponttá vált, beleértve az egyidejűleg várossá alakult Encset és Szerencset is. Ugyanekkor alakult városi jogú nagyközséggé és lett nagyközségkörnyék-központ Edelény, mely aztán 1986-ban várossá alakult. Szintén 1986-ban kapott városi rangot Tokaj, majd 1989-ben Putnok, Sajószentpéter és Szikszó is, ez utóbbi négy település azonban már nem lett városkörnyékközpont. Ezzel 1990-re a megye városainak száma tizennégyre nőtt.

## Önkormányzat és közigazgatás

### Vármegyei közgyűlés
A vármegye önkormányzatának legfőbb döntéshozó testülete. Tagjai a választópolgárok által ötévente, az önkormányzati választásokon megválasztott képviselők. A közgyűlés feladatai közé tartozik a megyei fejlesztési tervek, közlekedési, területrendezési és gazdaságfejlesztési programok kidolgozása és elfogadása, valamint az európai uniós források felhasználásának koordinálása. Mivel a vármegyei önkormányzatok nem tartoznak közvetlenül az oktatási, egészségügyi vagy szociális intézmények fenntartásához, inkább stratégiai, területfejlesztési szerepük van. A közgyűlést az elnök vezeti, aki a testület tagjai közül kerül megválasztásra.
A 2024-es magyarországi önkormányzati választáson megválasztott Borsod-Abaúj-Zemplén Vármegyei Közgyűlés 28 képviselőből áll, az alábbi pártösszetétellel:

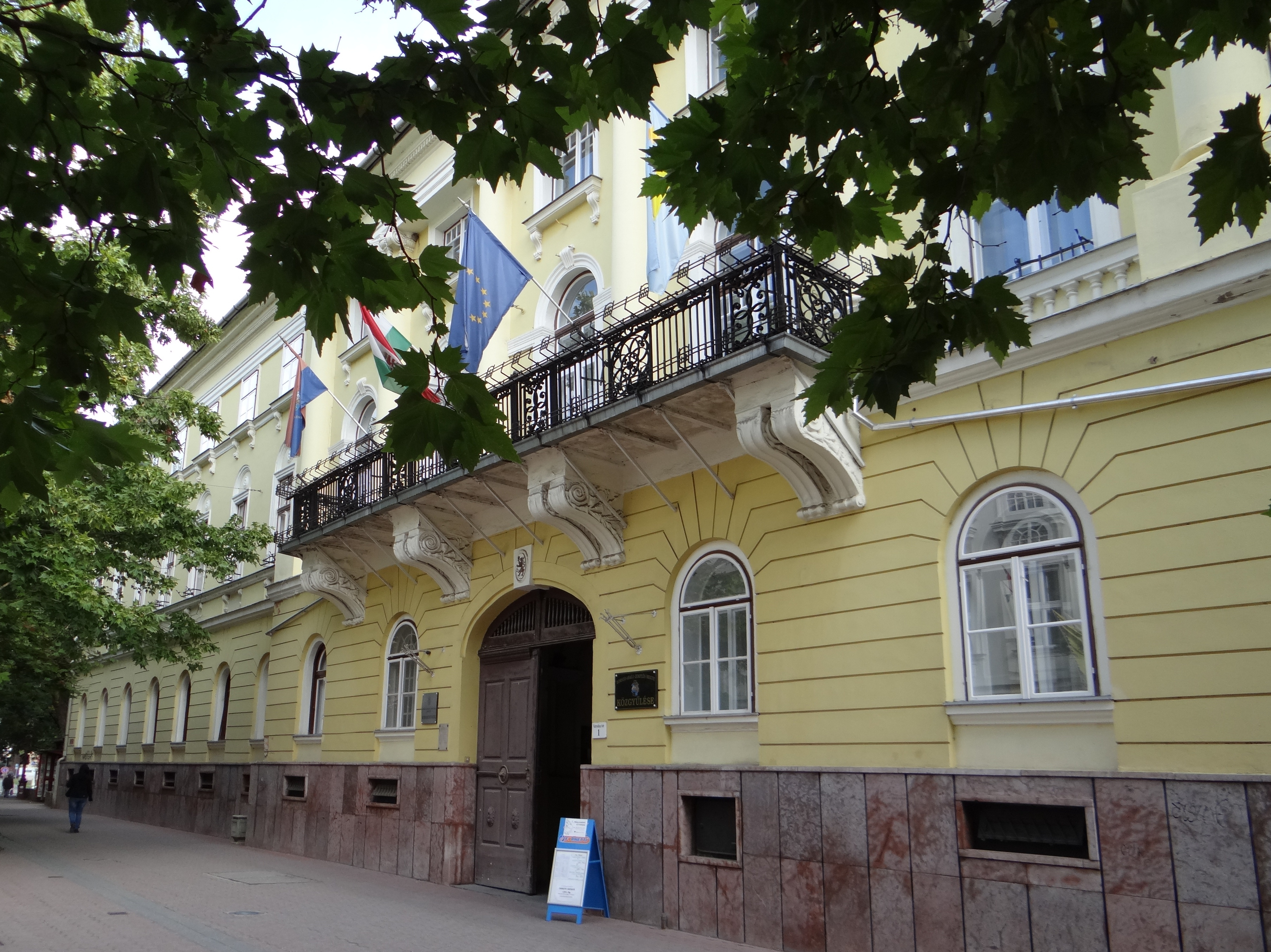
A vármegyeháza Miskolcon

| Párt | Párt                    | Mandátum | Vármegyei közgyűlés (2024-2029) | Vármegyei közgyűlés (2024-2029) | Vármegyei közgyűlés (2024-2029) | Vármegyei közgyűlés (2024-2029) | Vármegyei közgyűlés (2024-2029) | Vármegyei közgyűlés (2024-2029) | Vármegyei közgyűlés (2024-2029) | Vármegyei közgyűlés (2024-2029) | Vármegyei közgyűlés (2024-2029) | Vármegyei közgyűlés (2024-2029) | Vármegyei közgyűlés (2024-2029) | Vármegyei közgyűlés (2024-2029) | Vármegyei közgyűlés (2024-2029) | Vármegyei közgyűlés (2024-2029) | Vármegyei közgyűlés (2024-2029) | Vármegyei közgyűlés (2024-2029) | Vármegyei közgyűlés (2024-2029) |
| ---- | ----------------------- | -------- | ------------------------------- | ------------------------------- | ------------------------------- | ------------------------------- | ------------------------------- | ------------------------------- | ------------------------------- | ------------------------------- | ------------------------------- | ------------------------------- | ------------------------------- | ------------------------------- | ------------------------------- | ------------------------------- | ------------------------------- | ------------------------------- | ------------------------------- |
|      | Fidesz-KDNP             | 17       |                                 |                                 |                                 |                                 |                                 |                                 |                                 |                                 |                                 |                                 |                                 |                                 |                                 |                                 |                                 |                                 |                                 |
|      | Mi Hazánk Mozgalom      | 5        |                                 |                                 |                                 |                                 |                                 |                                 |                                 |                                 |                                 |                                 |                                 |                                 |                                 |                                 |                                 |                                 |                                 |
|      | Demokratikus Koalíció   | 3        |                                 |                                 |                                 |                                 |                                 |                                 |                                 |                                 |                                 |                                 |                                 |                                 |                                 |                                 |                                 |                                 |                                 |
|      | Momentum Mozgalom       | 2        |                                 |                                 |                                 |                                 |                                 |                                 |                                 |                                 |                                 |                                 |                                 |                                 |                                 |                                 |                                 |                                 |                                 |
|      | Magyar Szocialista Párt | 1        |                                 |                                 |                                 |                                 |                                 |                                 |                                 |                                 |                                 |                                 |                                 |                                 |                                 |                                 |                                 |                                 |                                 |

### A Vármegyei Közgyűlés elnökei
A vármegyei közgyűlés elnöke a megyei önkormányzat vezetője, aki felelős a közgyűlés munkájának irányításáért és a döntéshozatalban való részvételért. Az elnök szerepe kulcsfontosságú a helyi közigazgatásban, mivel ő képviseli a vármegyét és összehangolja a megyei önkormányzati feladatok ellátását.
Feladatai közé tartozik a közgyűlés üléseinek összehívása és levezetése, valamint az önkormányzati döntések végrehajtásának felügyelete. Az elnök kapcsolatot tart az országos és helyi szervekkel, valamint a települési önkormányzatokkal, és biztosítja a megye érdekeinek képviseletét az országos döntéshozatalban. Emellett részt vesz a fejlesztési tervek kialakításában, és irányítja azokat a programokat, amelyek a megye gazdasági és társadalmi fejlődését szolgálják.
Az elnököt általában a közgyűlés tagjai választják meg, és munkáját a közgyűlés által választott alelnökök segítik.
| Elnök | Elnök                                | Elnöki ciklus |
| ----- | ------------------------------------ | ------------- |
|       | Szabó György (MSZP)                  | 1990-1998     |
|       | Ódor Ferenc (Fidesz)                 | 1998-2002     |
|       | Gyárfás Ildikó (MSZP)                | 2002-2006     |
|       | Ódor Ferenc (Fidesz-KDNP)            | 2006-2010     |
|       | Mengyi Roland (Fidesz-KDNP)          | 2010-2014     |
|       | Török Dezső (Fidesz-KDNP)            | 2014-2019     |
|       | Bánné dr. Gál Boglárka (Fidesz-KDNP) | 2019-         |

### Járások
Borsod-Abaúj-Zemplén vármegye járásainak főbb adatai a 2013. július 15-ei közigazgatási beosztás szerint az alábbiak:
| Sorszám | Járás neve             | Székhely        | Település | Ebből város | Népesség (2013. január 1.) | Terület (km²) | Népsűrűség (fő/km²) |
| ------- | ---------------------- | --------------- | --------- | ----------- | -------------------------- | ------------- | ------------------- |
| 1       | Cigándi járás          | Cigánd          | 15        | 1           | 16 294                     | 389,99        | 42                  |
| 2       | Edelényi járás         | Edelény         | 45        | 2           | 34 012                     | 717,86        | 47                  |
| 3       | Encsi járás            | Encs            | 29        | 1           | 21 783                     | 378,39        | 58                  |
| 4       | Gönci járás            | Gönc            | 32        | 2           | 19 459                     | 549,67        | 35                  |
| 5       | Kazincbarcikai járás   | Kazincbarcika   | 22        | 3           | 65 823                     | 341,7         | 193                 |
| 6       | Mezőcsáti járás        | Mezőcsát        | 8         | 1           | 14 635                     | 351,27        | 42                  |
| 7       | Mezőkövesdi járás      | Mezőkövesd      | 23        | 2           | 42 442                     | 723,87        | 59                  |
| 8       | Miskolci járás         | Miskolc         | 39        | 7           | 245 384                    | 972,8         | 252                 |
| 9       | Ózdi járás             | Ózd             | 17        | 2           | 54 527                     | 385,57        | 141                 |
| 10      | Putnoki járás          | Putnok          | 26        | 1           | 19 252                     | 391,25        | 49                  |
| 11      | Sárospataki járás      | Sárospatak      | 16        | 1           | 25 057                     | 477,67        | 52                  |
| 12      | Sátoraljaújhelyi járás | Sátoraljaújhely | 21        | 2           | 22 673                     | 321,38        | 71                  |
| 13      | Szerencsi járás        | Szerencs        | 14        | 1           | 38 259                     | 432,07        | 89                  |
| 14      | Szikszói járás         | Szikszó         | 24        | 1           | 17 566                     | 309,25        | 57                  |
| 15      | Tiszaújvárosi járás    | Tiszaújváros    | 16        | 1           | 31 801                     | 248,87        | 128                 |
| 16      | Tokaji járás           | Tokaj           | 11        | 1           | 13 383                     | 255,81        | 52                  |

### Kistérségek
Borsod-Abaúj-Zemplén vármegye megszűnt kistérségeinek főbb adatai a 2013. július 15-ei beosztás szerint az alábbiak:
| Kód  | Kistérség neve             | Központ         | Település | Ebből város | Népesség (2013. január 1.) | Terület (km²) | Népsűrűség (fő/km²) |
| ---- | -------------------------- | --------------- | --------- | ----------- | -------------------------- | ------------- | ------------------- |
| 3512 | Abaúj-Hegyközi kistérség   | Gönc            | 24        | 2           | 14 446                     | 440,52        | 33                  |
| 3513 | Bodrogközi kistérség       | Cigánd          | 17        | 1           | 17 302                     | 400,38        | 43                  |
| 3502 | Edelényi kistérség         | Edelény         | 47        | 2           | 34 844                     | 783,23        | 44                  |
| 3503 | Encsi kistérség            | Encs            | 36        | 1           | 23 492                     | 449,45        | 52                  |
| 3504 | Kazincbarcikai kistérség   | Kazincbarcika   | 32        | 2           | 57 972                     | 460           | 126                 |
| 3514 | Mezőcsáti kistérség        | Mezőcsát        | 9         | 1           | 14 132                     | 378,49        | 37                  |
| 3505 | Mezőkövesdi kistérség      | Mezőkövesd      | 21        | 2           | 41 749                     | 679,63        | 61                  |
| 3501 | Miskolci kistérség         | Miskolc         | 40        | 8           | 257 559                    | 1 006,37      | 256                 |
| 3506 | Ózdi kistérség             | Ózd             | 29        | 3           | 67 963                     | 549,74        | 124                 |
| 3507 | Sárospataki kistérség      | Sárospatak      | 16        | 1           | 25 057                     | 477,67        | 52                  |
| 3508 | Sátoraljaújhelyi kistérség | Sátoraljaújhely | 19        | 2           | 21 665                     | 310,99        | 70                  |
| 3509 | Szerencsi kistérség        | Szerencs        | 18        | 1           | 41 937                     | 498,92        | 84                  |
| 3510 | Szikszói kistérség         | Szikszó         | 23        | 1           | 18 335                     | 299,95        | 61                  |
| 3511 | Tiszaújvárosi kistérség    | Tiszaújváros    | 16        | 1           | 32 514                     | 256,27        | 127                 |
| 3515 | Tokaji kistérség           | Tokaj           | 11        | 1           | 13 383                     | 255,81        | 52                  |

### Országgyűlési képviselők
Magyarországon az országgyűlési választások során az ország területét egyéni választókerületekre osztják, és mindegyik kerületnek egy képviselője van a parlamentben, akit közvetlenül választanak. Az egyéni választókerületek országgyűlési képviselői tehát azok a politikusok, akik egy-egy adott földrajzi terület választópolgárait képviselik az Országgyűlésben.
Az egyéni választókerületek képviselői általában valamelyik párt jelöltjei, de független képviselők is indulhatnak a választáson. A választókerületek képviselői meghatározó szereplők, mivel közvetlen kapcsolatban állnak választóikkal, és elsősorban az adott terület helyi érdekeit képviselik az országos politikai döntéshozatalban.
| Választókerület                                                            | Székhely        | Képviselő           | Párt | Párt        |
| -------------------------------------------------------------------------- | --------------- | ------------------- | ---- | ----------- |
| Borsod-Abaúj-Zemplén vármegyei 1. sz. országgyűlési egyéni választókerület | Miskolc         | Csöbör Katalin      |      | Fidesz–KDNP |
| Borsod-Abaúj-Zemplén vármegyei 2. sz. országgyűlési egyéni választókerület | Miskolc         | Dr. Kiss János      |      | Fidesz–KDNP |
| Borsod-Abaúj-Zemplén vármegyei 3. sz. országgyűlési egyéni választókerület | Ózd             | Riz Gábor           |      | Fidesz–KDNP |
| Borsod-Abaúj-Zemplén vármegyei 4. sz. országgyűlési egyéni választókerület | Kazincbarcika   | Demeter Zoltán      |      | Fidesz–KDNP |
| Borsod-Abaúj-Zemplén vármegyei 5. sz. országgyűlési egyéni választókerület | Sátoraljaújhely | Dr. Hörcsik Richárd |      | Fidesz–KDNP |
| Borsod-Abaúj-Zemplén vármegyei 6. sz. országgyűlési egyéni választókerület | Tiszaújváros    | Dr. Koncz Zsófia    |      | Fidesz–KDNP |
| Borsod-Abaúj-Zemplén vármegyei 7. sz. országgyűlési egyéni választókerület | Mezőkövesd      | Tállai András       |      | Fidesz–KDNP |

## Népesség

### Nemzetiségek
Borsod-Abaúj-Zemplén vármegye lakóinak nemzetiségi összetétele 2011-ben
A vármegye lakosságának túlnyomó többsége magyar nemzetiségű, azonban a megye etnikai összetétele jelentős kisebbségi közösségek jelenlétét is mutatja. A 2011-es népszámlálás adatai alapján a megye teljes népessége 686 266 fő volt, amelyből 643 950 fő nyilatkozott etnikai hovatartozásáról.
A magyar közösség dominanciája egyértelmű: 576 814 fő, azaz a lakosság 89,57%-a vallotta magát magyarnak. A legnagyobb kisebbségi csoportot a roma közösség alkotja, létszámuk 58 246 fő, ami a lakosság 9,05%-ának felel meg. Ők elsősorban a megye városi és vidéki térségeiben egyaránt jelen vannak, és közösségük fontos szerepet játszik a régió kulturális és társadalmi életében.
A német nemzetiséghez tartozók létszáma 2 500 fő, akik jelentős kulturális örökséget képviselnek a térségben, különösen a történelmi települések környékén. A szlovák kisebbség 2 000 főt számlál, közösségük hagyományai szintén hozzájárulnak a megye etnikai sokszínűségéhez. A ruszin kisebbség lélekszáma 1 500 fő, akik évszázados gyökerekkel rendelkeznek a régióban, és közösségük fontos része a megye kulturális mozaikjának.
A fennmaradó 8 890 fő (1,38%) más kisebbségekhez tartozik, vagy nem meghatározható etnikai csoport tagja. Ebbe a kategóriába tartozhatnak például románok, ukránok vagy egyéb kisebb csoportok.
Érdemes megjegyezni, hogy a népszámlálás során körülbelül 89 000 fő nem nyilatkozott etnikai hovatartozásáról, ami a megye lakosságának mintegy 13%-át teszi ki. Ez a tény tovább növeli a megye etnikai sokszínűségét és demográfiai összetettségét.

### Vallás
Borsod-Abaúj-Zemplén vármegye lakóinak vallási összetétele 2022-ben
A 2011-es népszámlálás adatai alapján Borsod-Abaúj-Zemplén lakossága vallási szempontból rendkívül sokszínű, bár a keresztény vallások dominanciája egyértelműen megmutatkozik.
A legnagyobb vallási közösség a katolikusoké, akik összesen 282 904 főt számlálnak, a megye teljes lakosságának jelentős részét kitéve. A római katolikusok létszáma 248 033 fő, míg a görögkatolikus közösség 34 816 főt tesz ki. A katolicizmus mély történelmi gyökerekkel rendelkezik a térségben, különösen a falusi és kisvárosi régiókban. A görögkatolikusok nagyobb arányban a megye keleti részein és határ menti térségeiben élnek.
A református közösség a második legnagyobb keresztény felekezet a megyében, 135 677 fővel. A reformáció hatásai a mai napig érzékelhetők, különösen a megye északi és keleti részén, ahol a református közösségek hagyományosan jelen vannak.
Az evangélikus közösség létszáma 3 483 fő, ami a megye protestáns történelmi örökségét tükrözi. Bár kisebb létszámú, az evangélikus egyház a térség vallási sokszínűségének fontos eleme.
Egyéb vallási közösségek, például a kisebb protestáns felekezetek, új vallási mozgalmak és más csoportok, összesen 10 500 főt tesznek ki. Ezek a közösségek jellemzően a nagyobb városokban és a modern vallási irányzatok által érintett területeken találhatók.
A nem vallásos közösségek, beleértve a vallásukat nem gyakorló személyeket, 83 033 főt számlálnak, míg az ateisták száma 5 821 fő. Ezek a csoportok főként a nagyobb városokban, valamint a modernizáció és szekularizáció által jobban érintett régiókban koncentrálódnak.

A népszámlálás során 164 848 fő nem nyilatkozott vallási hovatartozásáról. Ez a megye lakosságának jelentős részét képezi, ami tovább árnyalja a térség vallási és kulturális sokszínűségét.

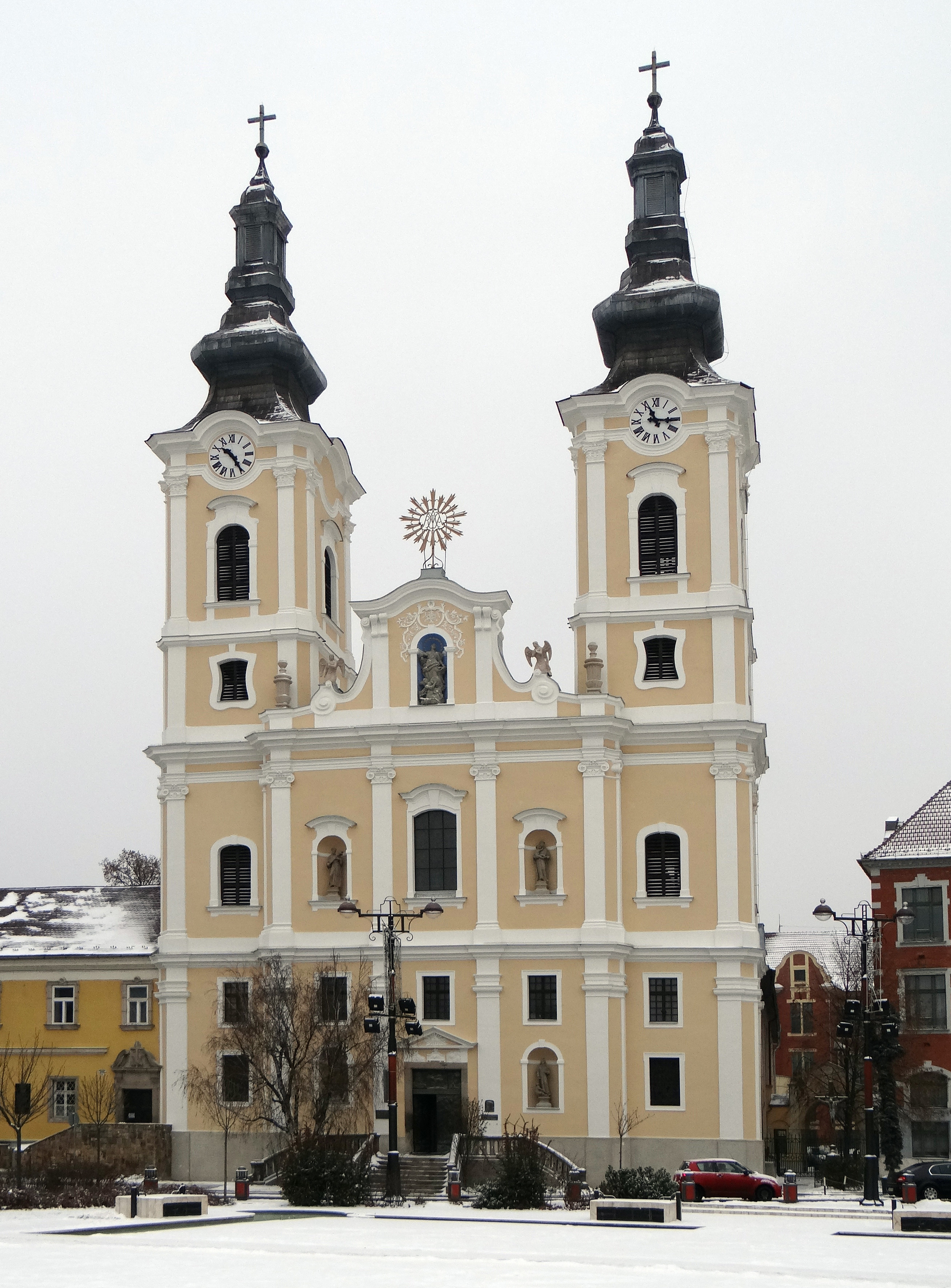
A Minorita templom Miskolcon
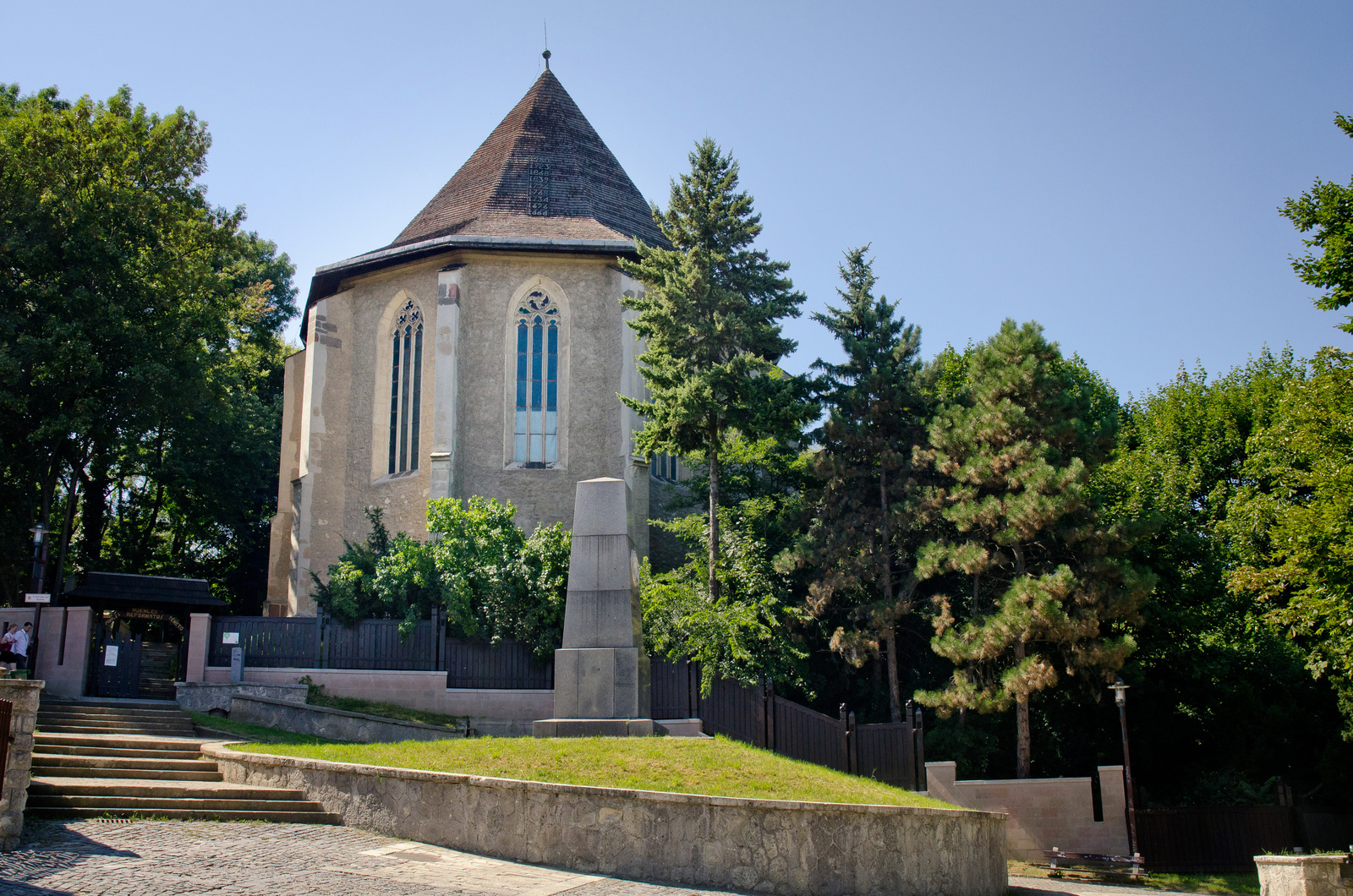
Avasi templom
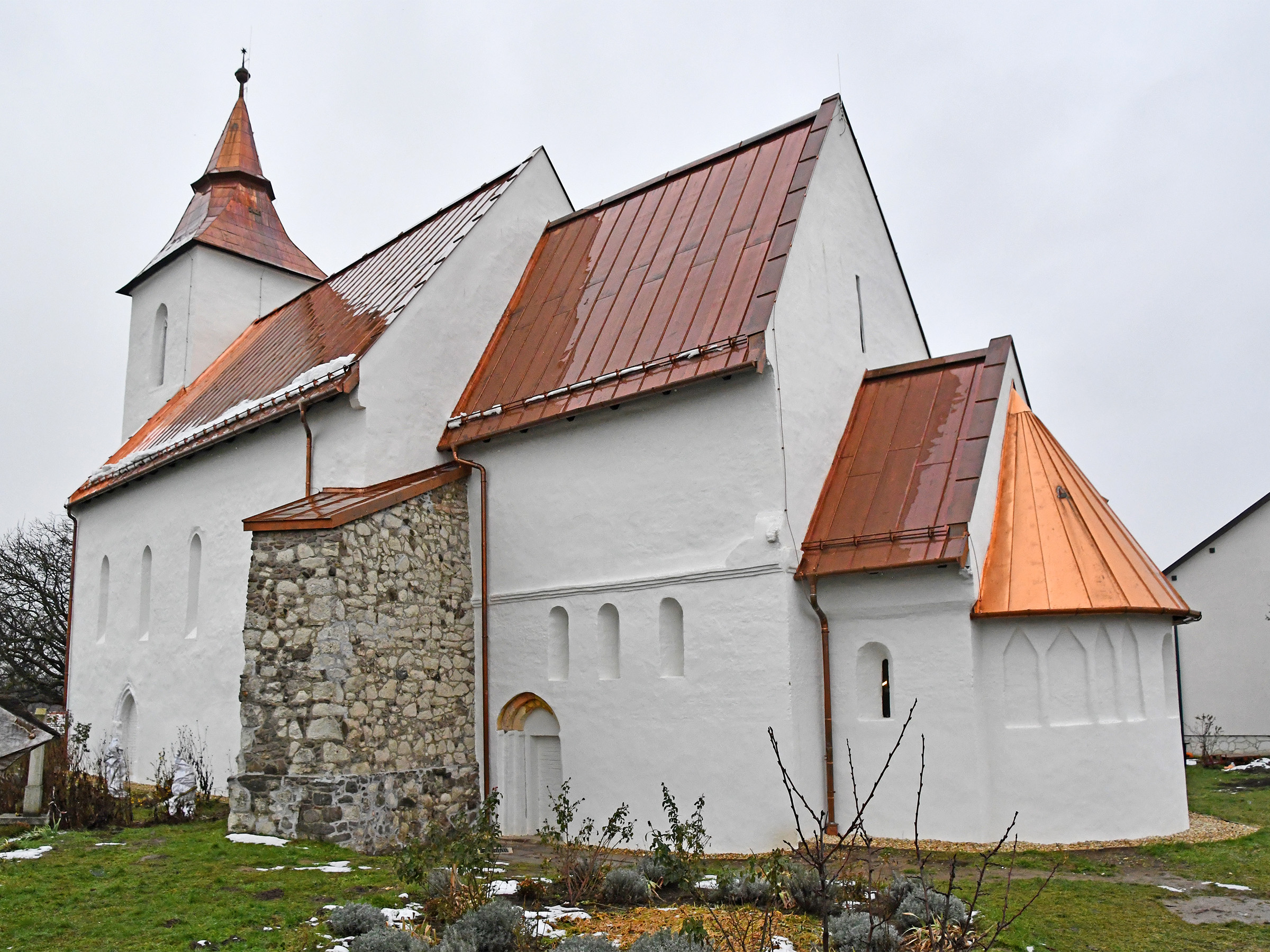
A vizsolyi református templom
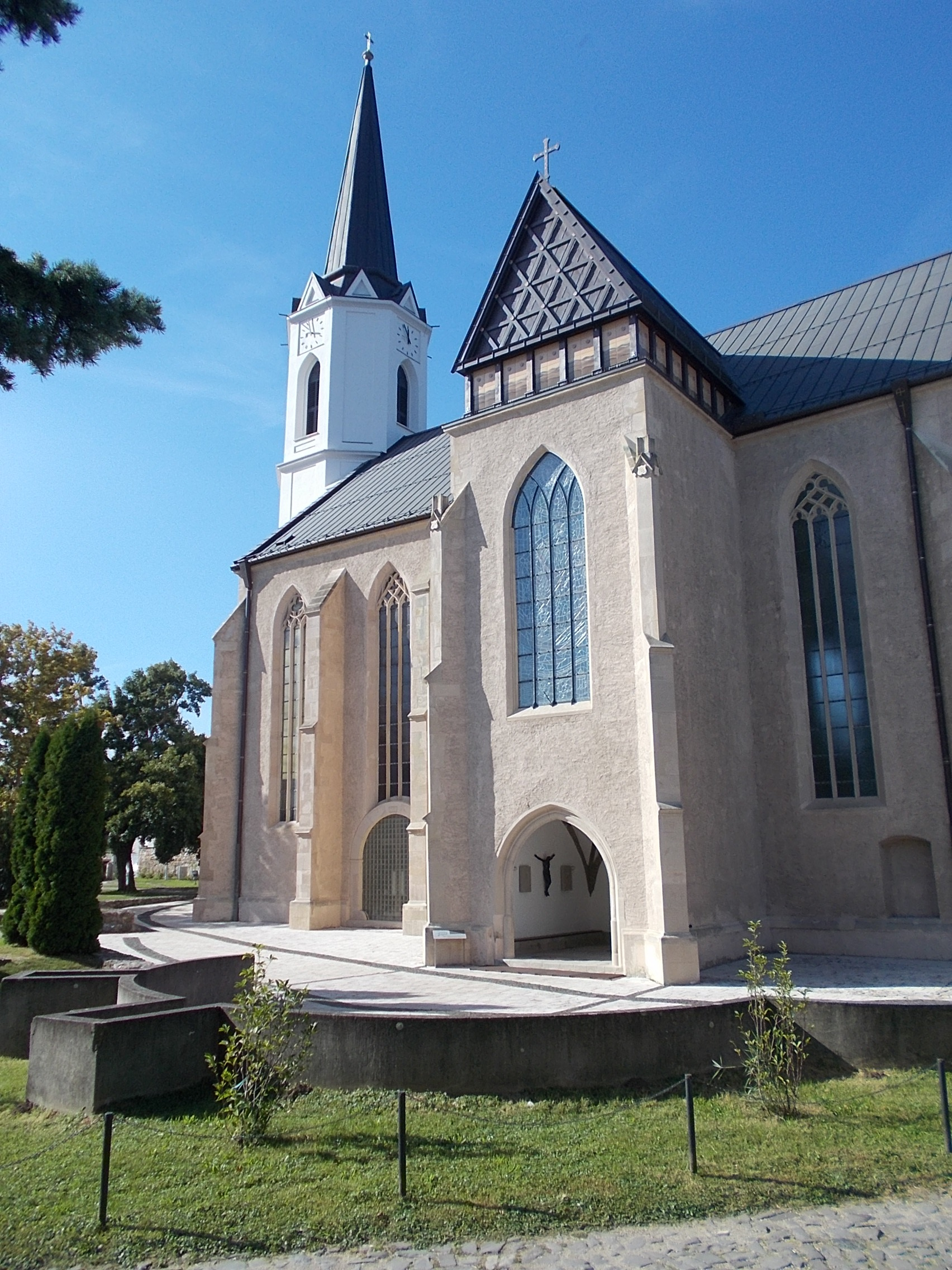
A sárospataki vártemplom
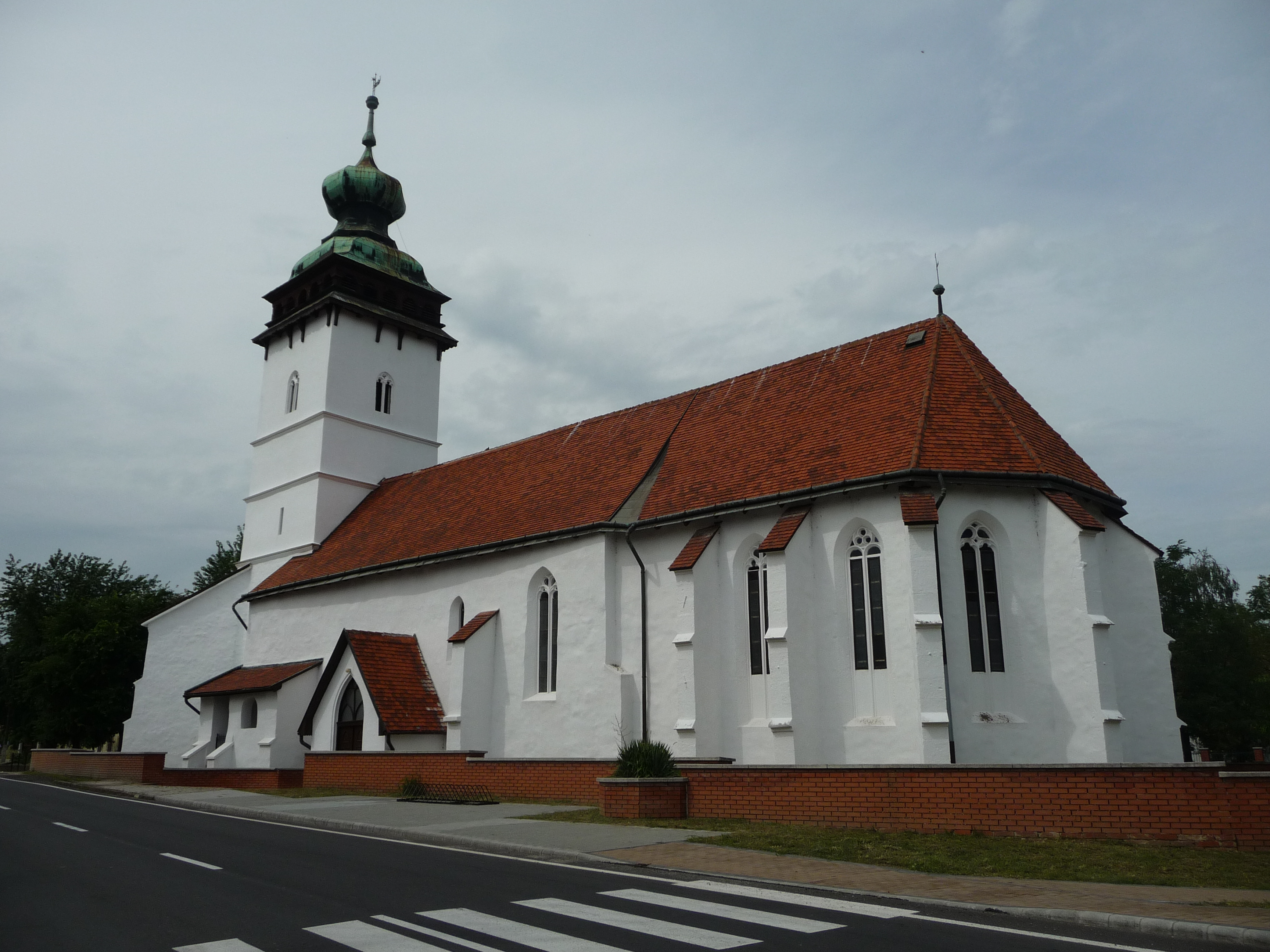
A református templom Sajószentpéteren

## Gazdaság
A megye legnagyobb nyereségű cégei a 2006-os adózott eredmény szerint (zárójelben az országos toplistán elfoglalt helyezés)
- 1. Tiszai Vegyi Kombinát Zrt. (23)
- 2. BorsodChem Nyrt. (27)
- 3. Jabil Circuit Magyarország Kft. (32)

Borsod-Abaúj-Zemplén az ország egyik legfontosabb iparvidéke („a magyar Ruhr-vidék”). A nehézipar Miskolc, Ózd, Tiszaújváros és Kazincbarcika városokban volt jelentős. A rendszerváltást követően kibontakozó nehézipari válság következményei a borsodi térséget sújtották a legkomolyabban. Az utóbbi időben csökkent a környezetszennyezés.
A megye gazdaságában jelentős szerepe van a mezőgazdaságnak, ezen belül kiemelten a Tokaji borvidéknek. A megye területének 40%-a szántóföld.

### Mezőgazdaság
Borsod-Abaúj-Zemplén Magyarország északkeleti részén található, és változatos földrajzi adottságai révén jelentős szerepet játszik az ország mezőgazdaságában. A megye területe 7 250 km², amelynek jelentős része mezőgazdasági művelés alatt áll.
A megye mezőgazdasági területei közé tartoznak a szántóföldek, rétek, legelők és erdők. Az elmúlt években a mezőgazdasági területek összterülete enyhén csökkent, különösen a kertek területének visszaesése figyelhető meg.
A megye kedvező adottságai lehetővé teszik a gabonafélék, ipari növények és zöldségek termesztését. Kiemelkedő a gyümölcstermesztés, különösen az alma, meggy és szilva termesztése, amelyek jelentős mennyiségben kerülnek betakarításra.
Az állattenyésztés hagyományosan fontos ágazat a megyében, különösen a szarvasmarha, sertés és baromfi tartása. Az állattenyésztés hozzájárul a megye gazdaságához és a vidéki munkahelyek fenntartásához.
A megye déli részein található a Tokaji borvidék, amely a világörökség része, és híres a minőségi borairól, különösen a Tokaji aszúról. A szőlőtermesztés és borászat jelentős szerepet játszik a megye mezőgazdaságában és turizmusában.
A mezőgazdaság jelentős foglalkoztató a megyében, különösen a vidéki területeken. Az élelmiszergazdaság ágazataiban alkalmazottak száma meghatározó a megye gazdasági szerkezetében.
A megye mezőgazdasága számos kihívással néz szembe, mint például a termőföldek csökkenése és a munkaerőhiány. Az agrárszakképzés fejlesztése és a modern technológiák bevezetése kulcsfontosságú a versenyképesség fenntartása érdekében.

### Ipar
A vármegye Magyarország északkeleti részén található, és az ország egyik legjelentősebb ipari központja. Az iparosítás a 19. században kezdődött, amikor a megye gazdag barnaszén-készleteire alapozva fejlődött a nehézipar, különösen a kohászat és a gépgyártás. A szocialista időszakban a megye ipara tovább bővült, és ekkor kapta a "Magyarország Ruhr-vidéke" elnevezést.
A megye ipari központjai közé tartozik Miskolc, amely a nehézipar és a gépgyártás fellegvára volt, valamint Ózd, ahol a kohászat és az acélgyártás dominált. Kazincbarcika a vegyipar központjaként vált ismertté, míg Tiszaújvárosban a petrolkémiai ipar fejlődött jelentős mértékben. Az 1990-es években a rendszerváltás és a gazdasági szerkezetváltás következtében az ipar visszaesett, számos üzem bezárt, és nőtt a munkanélküliség. Azonban az elmúlt évtizedekben a megye ipara újraéledt, különösen a vegyipar és a gépipar területén. 
A 2022-es adatok szerint a megye ipari termelési értéke 5333 milliárd forint volt, ami az országos kibocsátás közel tizedét tette ki. Az ipari termelés volumene 1,8%-kal haladta meg az előző évit. A vegyipar és a gépipar a megye ipari termelésének meghatározó ágazatai, a vegyipar a termelés 47%-át adta 2008-ban, míg a gépipar részesedése 26% volt ugyanebben az évben. Az ipari termelés jelentős része exportra kerül, a termékek 54%-át külföldön értékesítik. A megye ipari parkjai és vállalkozási övezetei hozzájárulnak a gazdasági fejlődéshez és a munkahelyteremtéshez. Azonban a megye továbbra is kihívásokkal néz szembe, mint például a munkanélküliség és az alacsonyabb egy főre jutó GDP az országos átlaghoz képest. A szakképzés fejlesztése és a magas hozzáadott értékű termelés elősegítése kulcsfontosságú a megye iparának további fejlődése szempontjából.

## Nyelvjárás
A vármegye nyelvjárása a magyar nyelv egyik gazdag és sokszínű változata, amely számos jellemzővel rendelkezik, különösen a szókincs és a kiejtés terén. A megye az Észak-Magyarországon található régió, és a nyelvjárások, amelyek itt elterjedtek, többféle hatást is magukba olvasztottak. Az itt beszélt nyelvjárás a leginkább a keleti és a borsodi tájnyelvekhez hasonlítható, de erősebb a különbség a megye egyes részein is.

### Kiejtés
1. Változások a magánhangzók kiejtésében: A borsodi nyelvjárásban az egyes magánhangzók kiejtésében is különbségek mutatkozhatnak. Például a "a" és "e" hangok gyakran elmosódottabbak, kevésbé élesek, mint a standard magyarban.
2. Zöngés és zöngétlen mássalhangzók: A borsodi beszédben gyakran előfordulhat a zöngés/zöngétlen hangok cserélődése, amely például az "s" és "z" közötti váltakozást jelentheti. Előfordulhat, hogy a zöngétlen "s"-t zöngés "z"-re cserélik, vagy fordítva.
3. Hosszú és rövid magánhangzók: A hosszú magánhangzók kiejtése is eltérhet az irodalmi nyelvhez képest. Előfordulhat, hogy a beszélők inkább rövidítik a hosszú magánhangzókat, például "bér" helyett "ber"-nek ejtik.

### Szókincs
A borsodi nyelvjárás számos sajátos szót és kifejezést tartalmaz, amelyek nem mindenhol ismertek a magyar nyelv más tájain. Az ilyen szavak gyakran a helyi hagyományok, életmód és történelem hatásait tükrözik. Íme néhány példa a borsodi nyelvjárás szókincsére:
1. "Bácsi" (vagy "Bácsa") – Ezt a szót gyakran használják az idősebb férfiak megszólítására, de a borsodi tájban a "bácsi" szó inkább egy tiszteletteljes kifejezésként él.
2. "Bödön" – Ez egy hagyományos tárolóedény, amelyet víz vagy egyéb folyadékok tárolására használnak. A szó használata más területeken ritka, de itt elterjedt.
3. "Fütyü" – Ezt a szót gyakran használják egy-egy dolog, esemény vagy helyzet kifejezésére, de a pontos jelentése függ a kontextustól, és többféleképpen értelmezhető.
4. "Fésűs" – A borsodi tájon ez a szó olyan személyt jelenthet, aki sokat hajlandó segíteni másoknak, vagy valaki, aki szorgosan dolgozik.
5. "Cseverész" – A borsodi táj nyelvében a "cseverészni" kifejezés jelentése "beszélgetni" vagy "társaságban lenni".

### Nyelvi sajátosságok
1. Szórend: A borsodi nyelvjárásban előfordulhat, hogy a szórend némileg eltér a standard magyar nyelvtani szabályoktól. A helyi beszélők gyakran az alany-állítmány-tárgy sorrendet használják, de előfordulhat, hogy a tárgyat vagy határozókat előre helyezik a mondatban.
2. Igeidők használata: A borsodi beszédben nem ritka, hogy a múlt idő használata eltérő a hivatalos nyelvtani szabályoktól, például az "vót" (volt) alak gyakori használata.
3. Szigorúbb ékezethasználat: Bizonyos területeken a beszélők hajlamosabbak az ékezetek eltúlozására, például az "é" és "á" hangok gyakori hangsúlyozása figyelhető meg.

### Nyelvjárás jellemzők régió szerint
A megye különböző részein különböző nyelvjárási vonások figyelhetők meg. A Borsod-i és Zemplén-i területeken a beszéd többi változata, például a felvidéki magyar hatások, jelen vannak, míg az Abaúj vidékén a nyelvjárás inkább a helyi rurális és erősebb tájnyelvi elemeket tartalmazza.

## Gasztonómia

### Tokaji borvidék és borai
A megye legismertebb gasztronómiai kincse a Tokaji borvidék, amely a világ első zárt borvidéke, és 2002 óta az UNESCO Világörökség része. Itt készül a híres Tokaji aszú, amelyet gyakran "a borok királya, a királyok bora" néven emlegetnek. A borvidéken hat szőlőfajta termesztése engedélyezett: Furmint, Hárslevelű, Sárga muskotály, Zéta, Kövérszőlő és Kabar. A szüret időpontja, a nemesrothadás mértéke és a feldolgozási technológia alapján számos borféleség készül, amelyek közül a Tokaji aszú édes kategóriában kiemelkedő.

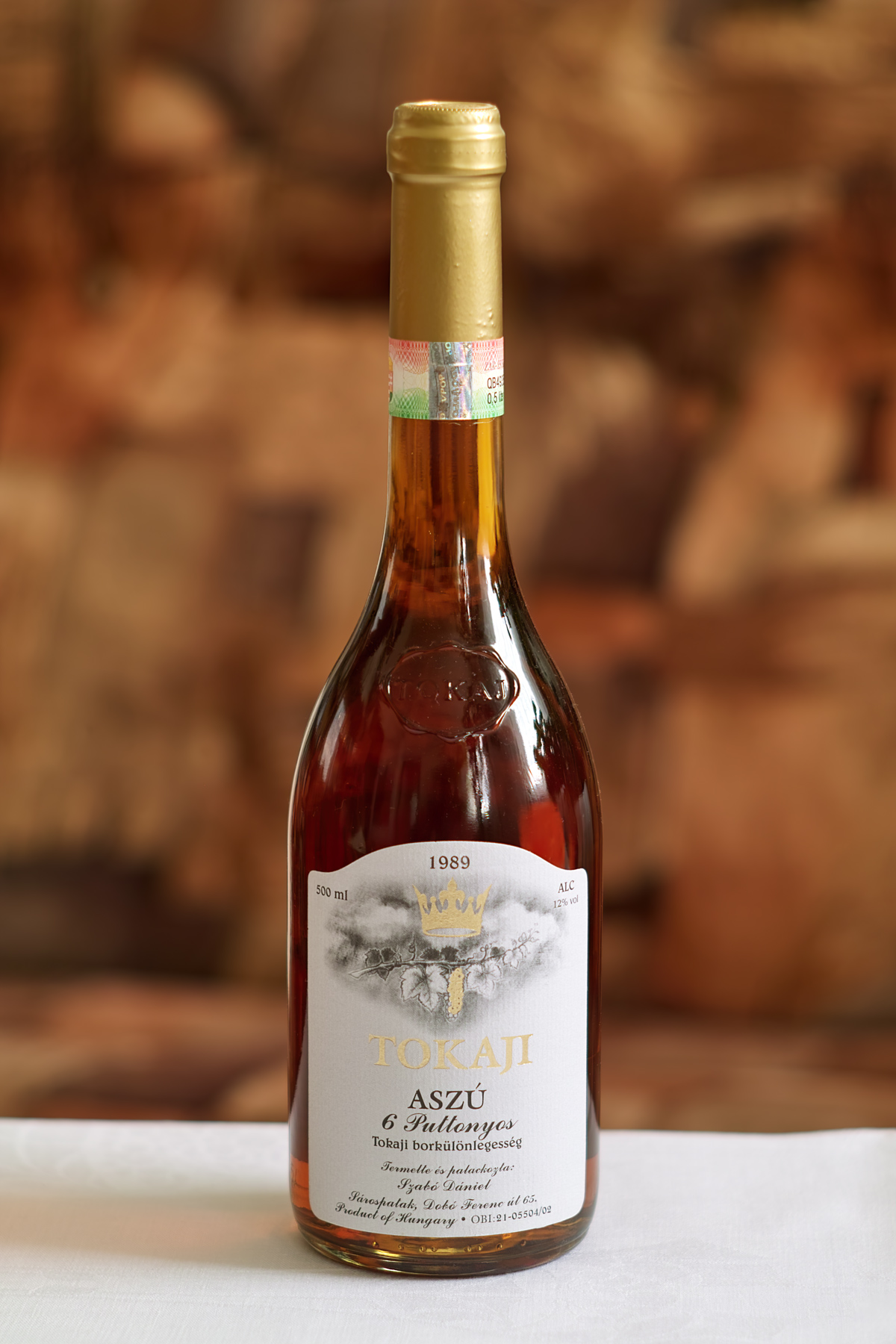
A tokaji aszú

### Gönci magyar kajszi és a barackpálinka
Gönc és környéke híres a Gönci magyar kajszibarackról, amelyből kiváló minőségű, eredetvédett barackpálinka készül. A helyi termelők évente megrendezik a Gönci Barack Ünnepet, ahol a látogatók megkóstolhatják a friss gyümölcsöt és a belőle készült pálinkát is.

### Szomolyai fekete cseresznye
A megye másik híres gyümölcse a Szomolyai fekete cseresznye, amely mélybordó színéről és különleges ízéről ismert. A helyi termelők minden évben megrendezik a Cseresznyefesztivált, ahol a látogatók megismerkedhetnek a gyümölcs termesztésével és feldolgozásával.

### Helyi gasztronómiai rendezvények
A megye számos gasztronómiai rendezvénynek ad otthont, amelyek közül kiemelkedik a miskolci Kocsonyafesztivál. Ez az esemény minden év februárjában kerül megrendezésre, és a hagyományos miskolci kocsonya mellett számos kulturális programmal várja a látogatókat.

## Oktatás és köznevelés

### Általános iskolák
A megyében található általános iskolák között megtalálhatók állami, egyházi és alapítványi fenntartású intézmények is. Például a Miskolci Nyitott Ajtó Baptista Általános Iskola és Óvoda a baptista egyház fenntartásában működik, míg a Tiszaújvárosi Szent István Katolikus Általános Iskola katolikus intézményként szolgálja a közösséget.
Számos iskola alkalmaz innovatív pedagógiai módszereket a tanulók képességeinek fejlesztése érdekében. A Hejőkeresztúri IV. Béla Általános Iskola például kidolgozta a Komplex Instrukciós Programot, amely a hátrányos helyzetű és tanulási nehézségekkel küzdő diákok felzárkóztatását célozza csoportmunka és gyerekközpontú megközelítés révén.
A megyei általános iskolák aktívan részt vesznek a diáksportban és különböző versenyeken. A Borsod-Abaúj-Zemplén Vármegyei Diáksport és Szabadidő Egyesület rendszeresen szervez versenyeket, ahol az iskolák közötti megmérettetések során a tanulók sportteljesítményeit értékelik. Például a Gyarmati Dezső Sport Általános Iskola Miskolcon kiemelkedő eredményeket ért el a közepes létszámú iskolák kategóriájában.
A Borsod-Abaúj-Zemplén Vármegyei Pedagógiai Szakszolgálat különböző szolgáltatásokat nyújt a gyermekek és tanulók számára, beleértve a gyógypedagógiai tanácsadást, korai fejlesztést, nevelési tanácsadást és logopédiai ellátást. Ezek a szolgáltatások hozzájárulnak a tanulók egyéni igényeinek megfelelő támogatásához.

### Középiskolák
A vármegye középiskolai hálózata sokszínű és gazdag múltra tekint vissza, számos intézmény kínál magas színvonalú oktatást a diákok számára. Az alábbiakban néhány kiemelkedő középiskolát mutatunk be a megyében:
- Miskolci SZC Kandó Kálmán Informatikai Technikum

Ez az intézmény az informatikai képzés területén nyújt kiemelkedő oktatást. A technikum célja, hogy a diákok naprakész tudással rendelkezzenek az információtechnológia különböző területein. Az iskola modern eszközökkel és jól felszerelt laboratóriumokkal támogatja a gyakorlati oktatást.
- Széchenyi István Katolikus Technikum és Gimnázium (Ózd)

Az ózdi Széchenyi István Katolikus Technikum és Gimnázium széles körű képzési palettával várja a tanulókat, beleértve a gimnáziumi és technikumi képzéseket is. Az intézmény célja, hogy a diákok erkölcsi és szellemi fejlődését egyaránt támogassa, keresztény értékek mentén.
- Berzeviczy Gergely Technikum (Miskolc)

A Berzeviczy Gergely Technikum gazdasági és kereskedelmi területen kínál szakirányú képzéseket. Az iskola célja, hogy a munkaerőpiac igényeinek megfelelő, jól képzett szakembereket bocsásson ki. Az intézmény nagy hangsúlyt fektet a gyakorlatorientált oktatásra és a vállalati kapcsolatokra.
- Zrínyi Ilona Gimnázium (Miskolc)

A Zrínyi Ilona Gimnázium több mint 160 éves múltra tekint vissza, és Miskolc egyik legrégebbi középiskolája. Az intézmény széles körű nyelvi képzést kínál, beleértve az angol, német, francia és olasz nyelveket. Emellett művészeti és dráma tagozatok is elérhetők a diákok számára. Az iskola nemzetközi kapcsolatokkal rendelkezik, lehetőséget biztosítva a diákok számára külföldi tapasztalatszerzésre.
- Irinyi János Református Oktatási Központ (Kazincbarcika)

Az Irinyi János Református Oktatási Központ kezdetben vegyipari technikumként működött, majd az évek során bővítette képzési kínálatát. Jelenleg gazdasági, informatikai és vegyipari szakterületeken nyújt képzéseket. Az intézmény célja, hogy a diákok korszerű tudással és keresztény értékrenddel felvértezve lépjenek a munkaerőpiacra.

### Felsőoktatás
Borsod-Abaúj-Zemplén vármegye felsőoktatási élete elsősorban a Miskolci Egyetem köré épül, amely a régió legjelentősebb felsőoktatási intézménye. Az egyetem 1949-ben alakult, és mára hét karán és egy intézetében több mint 300 szakon kínál képzéseket. Az intézmény széles körű oktatási palettája mellett jelentős kutatási és fejlesztési tevékenységet is folytat, szoros együttműködésben a helyi ipari szereplőkkel.
Az elmúlt években a Miskolci Egyetem folyamatosan bővítette képzési kínálatát, hogy megfeleljen a munkaerőpiac változó igényeinek. A 2025/26-os tanévre több új szakot is indítanak, például űrmérnöki és könnyűzenei képzéseket, ezzel is növelve a hallgatók számára elérhető lehetőségeket.
A vármegye felsőoktatási intézményei közötti együttműködés erősítése érdekében létrejött a Borsod-Abaúj-Zemplén Megyei Képzési Klaszter. Ez a klaszter célul tűzte ki a gyakorlatorientált szak- és felnőttképzési programok fejlesztését a megye húzóágazataiban, elősegítve ezzel a helyi gazdaság fejlődését és a munkaerőpiaci igények kielégítését.

A Központi Statisztikai Hivatal adatai szerint a vármegyében működő felsőoktatási intézmények oktatói létszáma az elmúlt években változó tendenciát mutatott. Például 2019-ben 866 fő, míg 2020-ban 807 fő oktatót foglalkoztattak.

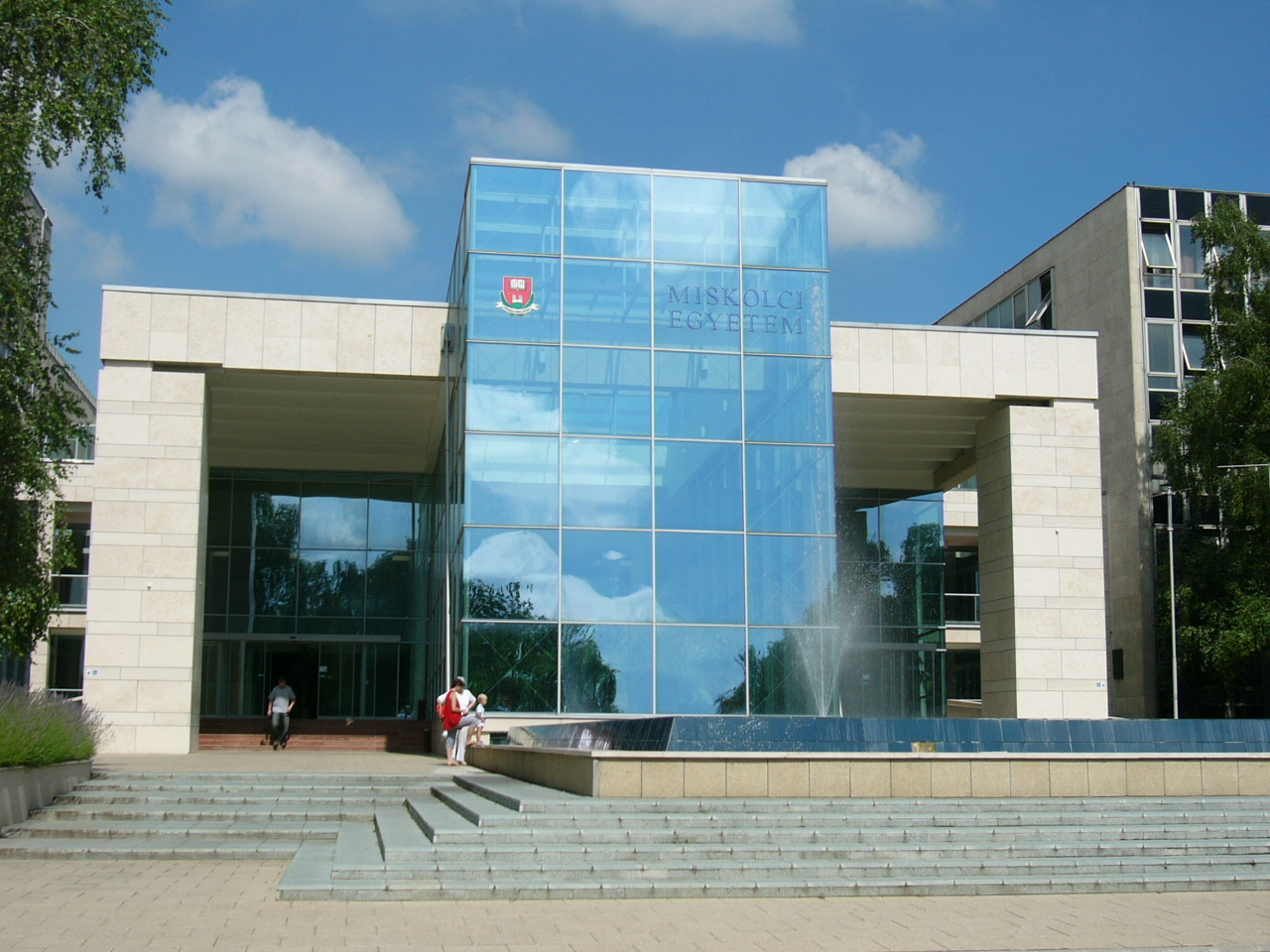
Miskolci Egyetem
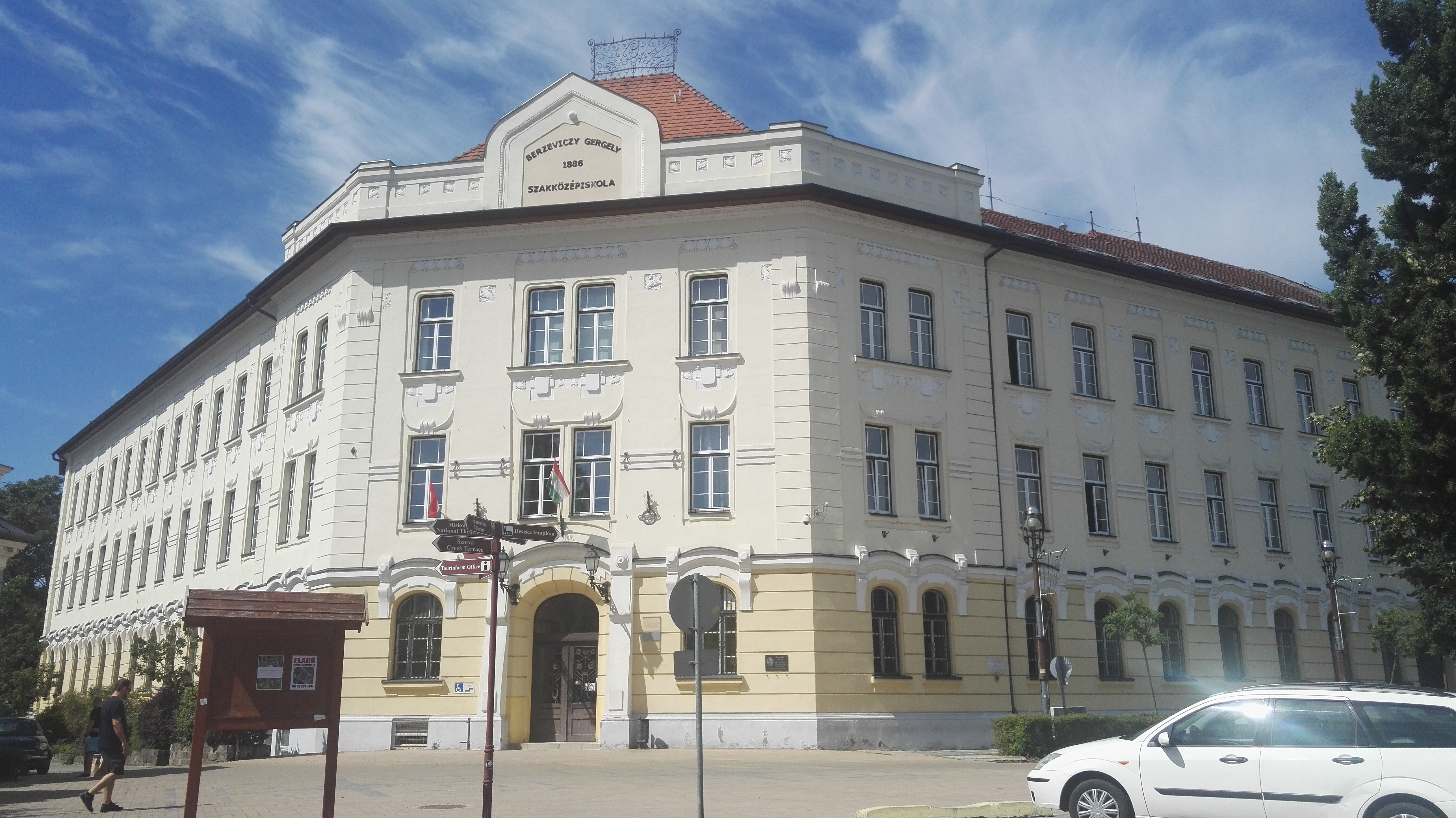
Berzeviczy Gergely Technikum
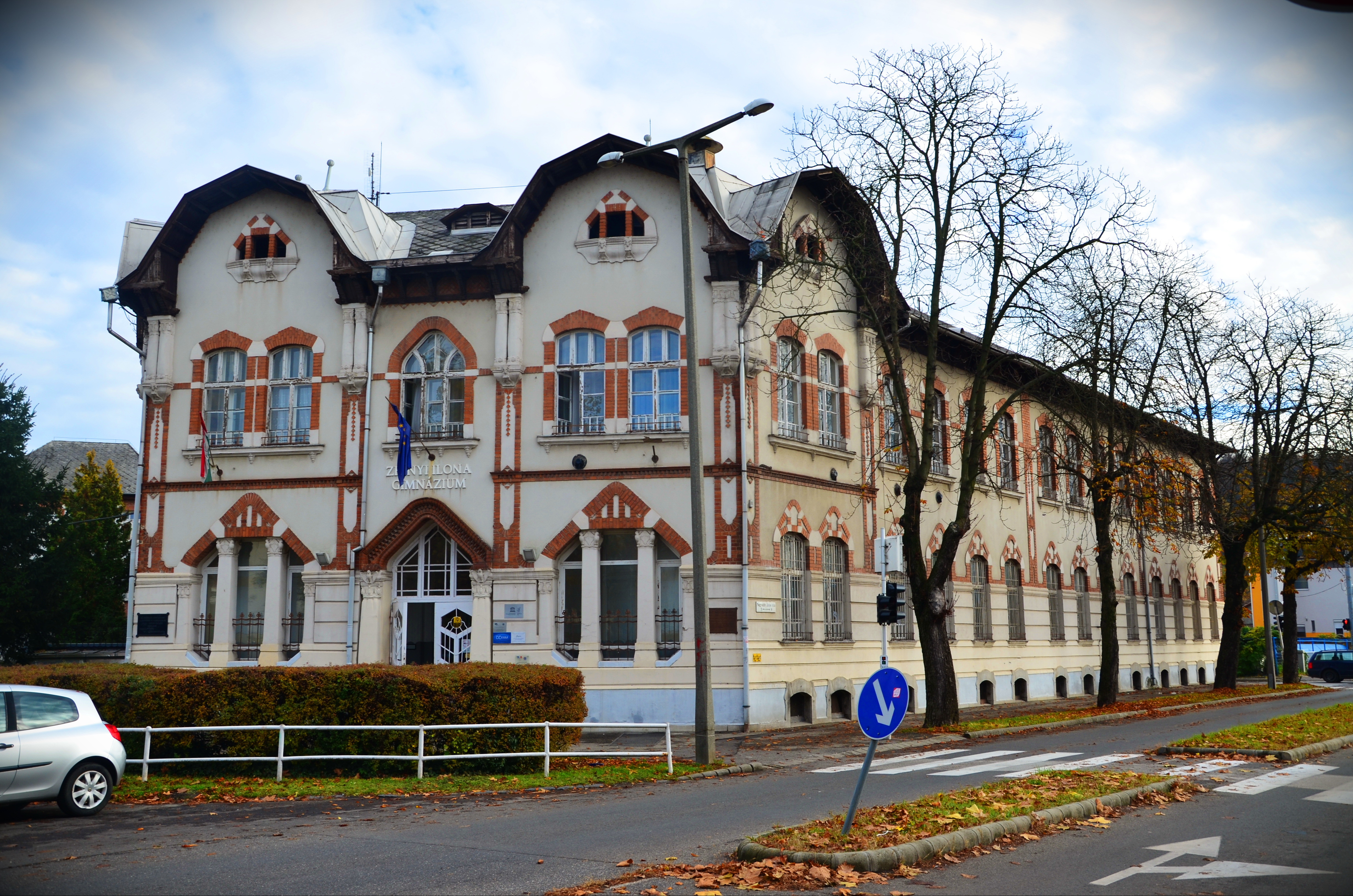
Zrínyi Ilona Gimnázium
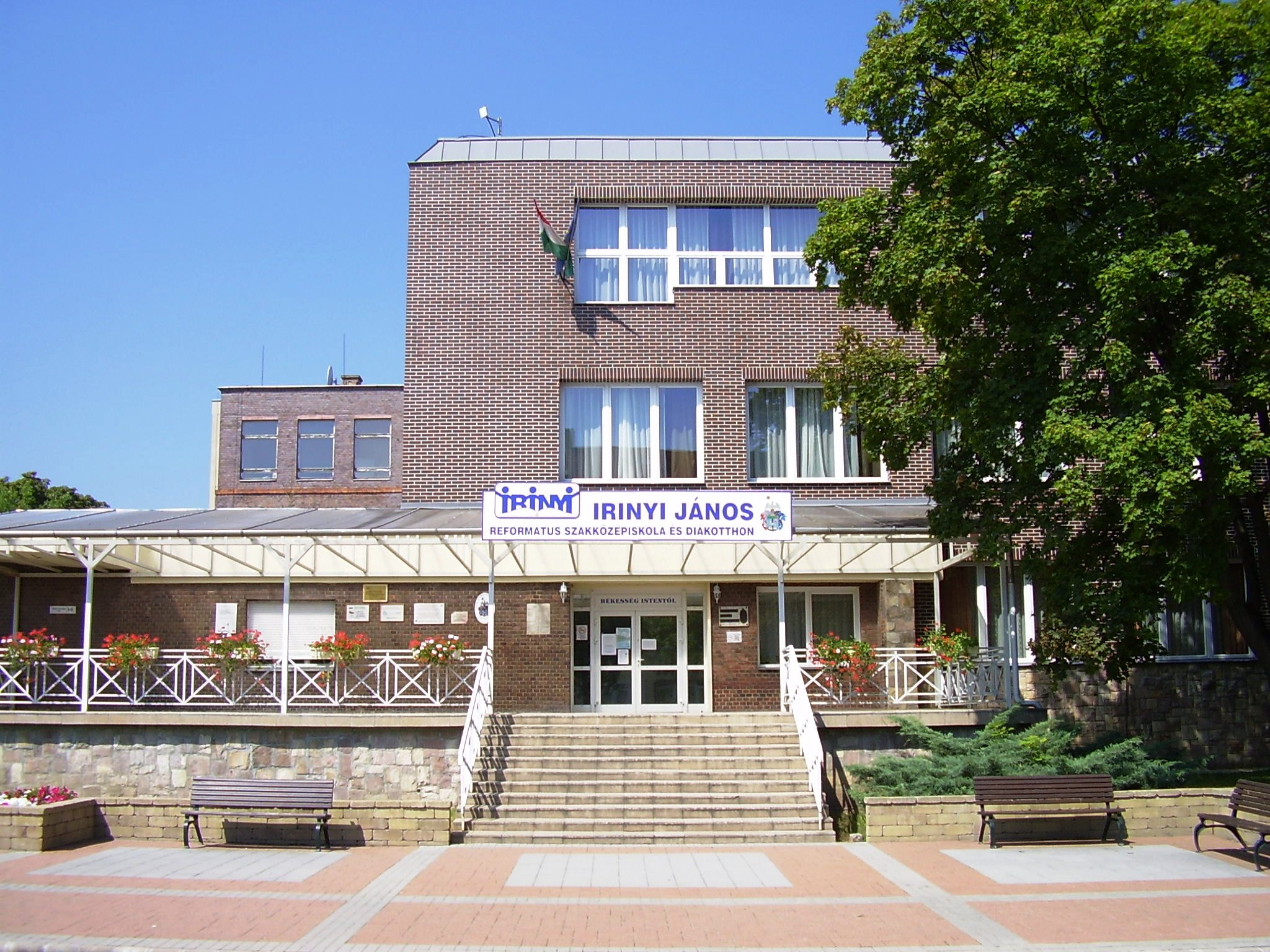
Irinyi János Református Oktatási Központ

## Sport
Borsod-Abaúj-Zemplén vármegye sportélete szintén gazdag és sokrétű, számos sportágban kiemelkedő eredményekkel és hagyományokkal büszkélkedhet. A megye sportélete nemcsak a profi csapatokra és sportolókra épül, hanem az utánpótlás-nevelésre és a tömegsport fejlesztésére is nagy hangsúlyt helyez.

### Labdarúgás
A megye labdarúgásának egyik legjelentősebb klubja a Diósgyőri VTK (DVTK), amely Miskolc városában működik. A DVTK története több mint egy évszázadra nyúlik vissza, és a magyar labdarúgás egyik tradicionális csapataként tartják számon. A klub jelentős szerepet játszik az utánpótlás-nevelésben, a DVTK Labdarúgó Akadémia révén számos tehetséges fiatal játékost nevel ki, akik később a magyar vagy nemzetközi futballban is helytállnak. A DVTK stadionja, a DVTK Stadion, a megye egyik legmodernebb sportlétesítménye, amely nemcsak labdarúgó-mérkőzéseknek, hanem egyéb sportrendezvényeknek és közösségi eseményeknek is otthont ad.

DVTK címere

A vármegye számos kisebb labdarúgócsapata is jelentős helyi támogatást élvez, például a Kazincbarcikai SC, amely szintén fontos szereplője a regionális labdarúgásnak.

### Kosárlabda
A kosárlabda szintén népszerű sportág a megyében. A Diósgyőri VTK női kosárlabdacsapata a magyar női kosárlabda élmezőnyéhez tartozik, és hosszú évek óta meghatározó szerepet játszik a bajnokságban. A klub utánpótlás-nevelése is figyelemre méltó, számos fiatal sportoló kap itt lehetőséget tehetsége kibontakoztatására. A miskolci Generali Aréna modern környezetet biztosít a kosárlabda-mérkőzések lebonyolításához, és a helyi szurkolók aktívan támogatják a csapatot.

### Atlétika
Az atlétika terén a megye kiemelkedő eredményeket ért el, különösen Miskolc és Tiszaújváros városában. A Miskolci Atlétikai Centrum az atlétikai sportok regionális központja, amely modern létesítményeivel ideális helyszínt biztosít edzésekhez és versenyekhez. A megye atlétikai sportolói különösen futó- és dobószámokban értek el jelentős sikereket hazai és nemzetközi szinten.

### Többi sportág
A vármegye vízi sportjai, különösen a kajak-kenu, Tiszaújváros városában emelkednek ki, amely egyben az egyik legjelentősebb triatlonközpont Magyarországon. A Tiszaújvárosi Triatlon Klub számos tehetséges sportolót nevelt ki, és a város évente nemzetközi triatlonversenyeket rendez, amelyek nagy népszerűségnek örvendenek.
A kézilabda, jégkorong és röplabda szintén népszerű sportágak a térségben, több helyi klub is aktívan működik, és a megye számos városában tartanak színvonalas bajnokságokat.

### Sportlétesítmények és események
A megye sportinfrastruktúrája folyamatosan fejlődik. A miskolci Generali Aréna és a DVTK Stadion mellett Tiszaújváros sportlétesítményei is kiemelkedőek. Az évente megrendezett Tiszaújvárosi Triatlon Világkupa és az országos atlétikai versenyek tovább növelik a megye sportéletének hírnevét.

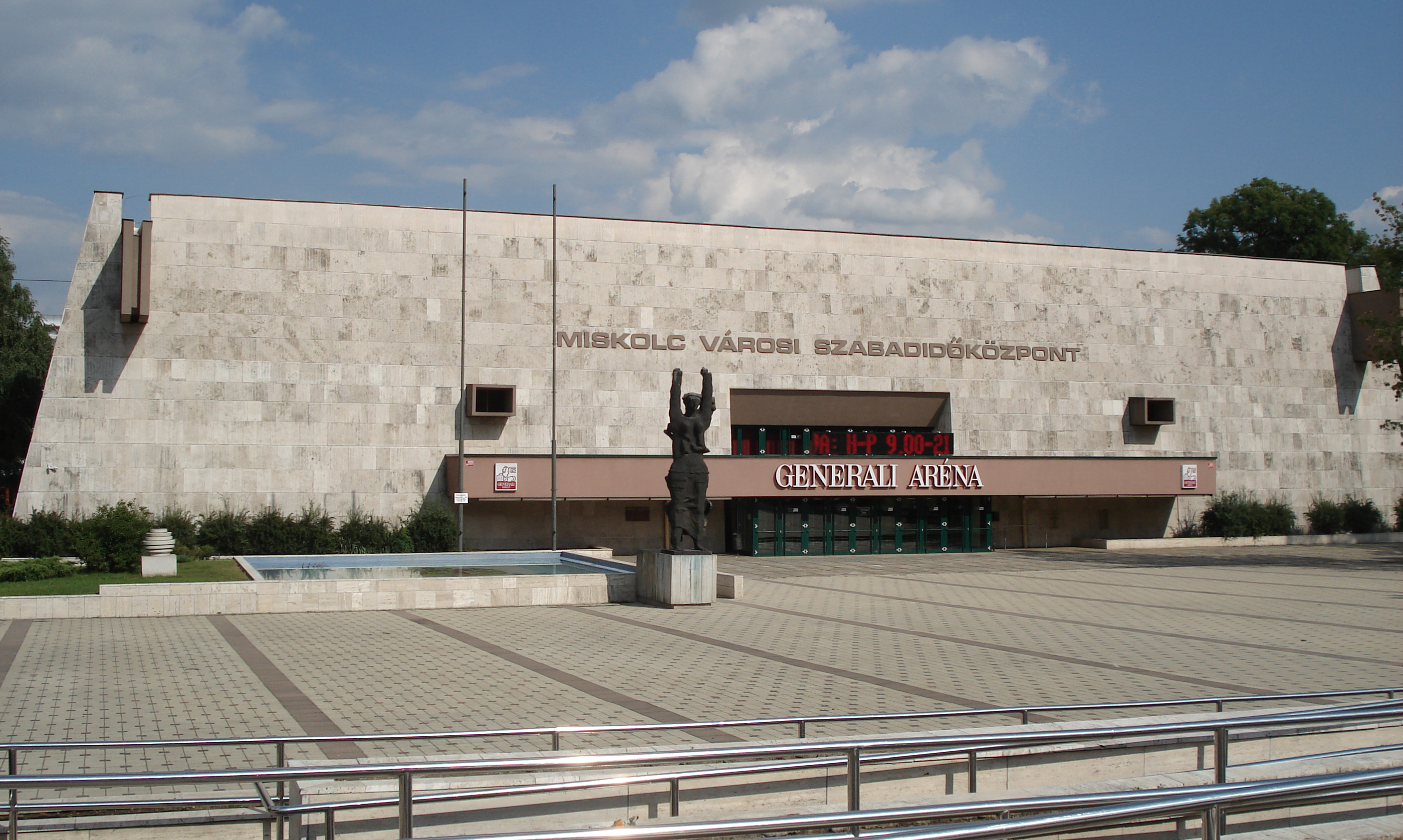
Generali Aréna

## Infrastruktúra és közlekedés

### Autópályák
Borsod-Abaúj-Zemplén közlekedési hálózata kulcsfontosságú szerepet játszik az Észak-Magyarország régió gazdasági és logisztikai életében. A megye közúthálózata jól fejlett, és az ország többi részével való összeköttetést kiemelkedően fontos autópályák és gyorsforgalmi utak biztosítják.
A megye közlekedési gerincét az M3-as autópálya alkotja, amely az ország fő közlekedési folyosójaként köti össze Budapestet az északkeleti régióval és tovább a keleti határszélekkel. Az M3-as autópálya a megye déli részét érinti, közvetlen hozzáférést biztosítva a fontosabb városokhoz, mint például Miskolc, Tiszaújváros és Mezőkövesd, elősegítve ezzel a gazdaság és a turizmus fejlődését.
A megye közlekedési hálózatának másik fontos eleme az M30-as autópálya, amely az M3-as folytatásaként Miskolcot köti össze a szlovák határral. Az útvonal nemcsak a szomszédos Kassával (Košice) való közvetlen kapcsolatot teszi lehetővé, hanem fontos szerepet játszik az európai áruszállítási útvonalak integrálásában is. Az M30-as autópálya tovább növeli a megye logisztikai jelentőségét, és hozzájárul a nemzetközi kereskedelemhez.
| Út | Európai út | Érintett települések, nagyobb kereszteződések                                                                                                   | Hossz  | Hossz     | Hossz | Hossz     | Térkép |
| Út | Európai út | Érintett települések, nagyobb kereszteződések                                                                                                   | Teljes | Elkészült | Épül  | Tervezett | Térkép |
| -- | ---------- | --- | ------ | --------- | ----- | --------- | ------ |
|    |            | Budapest – Gödöllő (M31) – Kál (M25 / M32) – Emőd (M30) – Görbeháza (M35) – Nyíregyháza – Őr (M49) – Vásárosnamény (M34) – Beregdaróc / Ukrajna | 296 km | 269 km    | 0 km  | 27 km     |        |
|    |            | Emőd (M3) – Miskolc – Tornyosnémeti / Szlovákia                                                                                                 | 84 km  | 84 km     | —     | —         |        |

### Főútak
A vármegye főúthálózata sűrű és jól strukturált, fontos szerepet játszva a térség belső közlekedésének biztosításában, valamint az ország más részeivel és a szomszédos országokkal való összeköttetés megteremtésében. A főutak stratégiai jelentőségűek, mivel összekapcsolják a megye legfontosabb városait, gazdasági központjait és turisztikai célpontjait.
A 3-as főút az egyik legfontosabb közlekedési folyosó, amely Budapestet köti össze Miskolccal, majd innen tovább halad Nyíregyháza irányába. Ez az útvonal kiegészítő kapcsolatot biztosít az M3-as autópálya mellett, és különösen jelentős a kisebb települések közlekedési igényeinek kiszolgálásában.
A 26-os főút a megye északi részét szeli át, és fontos szerepet játszik az Ózd és Kazincbarcika térségének megközelítésében. Az útvonal a borsodi iparvidék egyik fő közlekedési tengelye, amely összeköttetést biztosít Miskolc és a megye északi ipari központjai között.
A 37-es főút a keleti irányban fekvő Sátoraljaújhely felé nyújt közvetlen elérhetőséget, és kiemelkedő jelentőségű a Zemplén térségének közlekedési hálózatában. Ez az útvonal a turizmus szempontjából is meghatározó, mivel a Zempléni-hegység természeti és kulturális kincseinek megközelítését szolgálja.
A 35-ös főút Tiszaújvárost kapcsolja össze a környező térségekkel, fontos közlekedési kapcsolatot biztosítva az iparvidék számára. Emellett a megye további főútjai, mint a 25-ös és 27-es utak, szintén jelentős szerepet töltenek be a közlekedésben, különösen a határ menti területek elérhetőségének javításában és a turisztikai desztinációk feltárásában.
| Út | Érintett települések | Hossz   | Térkép |
| -- | --- | ------- | ------ |
|    | Mezőkövesd – Mezőnyárád – Bükkábrány – Vatta – Emőd – Nyékládháza – Mályi – Miskolc – Felsőzsolca – Szikszó – Aszaló – Csobád – Forró – Méra – Novajidrány – Garadna – Hernádszurdok – Hidasnémeti – Tornyosnémeti | 247 km  |        |
|    | Borsodnádasd – Járdánháza – Arló – Ózd – Sajónémeti – Sajópüspöki – Bánréve | 82 km   | –      |
|    | Miskolc – Sajókeresztúr – Sajószentpéter – Kazincbarcika – Sajóivánka – Vadna – Sajógalgóc – Dubicsány – Putnok – Serényfalva – Bánréve                                                                            | 44,6 km |        |
|    | Sajószentpéter – Dusnokpuszta – Edelény – Szendrőlád – Szendrő – Szalonna – Perkupa – Bódvaszilas – Komjáti – Tornanádaska – Hidvégardó                                                                            | 54,6 km |        |
|    | Nyékládháza – Nagycsécs – Sajószöged – Tiszaújváros | 86 km   |        |
|    | Felsőzsolca – Gesztely – Hernádkak – Szerencs – Bodrogkisfalud – Szegi – Szegilong – Olaszliszka – Vámosújfalu – Sárazsadány – Bodrogolaszi – Sárospatak – Sátoraljaújhely                                         | 76 km   |        |
|    | Tarcal – Tokaj | 37 km   |        |
|    | Emőd | 2,8 km  | –      |
|    | Miskolc | 3,5 km  |        |

### Vasúti közlekedés
Borsod-Abaúj-Zemplén vasúti közlekedése Magyarország egyik legfontosabb vasúti hálózati központját alkotja, köszönhetően a térség földrajzi helyzetének és gazdasági jelentőségének. A megye vasúti hálózata jól fejlett, és számos fontos belföldi, valamint nemzetközi vasútvonal halad át rajta, összekötve a megye nagyvárosait és ipari központjait az ország többi részével és a szomszédos országokkal.

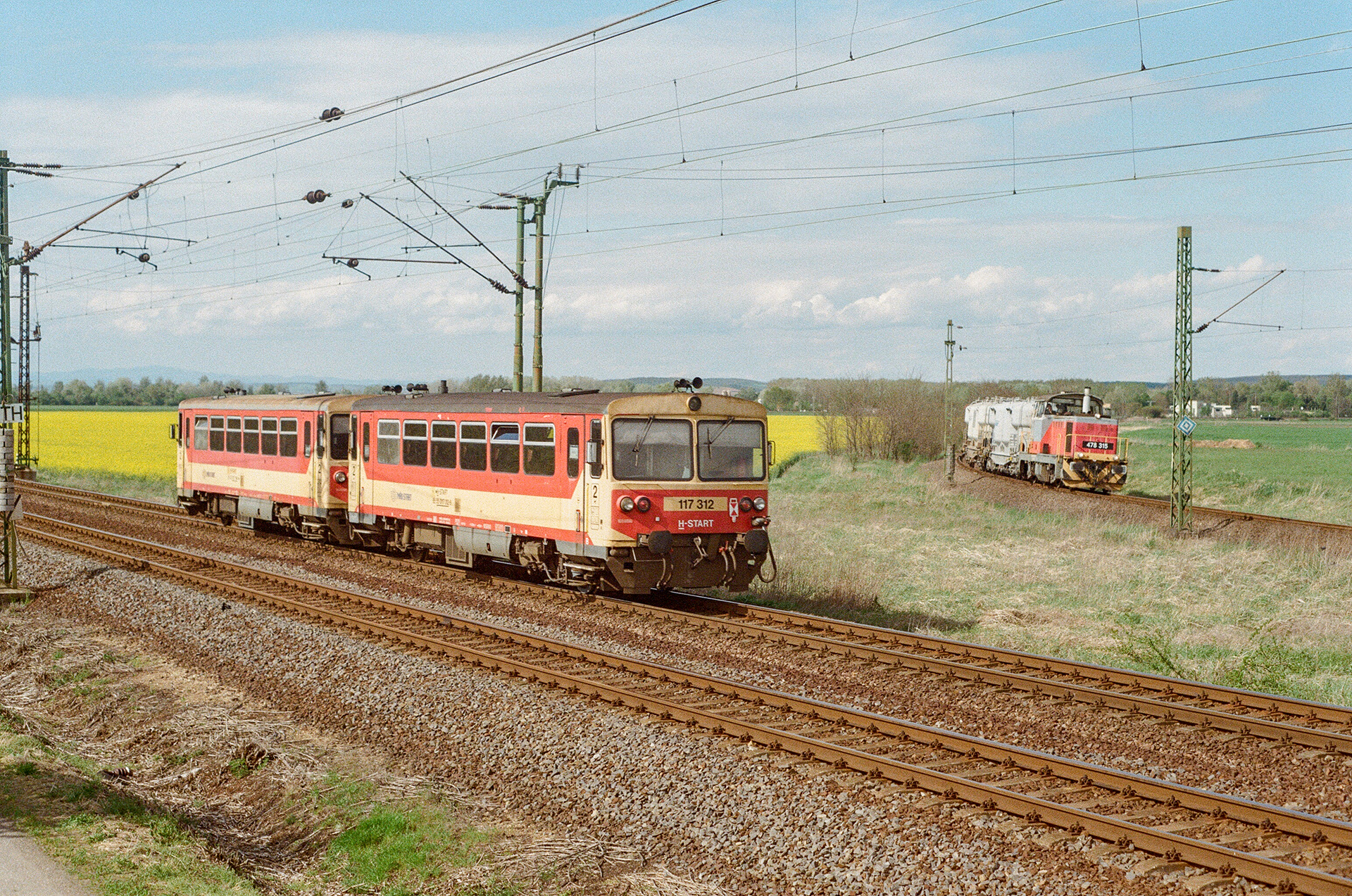
Ózd felé induló személyvonat Sajóecseg vasútállomáson

A megye legfontosabb vasúti gerincét a 80-as számú vasútvonal képezi, amely Budapestet köti össze Miskolccal, majd innen folytatódik Nyíregyháza és Záhony irányába. Ez az ország egyik legforgalmasabb vasútvonala, amely kiemelt szerepet játszik az utasforgalomban és a teherszállításban egyaránt. A vonalon közlekednek InterCity járatok, amelyek gyors és kényelmes kapcsolatot biztosítanak Miskolc és a főváros között.
Egy másik fontos vasútvonal a 92-es, amely Kazincbarcikát és Ózdot köti össze a megye központjával, Miskolccal. Ez az útvonal elsősorban a borsodi iparvidék kiszolgálását célozza, és fontos szerepet játszik a megye belső összekapcsolhatóságában.
A 98-as számú vasútvonal a megye keleti részén található Sátoraljaújhelyet kapcsolja össze Miskolccal, és közvetlen összeköttetést biztosít Szlovákia irányába is. A nemzetközi forgalom szempontjából jelentős szerepet játszik a határ menti régiók vasúti közlekedésének fejlesztésében.
A Tiszaújvárosba vezető mellékvonal szintén kiemelt fontosságú, mivel az itt található vegyipari központ vasúti áruszállítása szorosan kapcsolódik a megye gazdasági működéséhez. A teherszállításban további szerepet játszanak a megye kisebb ipari központjait összekötő mellékvonalak is.
A vasúti infrastruktúra modernizációja az elmúlt években kiemelt figyelmet kapott, beleértve a pályarekonstrukciót és az állomások korszerűsítését. Az EU-s és hazai forrásokból finanszírozott fejlesztések célja, hogy javítsák a vasúti közlekedés minőségét, csökkentsék a menetidőt, és növeljék a szolgáltatások színvonalát. A villamosítás bővítése szintén hozzájárul a fenntarthatóbb közlekedési rendszer kialakításához.
A megye vasúti közlekedése nemcsak a helyi és regionális igényeket szolgálja ki, hanem a nemzetközi áruszállításban is jelentős szerepet játszik, különösen a szlovákiai, ukrajnai és romániai irányokba irányuló forgalomban. Ezáltal Borsod-Abaúj-Zemplén vármegye vasúthálózata kulcsfontosságú eleme Magyarország közlekedési és gazdasági rendszerének.

### Légi közlekedés

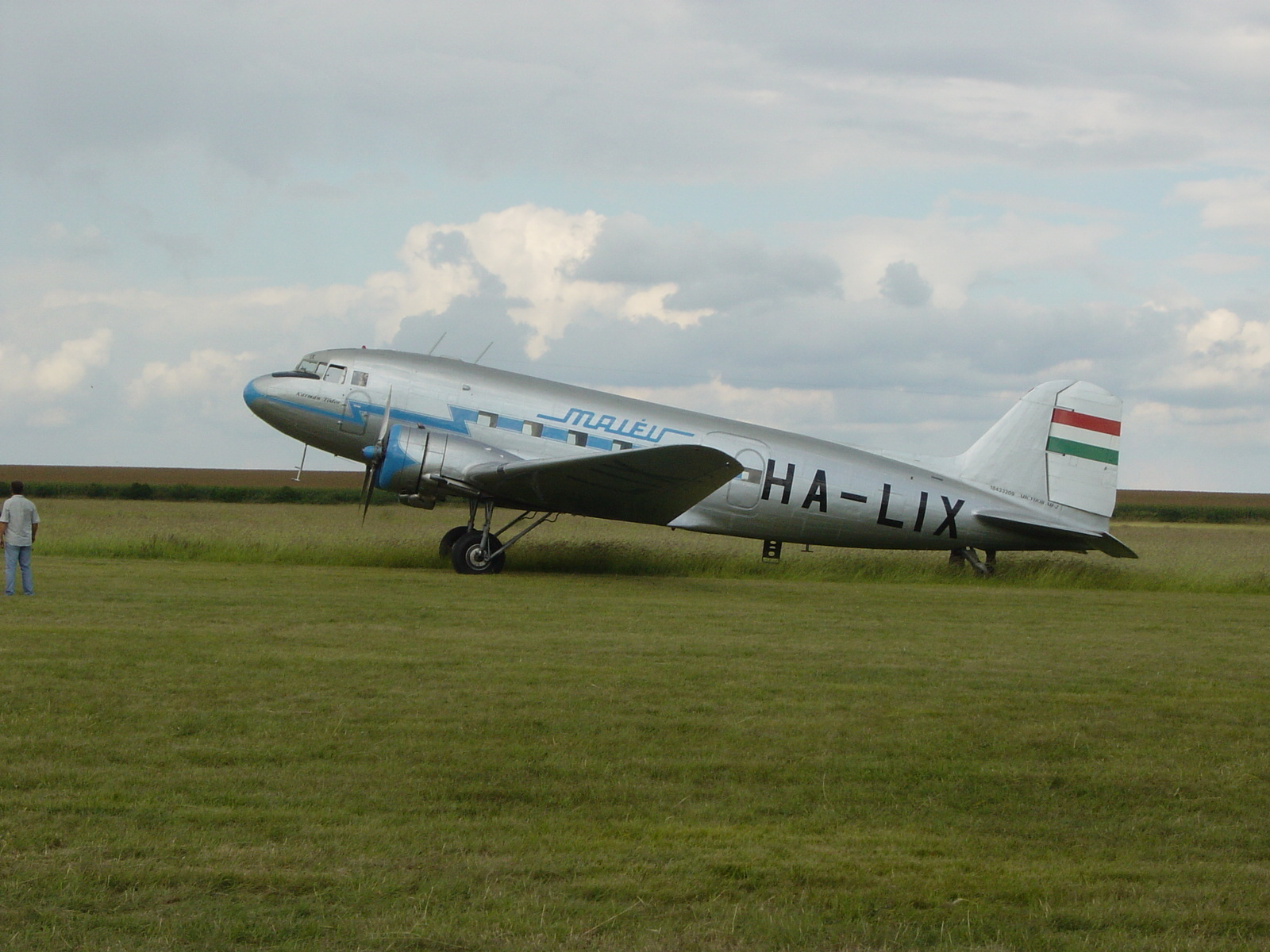
Egy Li–2 repülőgép, ilyenek teljesítették a Budapest–Miskolc járatot

Légi közlekedése korlátozott, de a régió számára mégis fontos szerepet játszik a mobilitás és a gazdasági kapcsolatok szempontjából. A megye nem rendelkezik nemzetközi jelentőségű repülőtérrel, de néhány kisebb regionális és sportrepülőtér működik, amelyek elsősorban helyi célokat szolgálnak, illetve alkalmasak sport-, hobbi- és üzleti repülések lebonyolítására.
A megye legjelentősebb repülőtere a Miskolci Repülőtér, amely a város közvetlen közelében található. Ez a repülőtér elsősorban sport- és magánrepülési célokat szolgál, valamint időnként üzleti célú repüléseket is fogad. Bár nemzetközi járatokat nem indít, a létesítmény jelentőséggel bír a helyi repülőklubok, pilótaképzések és kisebb légi szállítási szolgáltatások számára.
Mezőkövesden és Szerencsen is található kisebb repülőtér, amelyek főként mezőgazdasági repüléseket, sportcélú repüléseket és alkalmi légi bemutatókat szolgálnak ki. Ezek a repülőterek kisebb gépek fogadására alkalmasak, és helyi jelentőséggel bírnak.
A nemzetközi légi közlekedést igénylők számára a legközelebbi jelentős repülőtér a Debreceni Nemzetközi Repülőtér, amely körülbelül 90-100 kilométerre található Miskolctól. A debreceni repülőtér rendszeres járatokat indít európai nagyvárosokba, így fontos szerepet tölt be a megye lakosainak és vállalkozásainak nemzetközi kapcsolataiban.

## Híres szülöttei
- Árpád-házi Szent Erzsébet (Sárospatak, 1207. július 7. – Marburg, 1231. november 17.) II. András magyar király és Merániai Gertrúd lánya
- I. Rákóczi György (Szerencs, 1593. június 8. – Gyulafehérvár, 1648. október 11.) erdélyi fejedelem 1630-tól haláláig
- Lorántffy Zsuzsanna (Ónod, 1600 körül – Sárospatak, 1660. április 18.) I. Rákóczi György erdélyi fejedelem felesége, Lorántffy Mihály zempléni nagybirtokos főnemes és Zeleméri Borbála leánya
- Kossuth Lajos (Monok, 1802. szeptember 19. – Torino, Olaszország, 1894. március 20.) magyar államférfi, a Batthyány-kormány pénzügyminisztere, a Honvédelmi Bizottmány elnöke, Magyarország kormányzó-elnöke
- Szemere Bertalan (Vatta, 1812. augusztus 27. – Buda, 1869. január 18.) magyar politikus, országgyűlési képviselő, író, jogtudós, az első felelős magyar kormány belügyminisztere
- Egressy Béni (Sajókazinc, 1814. április 21. – Pest, 1851. július 17.) zeneszerző, író, színész, a Szózat megzenésítője
- Laborfalvi Róza (Miskolc, 1817. április 8. – Budapest, Józsefváros, 1886. november 20.) magyar színésznő, Jókai Mór felesége
- Miklós Gyula (Finke, 1832. november 26. – Budapest, 1894. május 1.) királyi tanácsos, szőlész, borászati országos kormánybiztos miniszteri osztálytanácsosi ranggal
- Sőregi Márton (Sajókápolna, 1843. május 20. – Kiscigánd, 1915. október 8.) tanító, kántor, a Bodrogköz híres gyógyító embere, Cigánd nagy jelentőségű néptanítója
- Károly Iréneusz József (Gönc, 1854. március 6. – Nagyvárad, 1929. március 13.) premontrei szerzetes, nagyváradi fizikus, a rádiótechnika egyik úttörője
- Dave Gould (Kiscigánd, 1899. március 11.) – Los Angeles, 1969. június 3.) magyar származású amerikai koreográfus, táncrendező, a Metro-Goldwyn-Mayer filmgyár táncigazgatója
- Szabó Lőrinc (Miskolc, 1900. március 31. – Budapest, VIII. kerület, 1957. október 3.) Kossuth- és József Attila-díjas költő, műfordító, a modern magyar líra egyik nagy alakja
- Kovács János (Mezőkövesd, 1927. február 5. – Budapest, 1992. november 23.) Jászai Mari-díjas magyar színművész, érdemes és kiváló művész
- Hollay Bertalan (Cigánd, 1930. szeptember 2. – Budapest, 2011. március 11.) magyar-nótaénekes, színész
- Molnár Piroska (Ózd, 1945. október 1. –) a Nemzet Színésze címmel kitüntetett Kossuth- és Jászai Mari-díjas magyar színésznő
- Demjén Ferenc (Diósgyőr, 1946. december 21. –) Kossuth-díjas magyar énekes, dalszövegíró és basszusgitáros
- Tóth Enikő (Szerencs, 1959. szeptember 11. –) magyar színésznő, szinkronszínész
- Kálloy Molnár Péter (Mezőcsát, 1970. június 6. –) magyar színész, énekes, zenész, rendező, drámairó, költő, műfordító
- Aranyosi Péter (Miskolc, 1972. július 19. –) Karinthy-gyűrűs magyar humorista. A Dumaszínház tagja, a Showder Klub egyik állandó fellépője
- Dányi Krisztián (Kazincbarcika, 1975. január 16. –) magyar színész, szinkronszínész
- Rubint Réka (Kazincbarcika, 1978. június 28. –) magyar fitneszedző, üzletasszony, különböző fitneszkiadványok, edzésprogramok szerzője
- Majoros Péter, művésznevén Majka (Ózd, 1979. augusztus 5. –) Fonogram-díjas magyar rapper, dalszövegíró, műsorvezető
- Csézi Erzsébet (Mezőkövesd, 1979. október 9.) magyar énekesnő
- Jakab Péter (Miskolc, 1980. augusztus 16. –) magyar politikus, országgyűlési képviselő, 2020 és 2022 között a Jobbik Magyarországért Mozgalom elnöke
- Varga Judit (Miskolc, 1980. szeptember 10. –) magyar jogász, politikus. 2018-tól 2019-ig a Miniszterelnökség európai uniós kapcsolatokért felelős államtitkára
- Török Réka (Miskolc, 1991. december 28.–) Junior Prima díjas televíziós szerkesztő-riporter, műsorvezető

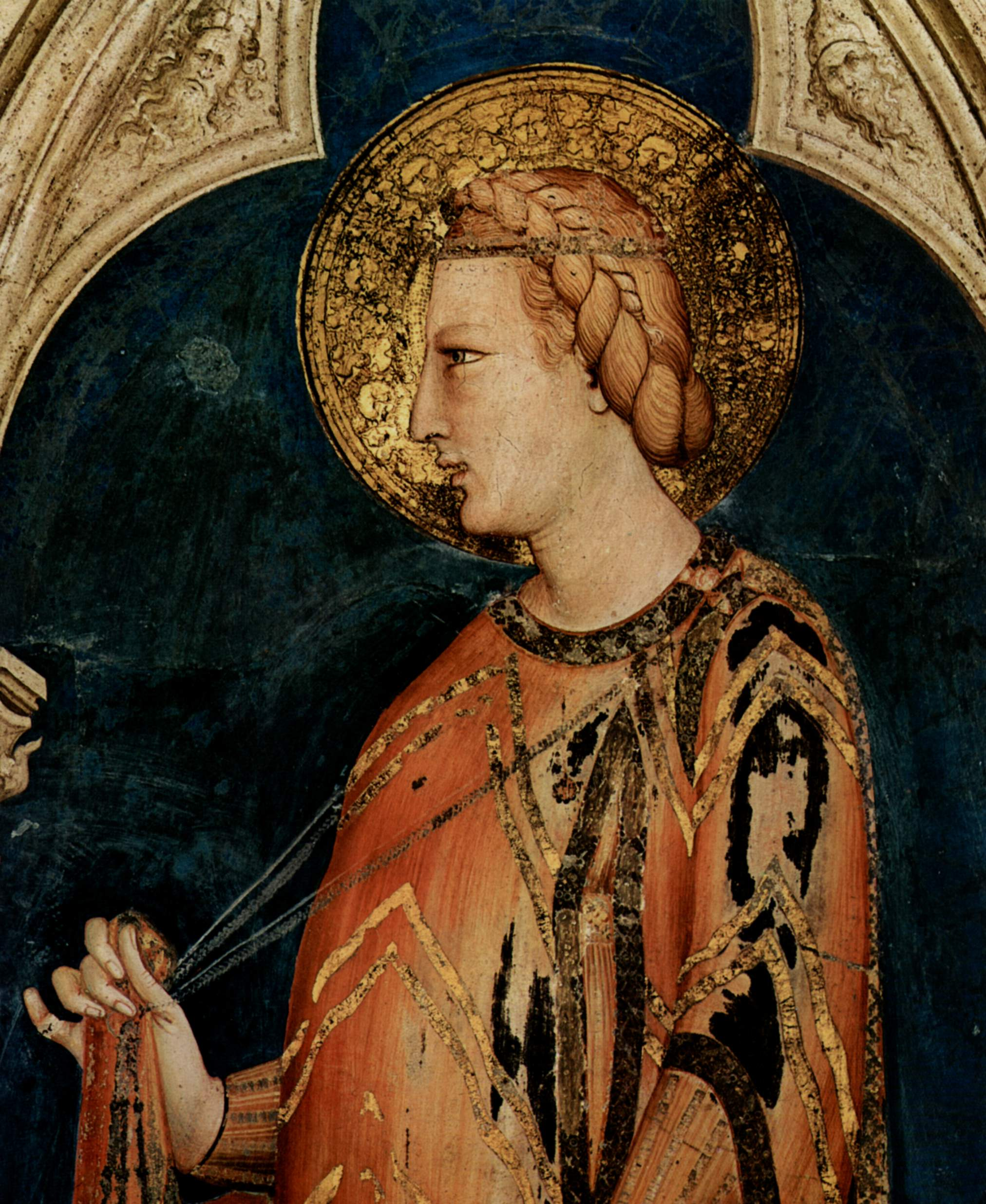
Árpád-házi Szent Erzsébet
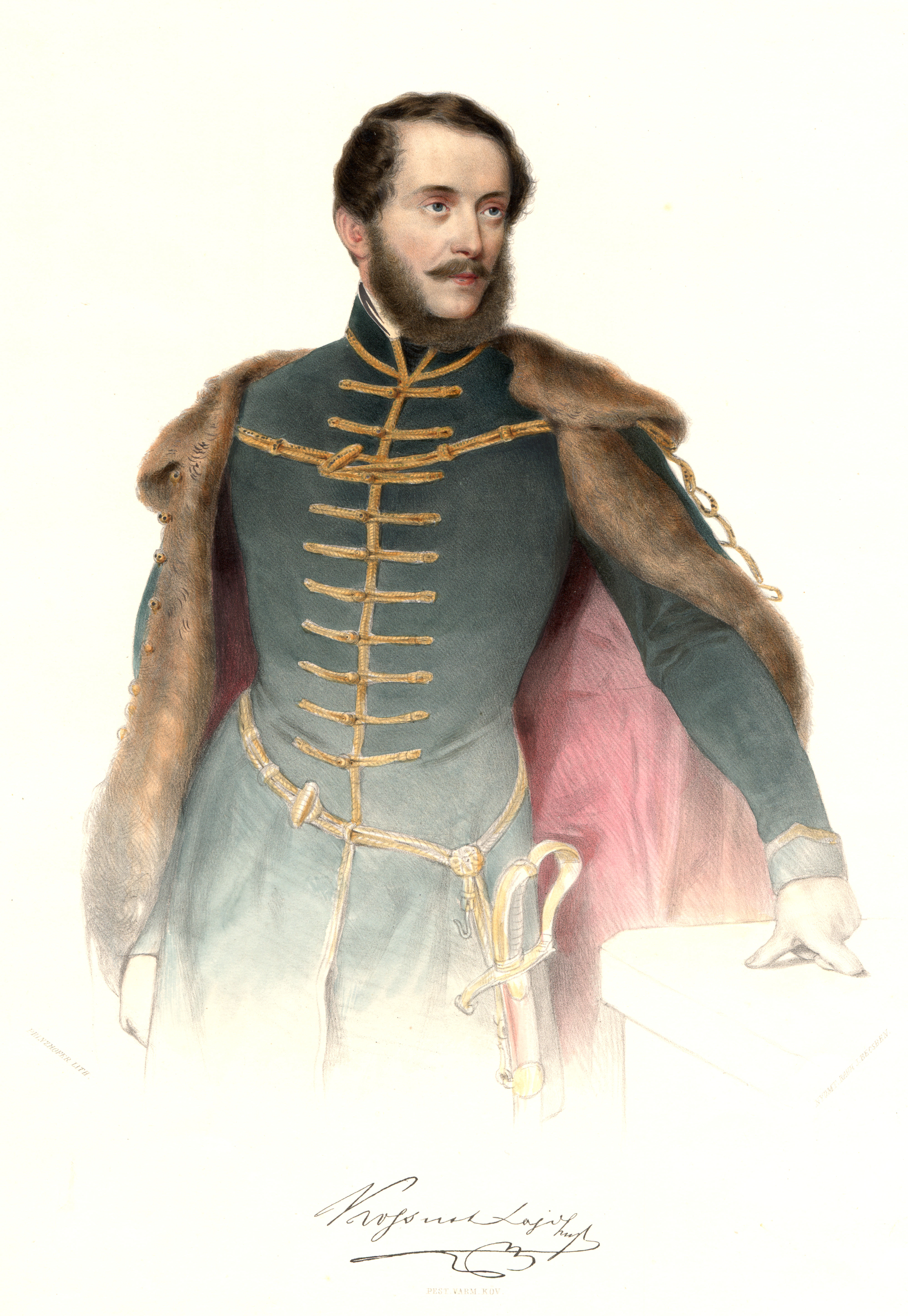
Kossuth Lajos
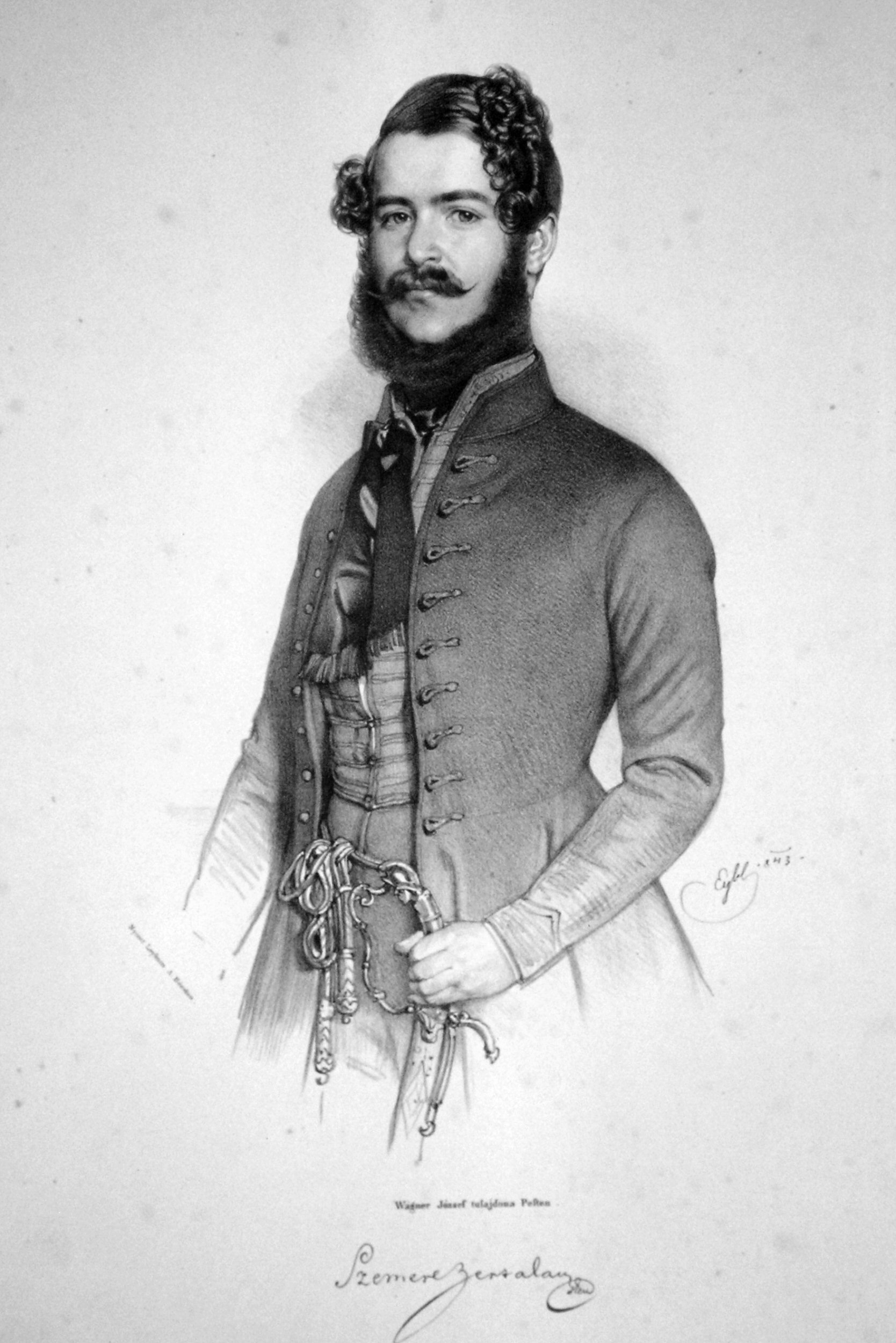
Szemere Bertalan
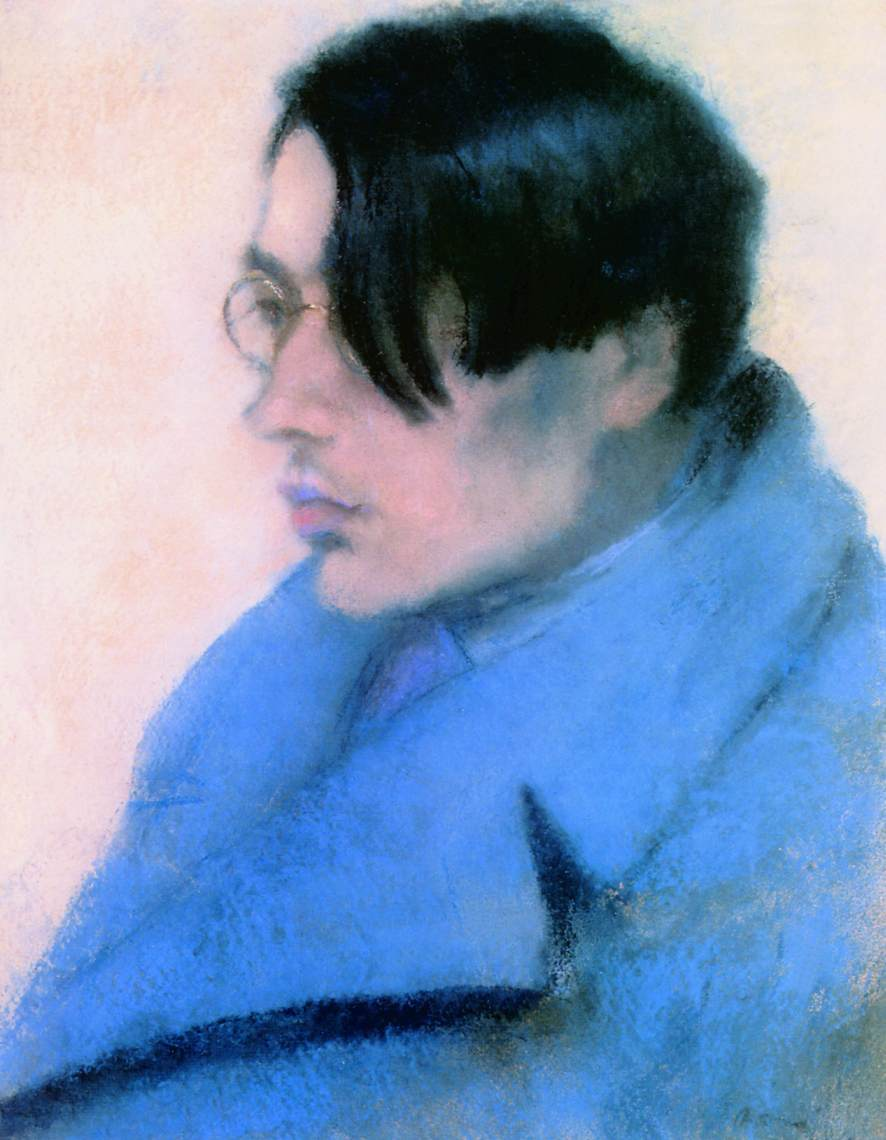
Szabó Lőrinc
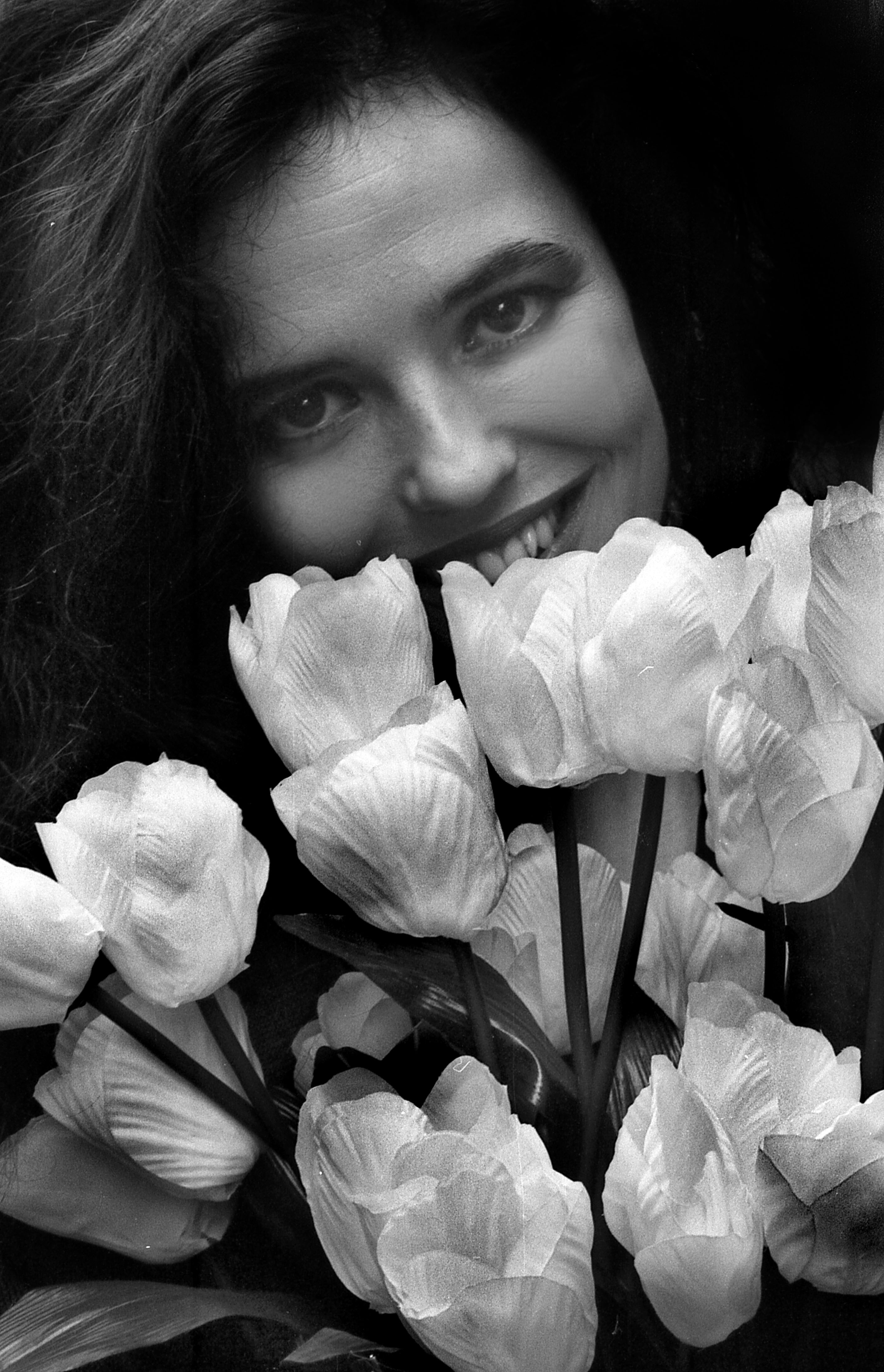
Tóth Enikő

## Kultúra

### Turizmus
Borsod-Abaúj-Zemplén megye a magyarországi turisztikai régiók közül az Észak-Magyarország- és a Tisza-tó régióba tartozik, fő vonzerejét többek között a látványos természeti értékek (különösen az Aggteleki Nemzeti Park a híres cseppkőbarlanggal és Lillafüred), valamint a romantikus műemlékjellegű középkori várak és várromok jelentik (mint például a boldogkői vár, diósgyőri vár, füzéri vár, regéci vár, sárospataki vár, szerencsi vár). A megye nevezetességei közé tartozik a tokaji aszú, a gönci barackpálinka és a matyó hímzés.

A megyében több klimatikus üdülőhely és gyógyfürdő is található. A Zsóry-fürdő, 1939-ben olajkutató talajfúrás alkalmával 800 méter mélyből tört elő a 72 °C-os, kéntartalmú gyógyvízforrás Zsóry Lajos országgyűlési képviselő családi birtokán. A víz elősegíti a reumás betegségek, a különböző kopások és ízületi gyulladások, a sérülések és ortopédiai beavatkozások kezelését, de alkalmas nőgyógyászati panaszok enyhítésére is. A Tapolca Forrás-barlangot 1934-ben nyilvánították üdülőhellyé. Pávai-Vajna Ferenc négy barlang megvizsgálása után 1-1,5 méter magasságban részenként 28 °C-os vizet talált a karszt üregeiben - ilyen magas hőfokú víz karsztrendszerben Európában sehol nem bukkant fel még másutt. A feltárás során melegvízű forrásra (31,5 °C) is akadtak. 1941. május 28-án megnyitották a Termálfürdőt. 2002. július 19-én az Országos Tisztifőorvosi Hivatal Országos Gyógyhelyi és Gyógyfürdőügyi Főigazgatóságának határozata gyógyfürdővé emelte, és gyógyászati ellátás szempontjából országos kategóriába sorolta. A tiszaújvárosi Termálfürdő Komplexum gyógyfürdője 1200 méter mélységből feltörő 57 °C-os termálvízzel működik, melynek sókoncentrációja, nátrium-klorid- és hidrogén-karbonát-tartalma magas, így ízületi, idült nőgyógyászati és urológiai panaszok kezelésére hasznosítják. A medencékben a víz 32, 36, 38, illetve 40 fokos.

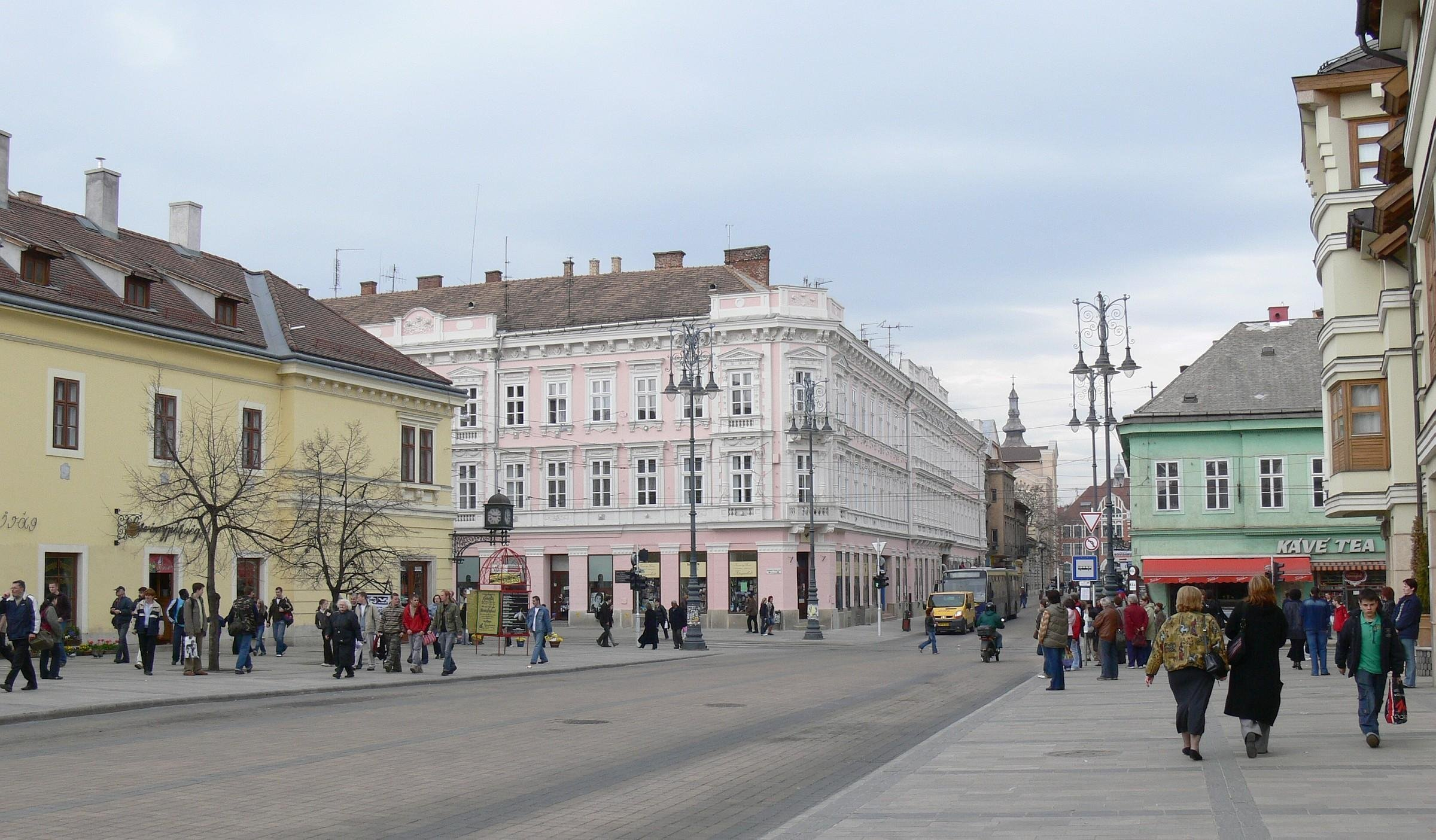
Miskolc, a vármegyeszékhely
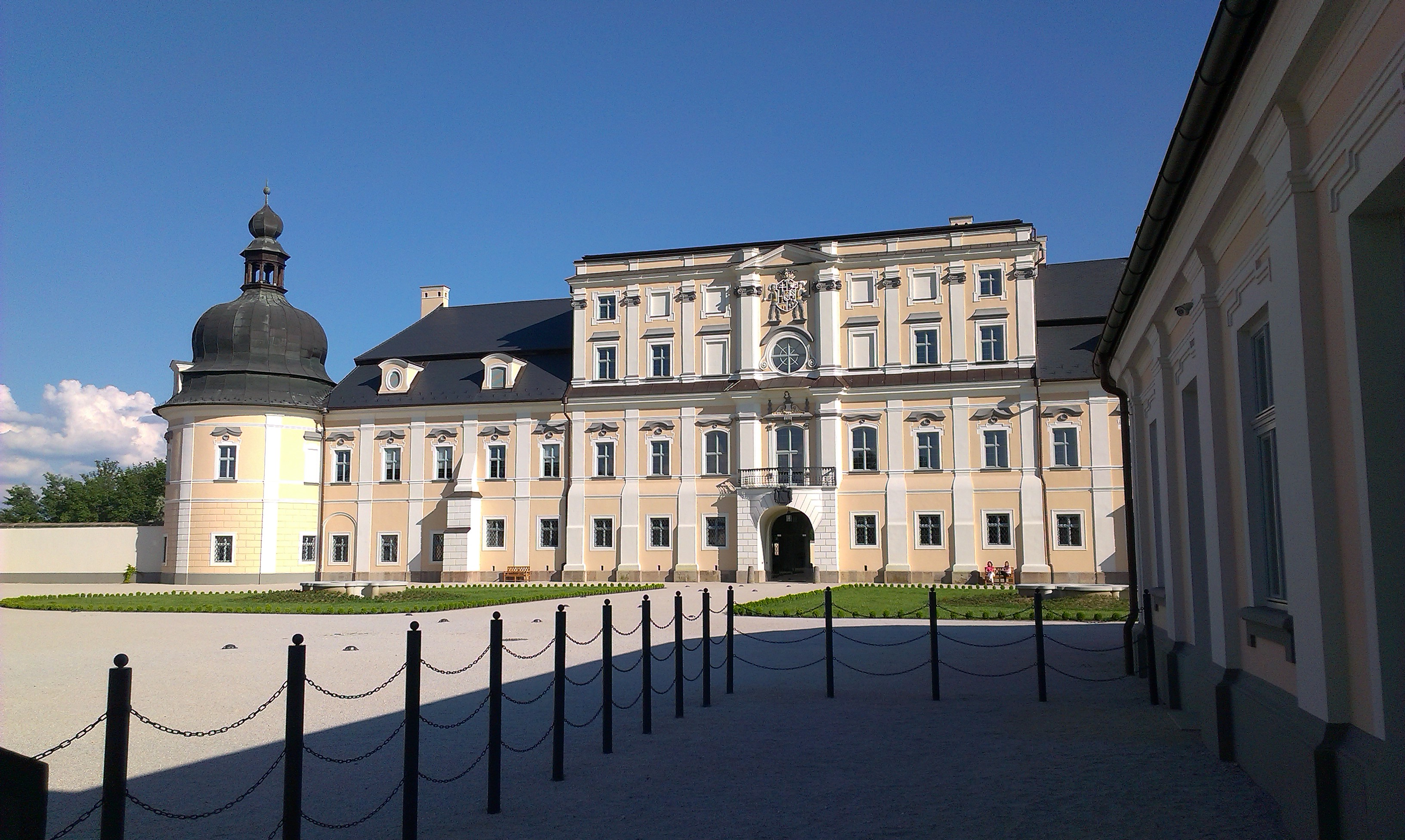
L’Huillier–Coburg-kastély, Edelény
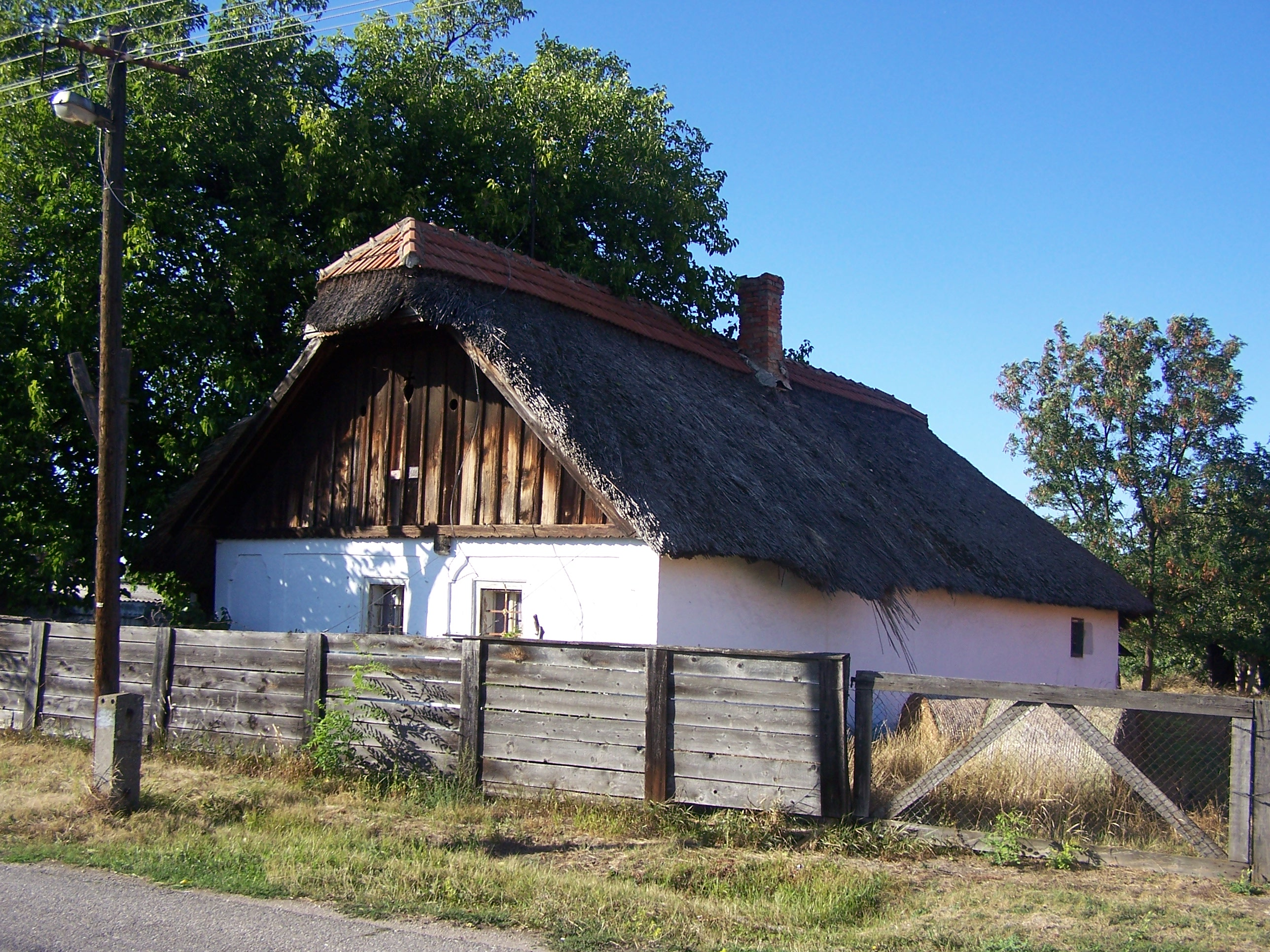
Tradicionális magyar lakóház Szentistván községben
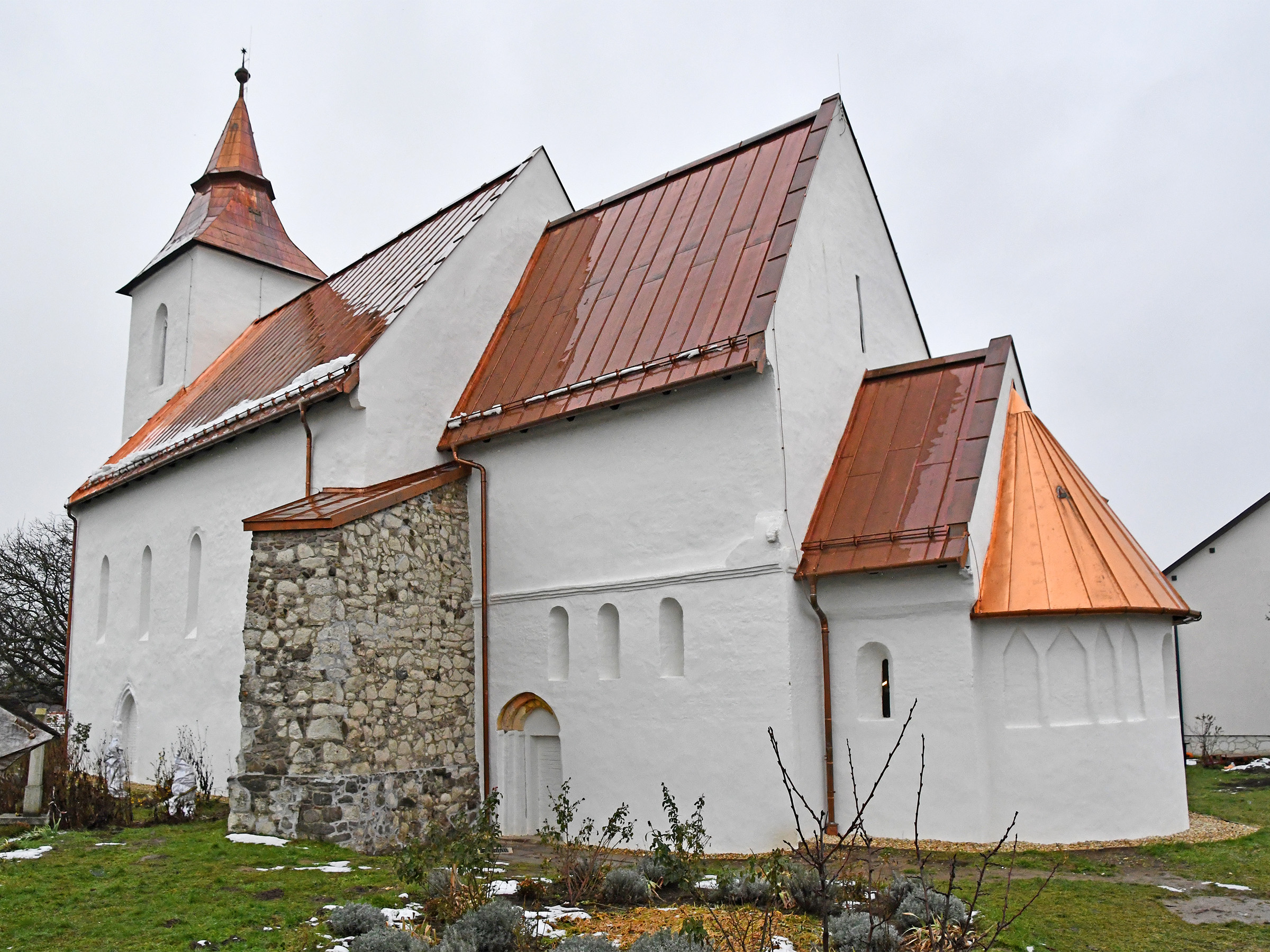
Az Árpád-kori vizsolyi református templom
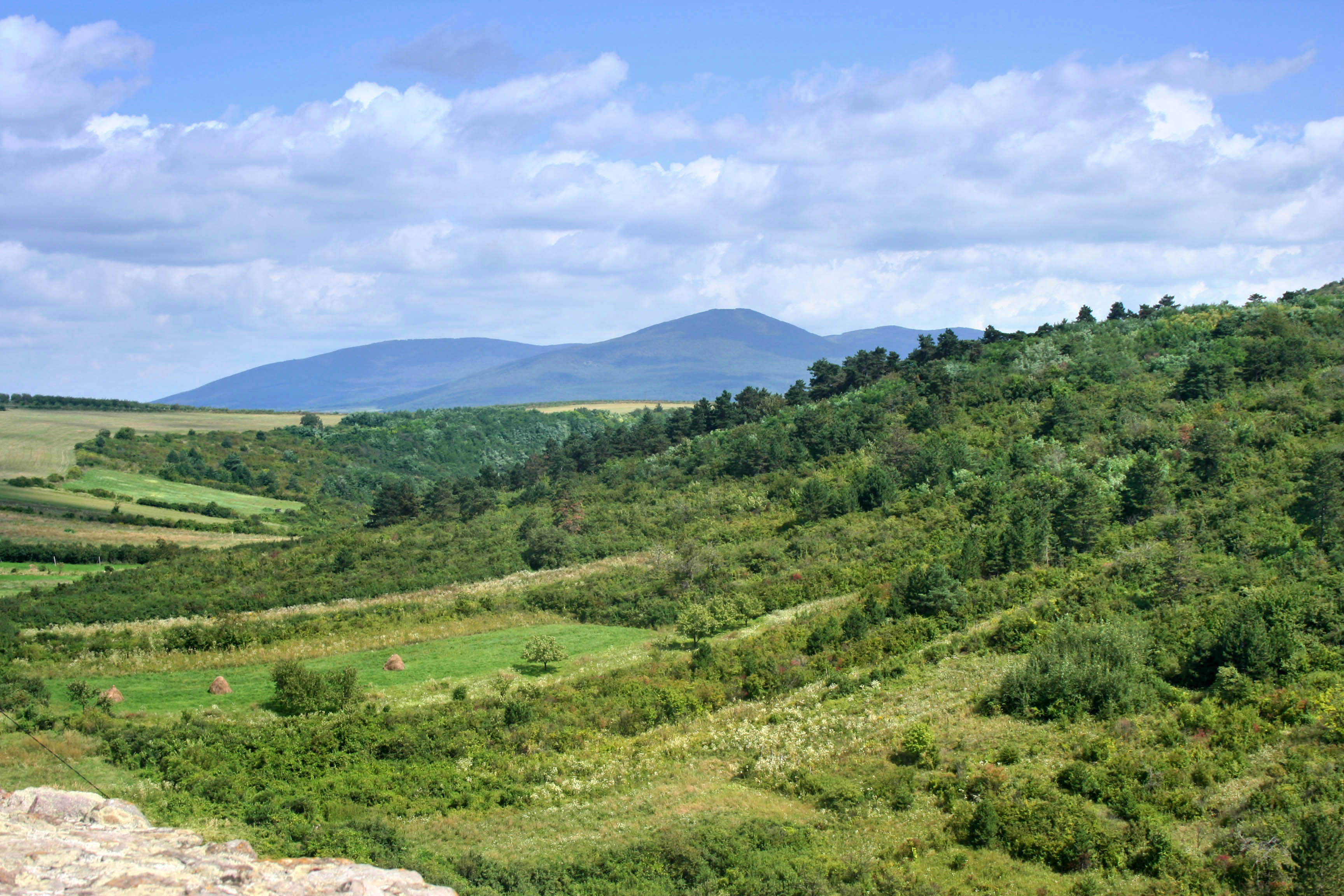
Panorámakép a Zempléni-hegység vonulatairól Boldogkőváraljánál
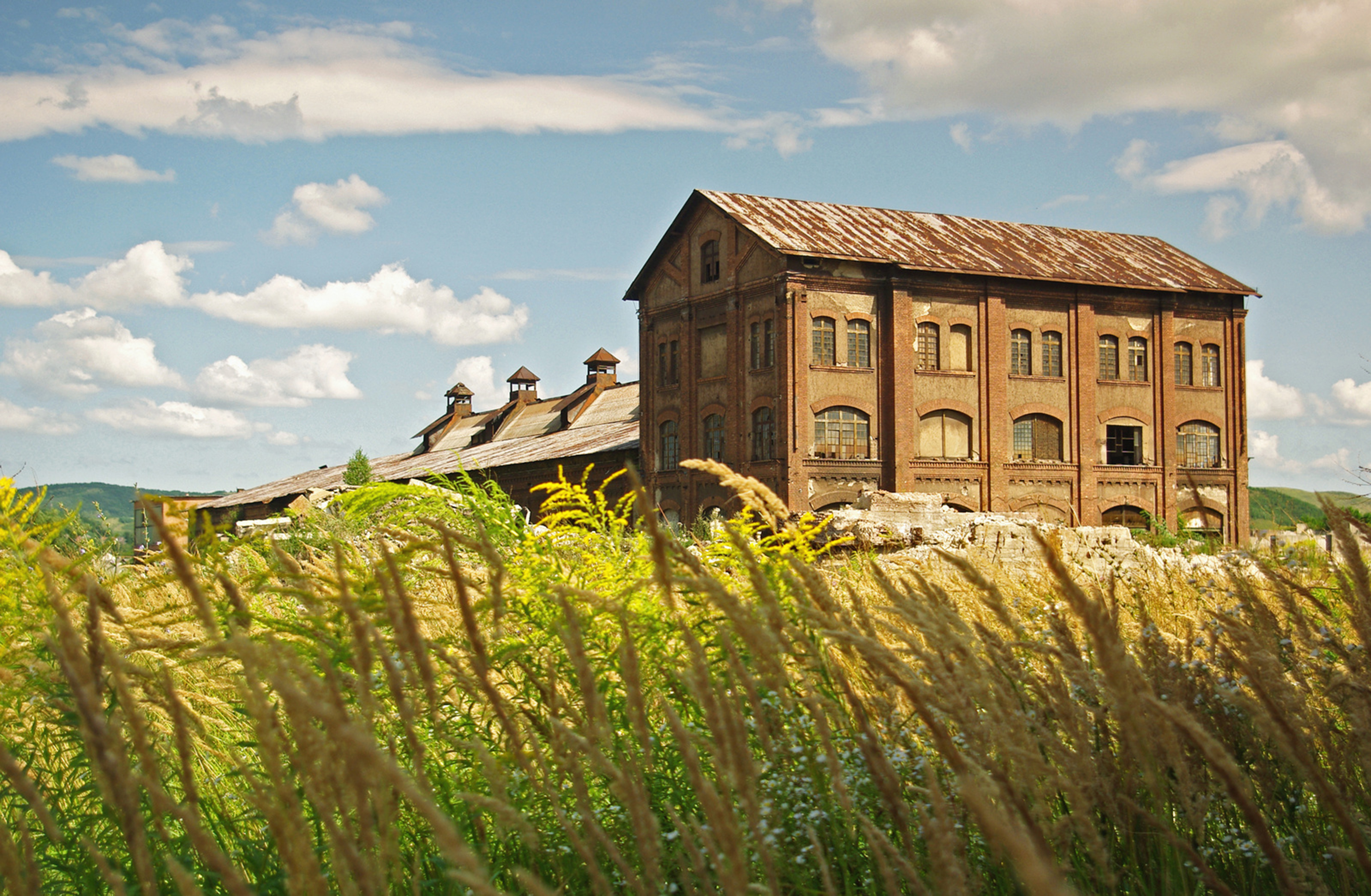
Fúvógépház Ózdon
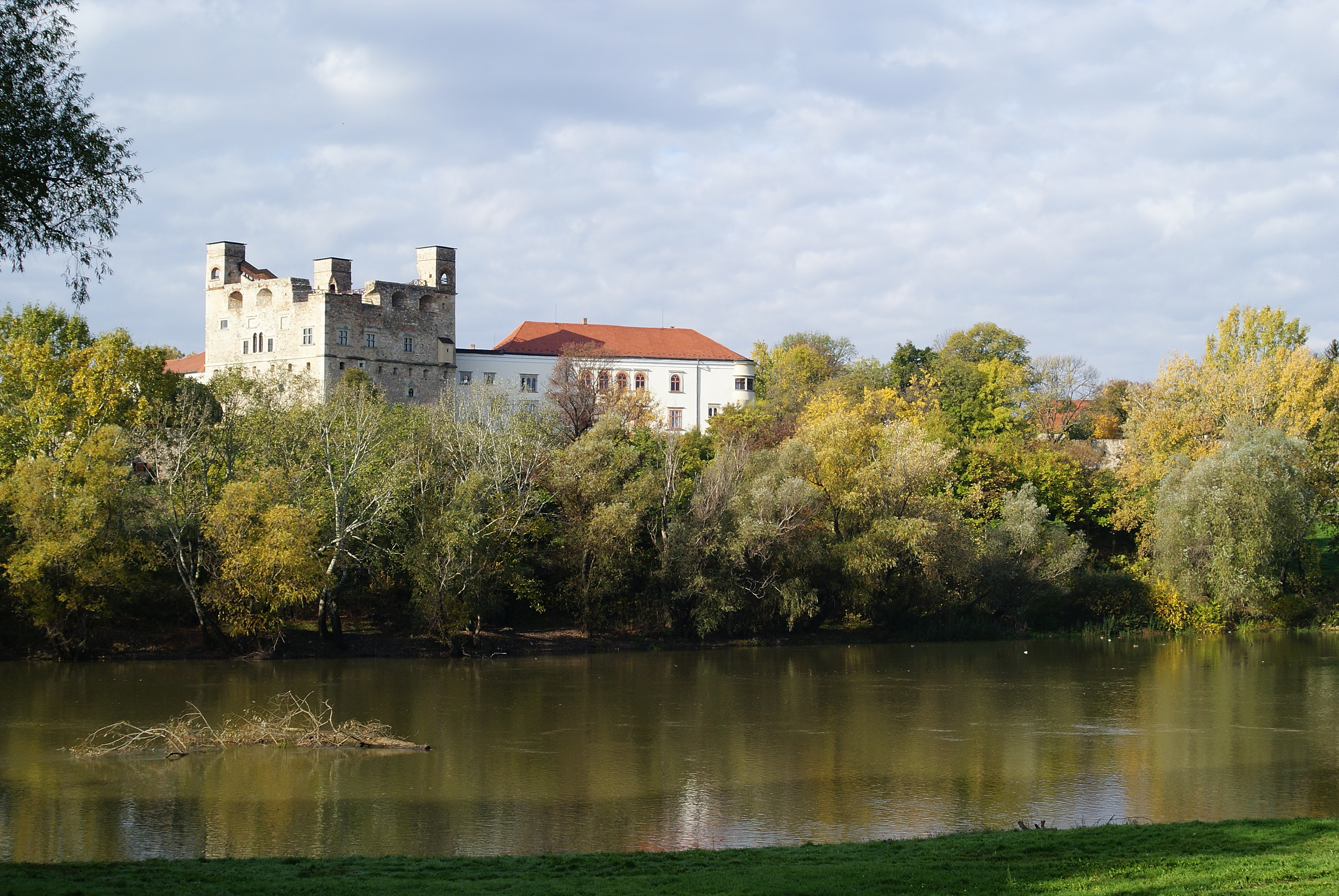
A sárospataki vár
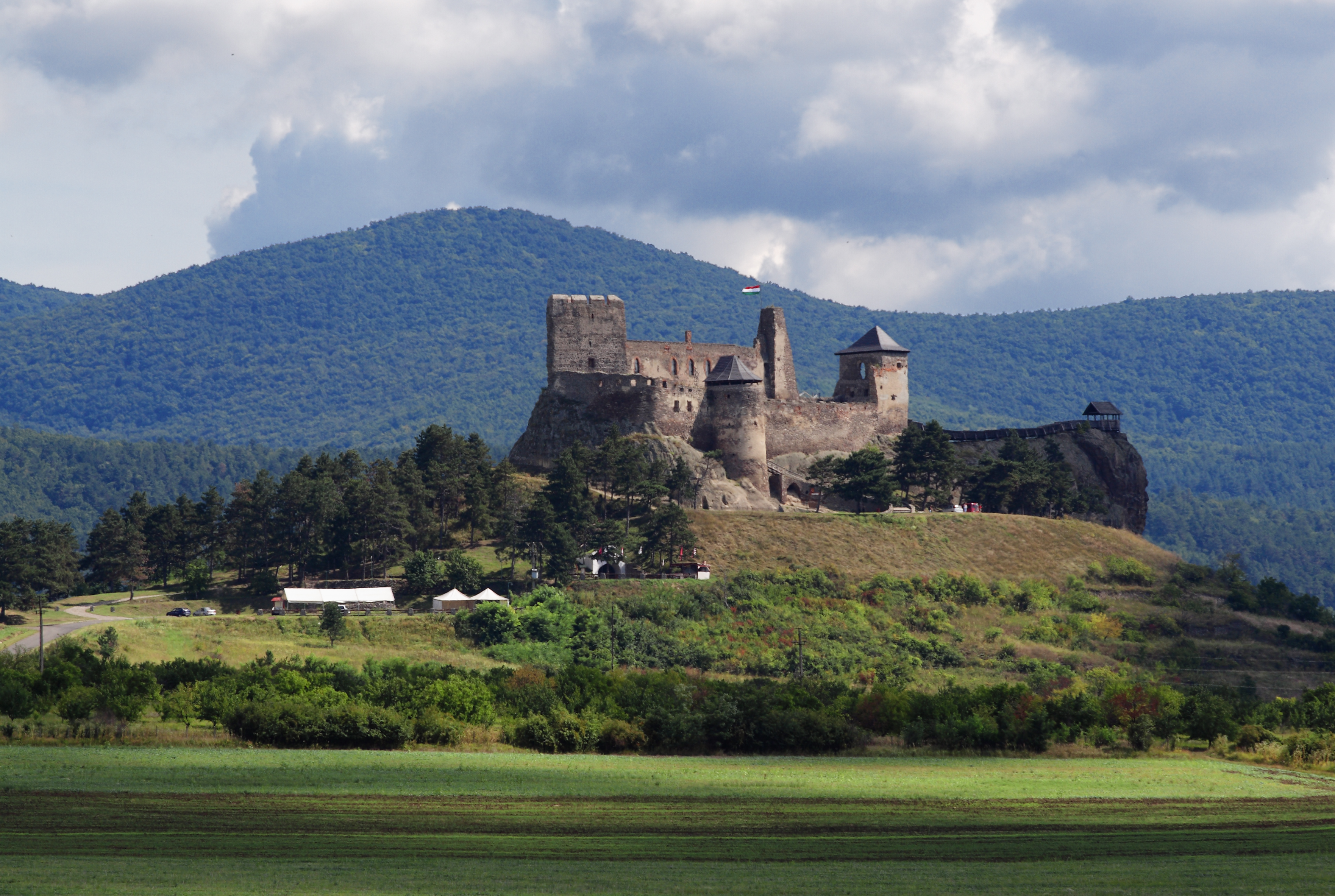
A 13. századi boldogkői vár romjai a Zempléni Tájvédelmi Körzetben
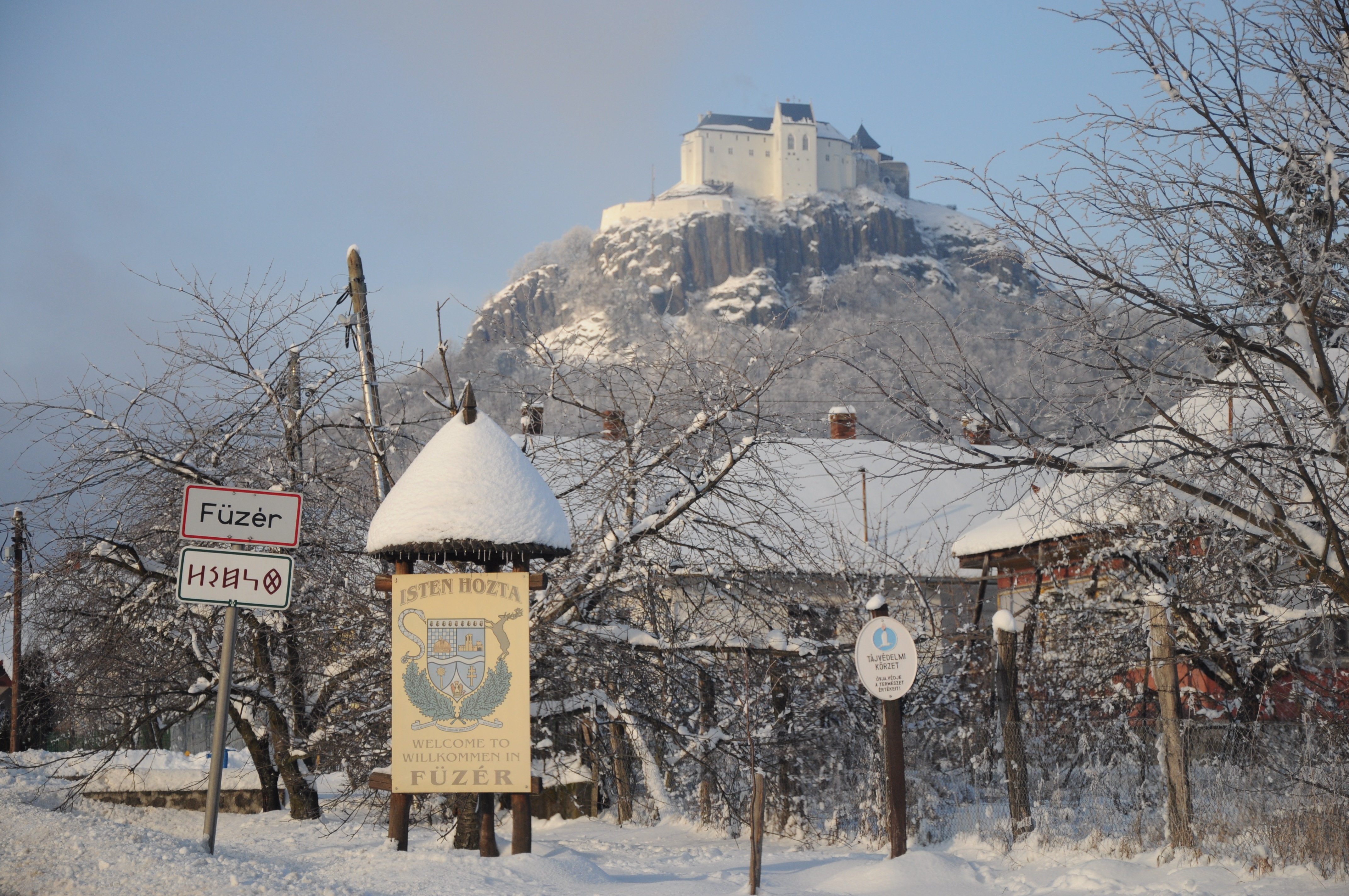
A füzéri vár
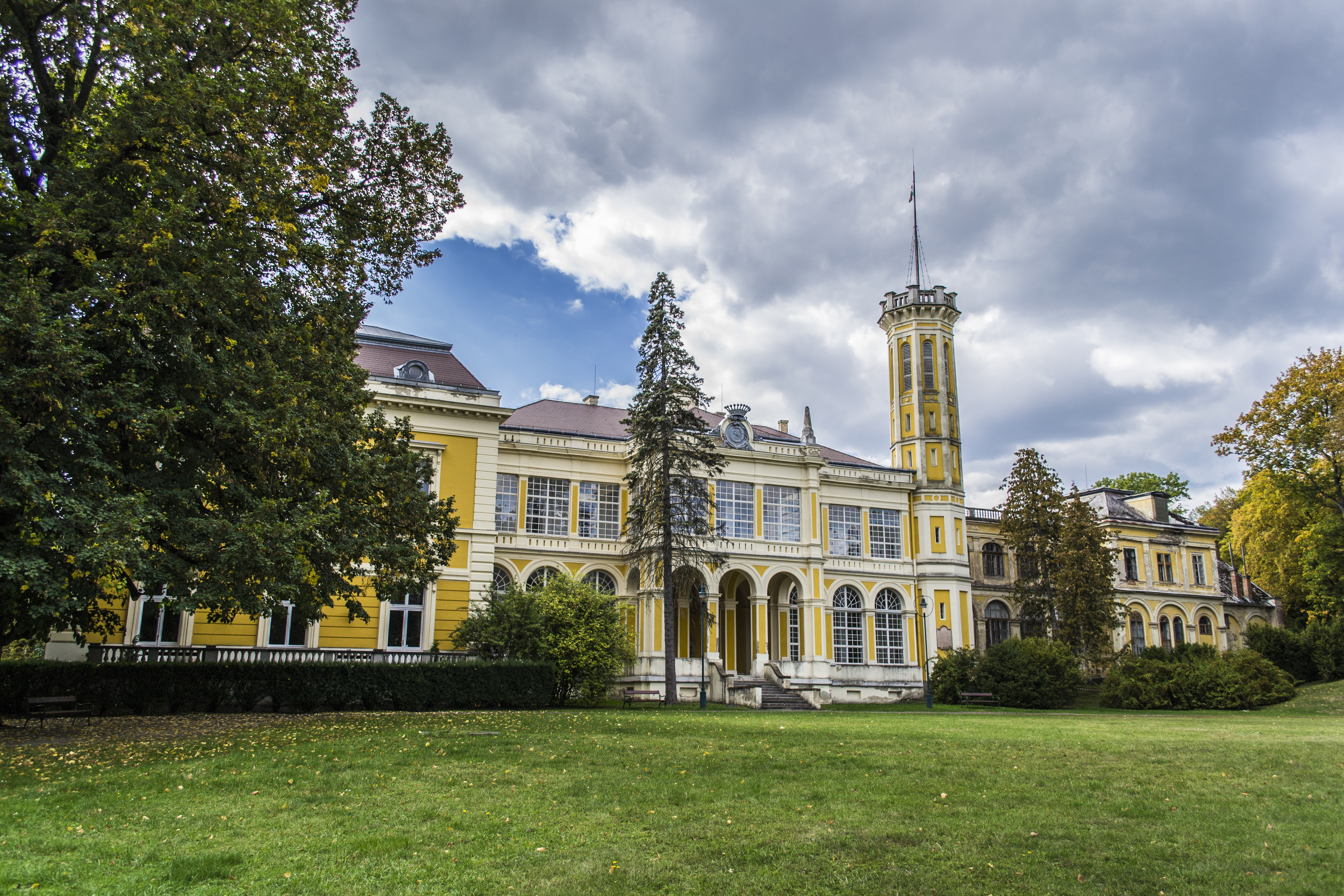
A füzérradványi Károlyi-kastély az arborétumból szemlélve

## Települései
A városok többsége az észak–déli irányú Sajó-völgy tengelyébe, illetve az Északi-középhegység és az Alföld találkozásánál húzódó kelet-nyugati irányú történelmi kereskedelmi tengely mellé települt. A két tengely metszéspontjában van Miskolc.
A településszerkezetre egyrészt Miskolc és az agglomeráció túlsúlya, másrészt az aprófalvak sokasága jellemző (az ország legtöbb településsel rendelkező megyéje). A miskolci agglomeráció Magyarország második legnagyobb népességtömörülése. A lakosság több mint fele városokban él, a megye lakosságának egynegyede Miskolcon.

### Városok
Népesség szerinti sorrendben, a KSH adatai alapján:
| Sorszám | Település       | Lakónépesség (2019.01.01)      | Járás                  |
| ------- | --------------- | ------------------------------ | ---------------------- |
| 1.      | Miskolc         | 143 502 fő (2024. jan. 1.) +/- | Miskolci járás         |
| 2.      | Ózd             | 30 550 fő (2024. jan. 1.) +/-  | Ózdi járás             |
| 3.      | Kazincbarcika   | 23 990 fő (2024. jan. 1.) +/-  | Kazincbarcikai járás   |
| 4.      | Mezőkövesd      | 15 541 fő (2024. jan. 1.) +/-  | Mezőkövesdi járás      |
| 5.      | Tiszaújváros    | 14 700 fő (2024. jan. 1.) +/-  | Tiszaújvárosi járás    |
| 6.      | Sátoraljaújhely | 12 973 fő (2024. jan. 1.) +/-  | Sátoraljaújhelyi járás |
| 7.      | Sajószentpéter  | 11 251 fő (2024. jan. 1.) +/-  | Kazincbarcikai járás   |
| 8.      | Sárospatak      | 10 583 fő (2024. jan. 1.) +/-  | Sárospataki járás      |
| 9.      | Edelény         | 9198 fő (2024. jan. 1.) +/-    | Edelényi járás         |
| 10.     | Szerencs        | 8360 fő (2024. jan. 1.) +/-    | Szerencsi járás        |
| 11.     | Felsőzsolca     | 6401 fő (2024. jan. 1.) +/-    | Miskolci járás         |
| 12.     | Putnok          | 6335 fő (2024. jan. 1.) +/-    | Putnoki járás          |
| 13.     | Encs            | 6147 fő (2024. jan. 1.) +/-    | Encsi járás            |
| 14.     | Mezőcsát        | 5611 fő (2024. jan. 1.) +/-    | Mezőcsáti járás        |
| 15.     | Alsózsolca      | 5502 fő (2024. jan. 1.) +/-    | Miskolci járás         |
| 16.     | Szikszó         | 5455 fő (2024. jan. 1.) +/-    | Szikszói járás         |
| 17.     | Nyékládháza     | 4978 fő (2024. jan. 1.) +/-    | Miskolci járás         |
| 18.     | Emőd            | 4739 fő (2024. jan. 1.) +/-    | Miskolci járás         |
| 19.     | Onga            | 4703 fő (2024. jan. 1.) +/-    | Miskolci járás         |
| 20.     | Szendrő         | 3961 fő (2024. jan. 1.) +/-    | Edelényi járás         |
| 21.     | Tokaj           | 3743 fő (2024. jan. 1.) +/-    | Tokaji járás           |
| 22.     | Mezőkeresztes   | 3515 fő (2024. jan. 1.) +/-    | Mezőkövesdi járás      |
| 23.     | Cigánd          | 2840 fő (2024. jan. 1.) +/-    | Cigándi járás          |
| 24.     | Borsodnádasd    | 2808 fő (2024. jan. 1.) +/-    | Ózdi járás             |
| 25.     | Abaújszántó     | 2697 fő (2024. jan. 1.) +/-    | Gönci járás            |
| 26.     | Sajóbábony      | 2533 fő (2024. jan. 1.) +/-    | Miskolci járás         |
| 27.     | Rudabánya       | 2273 fő (2024. jan. 1.) +/-    | Kazincbarcikai járás   |
| 28.     | Gönc            | 1930 fő (2024. jan. 1.) +/-    | Gönci járás            |
| 29.     | Pálháza         | 935 fő (2024. jan. 1.) +/-     | Sátoraljaújhelyi járás |

Nagyközségek
- Arló
- Hernádnémeti
- Izsófalva
- Múcsony
- Ricse
- Szentistván
- Szirmabesenyő
- Taktaharkány
- Tiszalúc

### Községek
| - Abaújalpár - Abaújkér - Abaújlak - Abaújszolnok - Abaújvár - Abod - Aggtelek - Alacska - Alsóberecki - Alsódobsza - Alsógagy - Alsóregmec - Alsószuha - Alsótelekes - Alsóvadász - Arka - Arló - Arnót - Aszaló - Ároktő - Baktakék - Balajt - Baskó - Bánhorváti - Bánréve - Becskeháza - Bekecs - Berente - Beret - Berzék - Bodroghalom - Bodrogkeresztúr - Bodrogkisfalud - Bodrogolaszi - Bogács - Boldogkőújfalu - Boldogkőváralja - Boldva - Borsodbóta - Borsodgeszt - Borsodivánka - Borsodszentgyörgy - Borsodszirák - Bódvalenke - Bódvarákó - Bódvaszilas - Bózsva - Bőcs - Bükkábrány - Bükkaranyos - Bükkmogyorósd - Bükkszentkereszt - Bükkzsérc - Büttös - Csenyéte | - Cserépfalu - Cserépváralja - Csernely - Csincse - Csobaj - Csobád - Csokvaomány - Damak - Dámóc - Debréte - Detek - Dédestapolcsány - Domaháza - Dövény - Dubicsány - Egerlövő - Erdőbénye - Erdőhorváti - Égerszög - Fancsal - Farkaslyuk - Fáj - Felsőberecki - Felsődobsza - Felsőgagy - Felsőkelecsény - Felsőnyárád - Felsőregmec - Felsőtelekes - Felsővadász - Filkeháza - Fony - Forró - Fulókércs - Füzér - Füzérkajata - Füzérkomlós - Füzérradvány - Gadna - Gagyapáti - Gagybátor - Gagyvendégi - Galvács - Garadna - Gelej - Gesztely - Gibárt - Girincs - Golop - Gömörszőlős - Göncruszka - Györgytarló - Halmaj - Hangács - Hangony | - Háromhuta - Harsány - Hegymeg - Hejce - Hejőbába - Hejőkeresztúr - Hejőkürt - Hejőpapi - Hejőszalonta - Hercegkút - Hernádbűd - Hernádcéce - Hernádkak - Hernádkércs - Hernádnémeti - Hernádpetri - Hernádszentandrás - Hernádszurdok - Hernádvécse - Hét - Hidasnémeti - Hidvégardó - Hollóháza - Homrogd - Igrici - Imola - Ináncs - Irota - Izsófalva - Jákfalva - Járdánháza - Jósvafő - Karcsa - Karos - Kács - Kánó - Kány - Kázsmárk - Kelemér - Kenézlő - Keresztéte - Kesznyéten - Kéked - Királd - Kiscsécs - Kisgyőr - Kishuta - Kiskinizs - Kisrozvágy - Kissikátor - Kistokaj - Komjáti - Komlóska - Kondó - Korlát | - Kovácsvágás - Köröm - Krasznokvajda - Kupa - Kurityán - Lak - Lácacséke - Ládbesenyő - Legyesbénye - Léh - Lénárddaróc - Litka - Makkoshotyka - Martonyi - Mád - Mályi - Mályinka - Megyaszó - Meszes - Mezőnagymihály - Mezőnyárád - Mezőzombor - Méra - Mikóháza - Mogyoróska - Monaj - Monok - Muhi - Múcsony - Nagybarca - Nagycsécs - Nagyhuta - Nagykinizs - Nagyrozvágy - Nekézseny - Nemesbikk - Négyes - Novajidrány - Nyésta - Nyíri - Nyomár - Olaszliszka - Ormosbánya - Oszlár - Ónod - Pamlény - Parasznya - Pácin - Pányok - Pere - Perecse - Perkupa - Prügy - Pusztafalu | - Pusztaradvány - Radostyán - Ragály - Rakaca - Rakacaszend - Rásonysápberencs - Rátka - Regéc - Répáshuta - Révleányvár - Ricse - Rudolftelep - Sajóecseg - Sajógalgóc - Sajóhídvég - Sajóivánka - Sajókaza - Sajókápolna - Sajókeresztúr - Sajólád - Sajólászlófalva - Sajómercse - Sajónémeti - Sajóörös - Sajópálfala - Sajópetri - Sajópüspöki - Sajósenye - Sajószöged - Sajóvámos - Sajóvelezd - Sály - Sárazsadány - Sáta - Selyeb - Semjén - Serényfalva - Sima - Sóstófalva - Szakácsi - Szakáld - Szalaszend - Szalonna - Szászfa - Szegi - Szegilong - Szemere - Szendrőlád - Szentistván - Szentistvánbaksa - Szin - Szinpetri - Szirmabesenyő - Szomolya - Szögliget | - Szőlősardó - Szuhafő - Szuhakálló - Szuhogy - Taktabáj - Taktaharkány - Taktakenéz - Taktaszada - Tarcal - Tard - Tardona - Tállya - Telkibánya - Teresztenye - Tibolddaróc - Tiszabábolna - Tiszacsermely - Tiszadorogma - Tiszakarád - Tiszakeszi - Tiszaladány - Tiszalúc - Tiszapalkonya - Tiszatardos - Tiszatarján - Tiszavalk - Tolcsva - Tomor - Tornabarakony - Tornakápolna - Tornanádaska - Tornaszentandrás - Tornaszentjakab - Tornyosnémeti - Trizs - Uppony - Újcsanálos - Vadna - Vajdácska - Varbó - Varbóc - Vatta - Vágáshuta - Vámosújfalu - Vilmány - Vilyvitány - Viss - Viszló - Vizsoly - Zalkod - Zádorfalva - Zemplénagárd - Ziliz - Zubogy - Zsujta |